# إيران
إِيرَان ورسميًّا الجمهورية الإسلامية الإيرانية (بالفارسية: جمهورى اسلامى ايران) هي دولة تقع في غرب آسيا. وهي ثاني أكبر الدول بالشرق الأوسط من حيث عدد السكان بعد مصر بإجمالي 85 مليون نسمة، وكذلك ثاني أكبر بلدان الشرق الأوسط مساحة بعد السعودية بمساحة تبلغ 1,648,195 كم²٬ تتميز إيران بموقع جيوسياسي يجعلها نقطة التقاء لثلاث مجالات آسيوية (غرب آسيا ووسطها وجنوبها). يحدها من الشمال أرمينيا وأذربيجان وتركمانستان. وتطل إيران على بحر قزوين (وهو بحر داخلي تحده كازاخستان وروسيا). ويحدها من الشرق أفغانستان وباكستان، ومن الجنوب الخليج العربي وخليج عمان، ومن الغرب العراق ومن الشمال الغربي تركيا. طهران هي العاصمة، وأكبر مدينة في البلاد والوسط السياسي والثقافي والتجاري والصناعي للأمة. تعد إيران قوةً إقليمية، وتحتل مركزا هاما في أمن الطاقة الدولية والاقتصاد العالمي بسبب احتياطاتها الكبيرة من النفط والغاز الطبيعي. حيث يوجد في إيران ثاني أكبر احتياطي من الغاز الطبيعي في العالم ورابع أكبر احتياطي مؤكد من النفط.
إيران موطن لواحدة من أقدم الحضارات في العالم. أول سلالة حاكمة شكلت في إيران خلال المملكة العيلامية في 2800 قبل الميلاد. وقد وحّد الميديون إيران في إمبراطورية عام 625 قبل الميلاد. وقامت بعد ذلك الإمبراطورية الأخمينية الإيرانية، ومن ثم الإمبراطورية السلوقية واثنتين من الإمبراطوريات الإيرانية اللاحقة، البارثيين والساسانيين، قبل الفتح الإسلامي في 651 م. وخلال عهد السلالات الدولة الإسلامية. انتشرت اللغة الفارسية والثقافة الفارسية في جميع أنحاء الهضبة الإيرانية. وقد أكدت السلالات الإيرانية مبكرًا على الاستقلال الإيراني، وهذه السلالات هي الدولة الطاهرية والدولة الصفارية والسامانيون والبويهيون.
أصبحت بعد الفتح الإسلامي علي يد عمر بن الخطاب مركزًا رئيسيًا للحضارة الإسلامية والتعلم، حيث انتشرت الفلسفة الفارسية والأدب والطب والفلك والرياضيات والفن والعمارة في جميع أنحاء العالم الإسلامي وما بعده خلال العصر الذهبي الإسلامي، وأصل الهوية الإيرانية على الرغم من الحكم الأجنبي في القرون التي تلت ذلك. واعتمدت الغزنويون الثقافة الفارسية أيضا، السلاجقة، والتيمورية قبل انبثاق حكم السلالة الصفوية عام 1501، والتي جعلت المذهب الشيعي الجعفري المذهب الرسمي لإمبراطوريتهم لتضع بذلك نقطة تحول مهمة في التاريخ الإيراني والإسلامي. في إطار الثورة الدستورية الفارسية، أنشئ أول برلمان في عام 1906، كجزء من النظام الملكي الدستوري. وبعد الانقلاب عام 1953 (الذي جرى بتحريض من بريطانيا والولايات المتحدة)، أصبحت إيران تدريجيا بلدا أكثر استبدادية. بلغت المعارضة المتنامية للنفوذ الأجنبي ذروتها خلال الثورة الإسلامية الإيرانية التي أدت إلى إنشاء جمهورية إسلامية في 1 نيسان/أبريل 1979.
حكومة إيران هي حكومة دينية إسلامية تضم عناصر من ديمقراطية رئاسية، والسلطة النهائية منوطة بـ«المرشد الأعلى للثورة الإسلامية» الأوتوقراطي وهو المنصب الذي يشغله علي خامنئي منذ وفاة الخميني في عام 1989. تعتبر الحكومة الإيرانية على نطاق واسع سلطوية، وقد اجتذبت انتقادات واسعة النطاق بسبب قيودها وانتهاكاتها الكبيرة ضد حقوق الإنسان والحريات المدنية، بما في ذلك العديد من أعمال القمع العنيفة للاحتجاجات الجماهيرية والانتخابات غير العادلة وحقوق محدودة للنساء والأطفال. وهي نقطة محورية للإسلام الشيعي في الشرق الأوسط، لمواجهة الهيمنة العربية والسنية القائمة منذ فترة طويلة داخل المنطقة عبر سياسة تصدير الثورة الإسلامية. يُنظر إلى البلاد على نطاق واسع على أنها أكبر خصم لإسرائيل وكذلك المملكة العربية السعودية. تعتبر إيران أيضًا واحدة من أكبر اللاعبين في شؤون الشرق الأوسط، حيث تشارك حكومتها مشاركة مباشرة وغير مباشرة في غالبية صراعات الشرق الأوسط الحديثة.
إيران قوة إقليمية متوسطة، لها موقع إستراتيجي جيوسياسي في القارة الآسيوية. وهي عضو مؤسس في الأمم المتحدة ومنظمة التعاون الاقتصادي ومنظمة المؤتمر الإسلامي ومنظمة أوبك. استناداً إلى دستور عام 1979، يضم العديد من الهيئات الإدارية المترابطة ترابطًا معقدًا. أعلى سلطة في الدولة هو المرشد الأعلى، والإسلام هو الدين الرسمي والفارسية هي اللغة الرسمية. لديها احتياطيات كبيرة من الوقود الأحفوري - بما في ذلك ثاني أكبر مصدر للغاز الطبيعي ورابع أكبر احتياطيات نفط مؤكدة. 
ينعكس الإرث الثقافي الغني للبلاد جزئيًا من خلال 26 موقعًا للتراث العالمي لليونسكو. تاريخياً بلد متعدد الأعراق، لا تزال إيران مجتمعًا تعدديًا يضم العديد من المجموعات العرقية واللغوية والدينية، وأكبرها هم الفرس والأذريون والأكراد والمازاندرانيون واللر.

## أصل التسمية
أصل اسم إيران هو أريان، بالفارسية القديمة المكونة من آري و«ان» التي هي للنسبة إلى الأعلام، ومعنى الاسم «أرض الآريين»، واستخدمت الكلمة محلياً منذ عهد الساسانيين، في العصور القديمة. وفي العصور الحديثة، استخدمت مجددا في عام 1935، وقبل ذلك كان البلد يعرف ببلاد فارس. ويستخدم كل من «فارس» و«إيران» استخدامًا متبادلًا في السياقات الثقافية، إلا أن «إيران» هو الاسم الذي يستخدم في السياقات السياسية رسميا.
وأصل كلمة إيران كلمة «آري» وجمعها آريون ويرجح أن هذه القبائل نزحت إلى غرب آسيا عام 2000 ق.م. من الأناضول أيام حكم الآشوريون. أقامت هذه القبائل الإمبراطورية الفارسية التي بلغت أوجها أيام الملك كورش الكبير عام 55 ق.م. والإمبراطور دارا الأول وخلفه خشايارشا الأول حيث كانت تضم مصر السفلى (الدلتا) واليونان وآسيا الصغرى وأجزاء مما يعرف حاليًا بباكستان وتركستان. أقاموا خدمة بريدية، ومهدوا الطرق، وشجعوا التجارة وفنون الكتابة. وحاولوا دمج الحضارات البابلية مع الفرعونية والآشورية والليدية (انظر: ليديا)، إلا أن الإسكندر الأكبر أسقط هذه الإمبراطورية في القرن الرابع ق.م. لكنهم استطاعوا التخلص من حكم الإغريق لبلدان الشرق الأدنى إبان القرن الثالث ق.م، واستعادوا قوتهم. لكن الساسانيون استغلوا النزاعات الداخلية وقاموا بتوحيد بلاد فارس. ثم دخلوا في حروب مستمرة مع البيزنطيين طوال أربعة قرون حتى سقوطها عند الفتح الإسلامي في القرن السابع الميلادي.

## الجغرافيا
إيران هي الدولة الثامنة عشر من حيث المساحة في العالم، حيث تبلغ مساحتها 1648195 كم2. مساحتها تساوي تقريباً مساحة المملكة المتحدة، وفرنسا، وإسبانيا، وألمانيا مجتمعة، أو أكثر إلى حد ما من ألاسكا أكبر ولاية أمريكية من حيث المساحة. تقع إيران بين خطي عرض 24 – 40 شمال خط الاستواء، وبين خطي طول 44 – 64 شرق غرينتش، حدودها مع أذربيجان هي (380 كم) (مع ولاية ناخيتشيفان الأذربيجانية المعزولة (179 كم) وأرمينيا (35 كم) إلى الشمال الغربي، وبحر قزوين من الشمال، تركمانستان (992 كم) إلى الشمال الشرقي؛ باكستان (909 كم) وأفغانستان (936 كم) إلى الشرق؛ تركيا (499 كم) والعراق (1458 كم) إلى الغرب، وأخيرا في مياه الخليج العربي وخليج عمان إلى الجنوب.

أعلى نقطة في إيران هي جبل دماوند. 

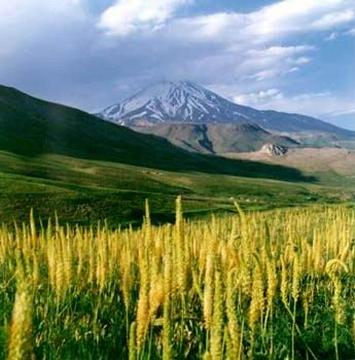
جبل دماوند5610م، ويقع في مقاطعة امول، مازندران.

تتكون إيران من الهضبة الإيرانية باستثناء سواحل بحر قزوين ومحافظة خوزستان. وهي إحدى دول العالم الأكثر الجبلية، تهيمن عليها المناظر الطبيعية الجبلية الوعرة التي تفصل بينها مختلف النطاقات مثل الأحواض المنفصلة والهضاب. الجزء الجبلي الغربي هو الأكثر سكاناً، مع نطاقات مثل القوقاز، زاغروس وجبال البرز، وجبل دماوند، وهو أيضا أعلى جبل في غرب أوراسيا اعتبارا من جبال هندو كوش.
يغطي الجزء الشمالي من إيران الغابات المطيرة الكثيفة تدعى «شمال» أو أدغال إيران. يتألف الجزء الشرقي في معظمه من أحواض صحراوية مثل دشت (كوير). وتقع أكبر صحراء في إيران في الجزء الشمالي الأوسط من البلاد، ودشت لوط في الشرق مع بعض البحيرات المالحة، وذلك لأن سلاسل الجبال مرتفعة جداً لتصل غيوم المطر إلى هذه المناطق. يوجد سهول واسعة فقط على طول ساحل بحر قزوين وعلى الطرف الشمالي من الخليج العربي، حيث تقع حدود إيران على مصب نهر شط العرب (أو في أروند رود) شط وتنتشر السهول على طول الساحل المتبقي من الخليج العربي ومضيق هرمز وخليج عمان.

### المناخ
يتراوح المناخ في إيران من القاحل أو شبه مجدب، إلى شبه مداري على طول ساحل بحر قزوين والغابات الشمالية. على الحافة الشمالية من البلاد (سهول قزوين الساحلية) تنخفض درجات الحرارة دون الصفر ونادرا ما تظل المنطقة رطبة لبقية العام. درجات الحرارة في الصيف نادرا ما تتجاوز 29 °C (84.2 °F). هطول الأمطار السنوي هو 680 مم (26.8 في) في الجزء الشرقي. عادي وأكثر من 1,700 مم (66.9 في) في الجزء الغربي.

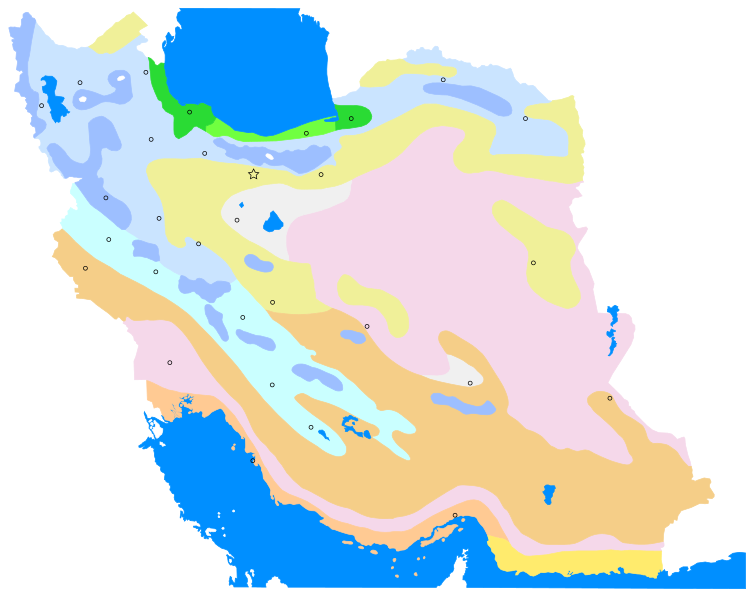
خريطة إيران المناخية
مناخ قزوين الرطب جداً المعتدل
مناخ قزوين المعتدل
مناخ متوسطي مع أمطار بالربيع
مناخ متوسطي
مناخ جبلي بارد
مناخ جبلي بارد جداَ
مناخ شبه صحراوي بارد
مناخ شبه صحراوي حار
مناخ صحراوي جاف
مناخ صحراوي حار وجاف
مناخ ساحلي حار وجاف
مناخ ساحلي جاف

إلى الغرب في حوض زاغروس تواجه المنطقة درجات حرارة منخفضة، مع درجات حرارة شديدة البرودة في الشتاء إلى ما دون الصفر وتتساقط الثلوج يوميًا. الأحواض الشرقية والوسطى هي المناطق القاحلة، مع أقل من 200 ملم (7.9 في) من المطر، وبها الصحارى. متوسط درجات الحرارة في الصيف تتعدى 38 °C (100.4 °F). السهول الساحلية للخليج العربي وخليج عمان في جنوب إيران يكون فيها الشتاء معتدل، والصيف رطب وحار جدا. ويتراوح معدل هطول الأمطار السنوي من 135 حتى 355 ملم (5,3 حتي 14,0 في).

### الحيوانات

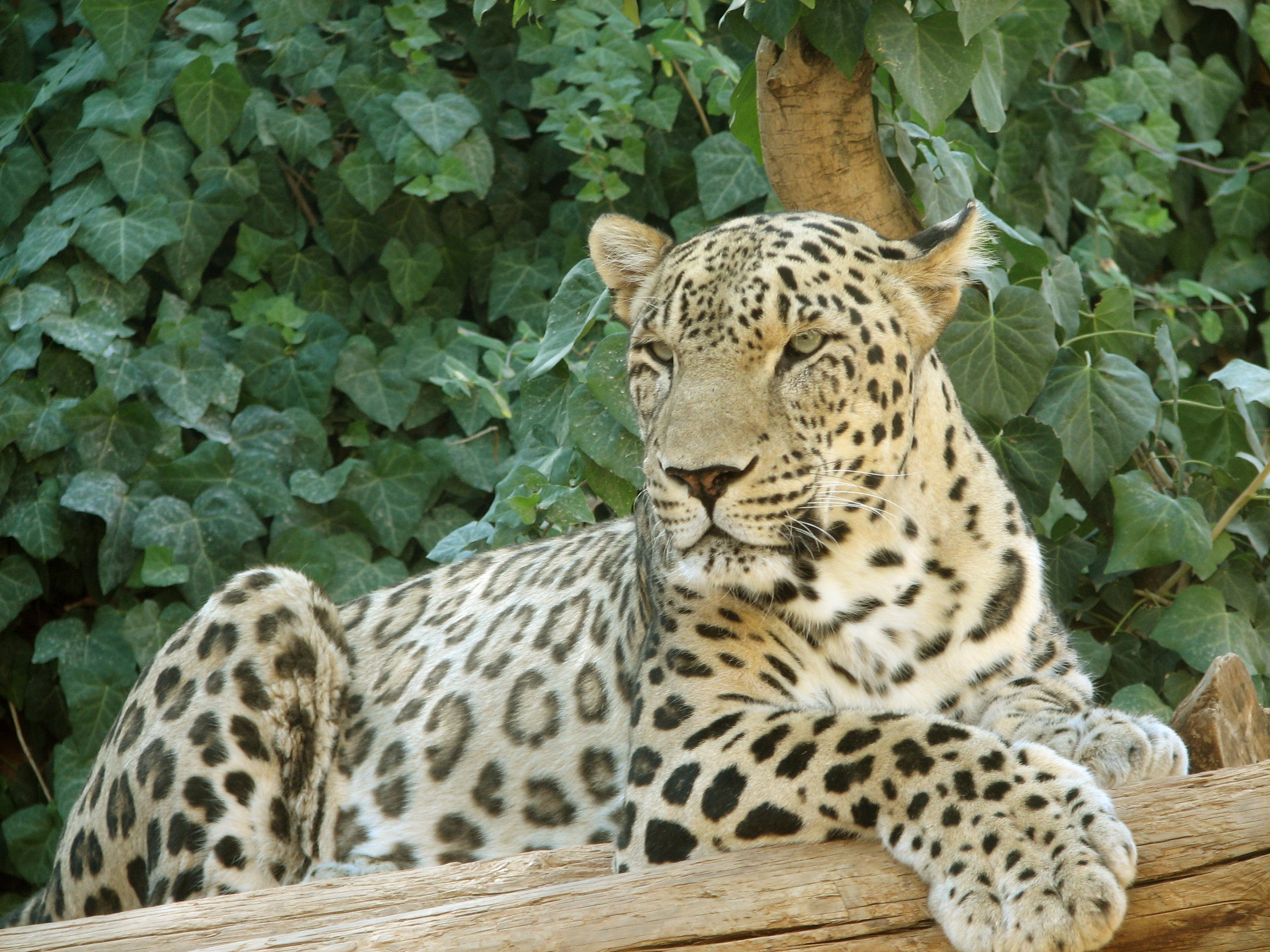
نمر فارسي

تتألف الحياة البرية في إيران من عدة أنواع من الحيوانات بما في ذلك الدببة والغزلان والخنازير البرية والذئاب، الثعالب، الفهود، الوشق الأوراسي، والنمور. وتشمل الحيوانات الأليفة والأغنام والماعز والأبقار والخيول وجاموس الماء والحمير والإبل. والدراج والحجل، اللقلق والنسور والصقور الأصلية.
واحدة من أشهر الحيوانات البرية الإيرانية المهددة بالانقراض الفهد الاسيوي، والمعروف أيضا باسم الفهد الإيراني، الذي تقلصت أعداده إلى حد كبير بعد الثورة الإسلامية. ولزيادة أعداده واستيراده مرة أخرى من الهند جهود مستمرة اليوم. والأسد الآسيوي والببر القزويني انقرضت في الحقبة الماضية من القرن العشرين.

## قضايا إقليمية
قامت إيران باحتلال الجزر الإماراتية الثلاثة، وهم: طنب الكبرى، وطنب الصغرى، وجزيرة أبو موسى، ويعود ذلك إلى أن هذه الثلاثة جزر تقع في موقع استراتيجي مهم وهو وقوعها عند مضيق هرمز الذي يمر به نصف النفط في العالم ومن يسيطر على هذه الثلاثة جزر سوف يتيح له السيطرة على حركة المرور المائي في الخليج العربي. ومن الناحية الاقتصادية فإن هذه الجزر تزخر ببعض الثروات الطبيعية المهمة مثل: النفط، وأكسيد الحديد الأحمر، وكبريتات الحديد، والكبريت.
نشأت الدولة الكعبية في الأحواز وحافظت على استقلالها من عام (1724 - 1925م) حتى سقوطها على يد شاه بهلوي، ففي عام 1920م اتفقت بريطانيا مع إيران على إقصاء أَمير الأحواز «خزعل بن جابر الكعبي» وضم الإقليم إلى إيران، حيث منح البريطانيون الدولة الغنية بالنفط إلى إيران بعد اعتقال الأمير خزعل وبعدها أصبحت الأحواز محتلة من إيران وقامت إيران بتغيير اسم الإقليم إلى «خوزستان».

## التركيبة السكانية

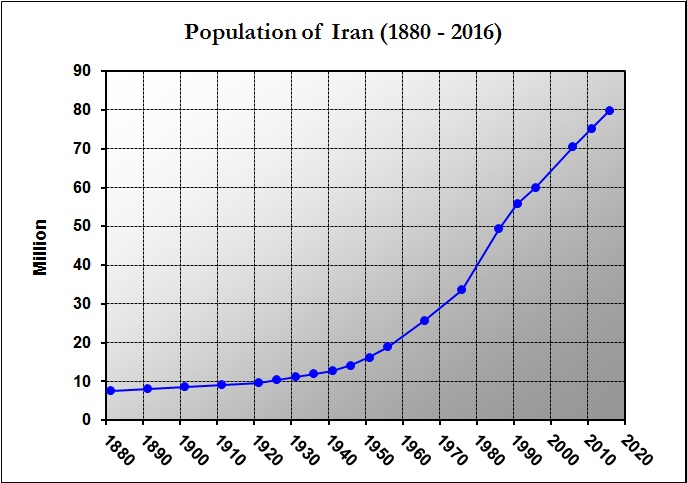
سكان إيران.

### السكان

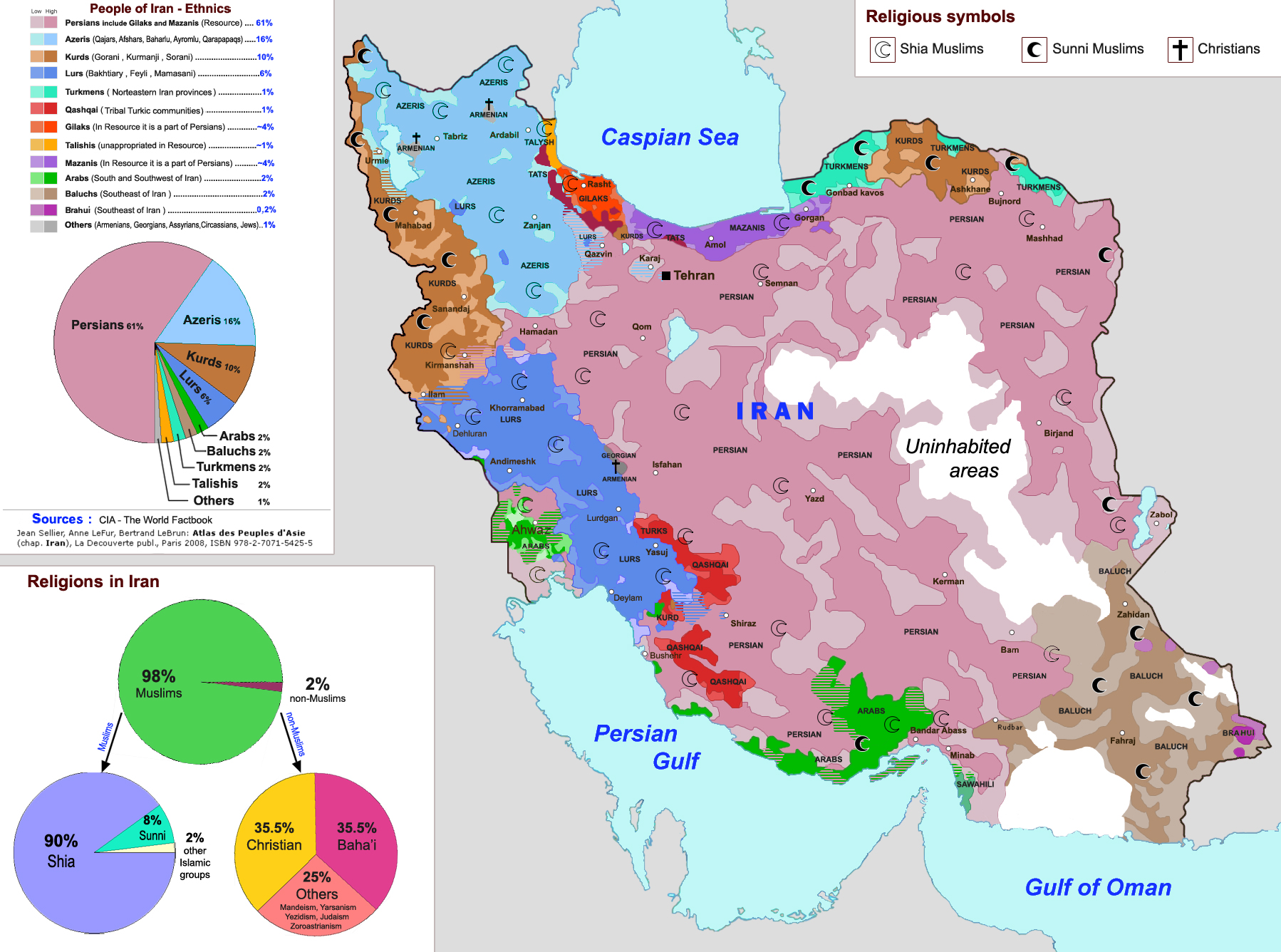
الخريطة العرقية لإيران، اللور هم أيضا فرع من الفرس.

يبلغ عدد سكان إيران حاليا نحو 80 مليون نسمة، يشكل المسلمون معظم السكان وهناك أقليات دينية أخرى من بينها البهائيين، المندائيين، الزرداشتيين، اليارسانيين، اليهود والمسيحيين. إضافة لعرقيات مختلفة كالأكراد والتركمان والبلوش والأرمن والعرب وغيرهم ويتركزون في شمال غرب إيران وجنوب غرب إيران.

### اللغات
يوجد في إيران أكثر من 110 لغة على النحو التالي: الفارسية، الأذربجانية، الكردية، التركمانستانية، البلوشية، السيستانية، القشقاية، اللرية، البندرية (الخليجية)، العربية، العبرانية، الأرمينة، الآشورية، الكلدنية، التاتي، المندائية، المازندرانية، البختارية، الديلية، التالشية، اللكية، الكلكية. وغيرها من اللغات الغير معروفة مع ذلك تبقى الفارسية والكردية والعربية والبلوشية والأذرية هي من أهم اللغات في الجمهورية.

### الديانة

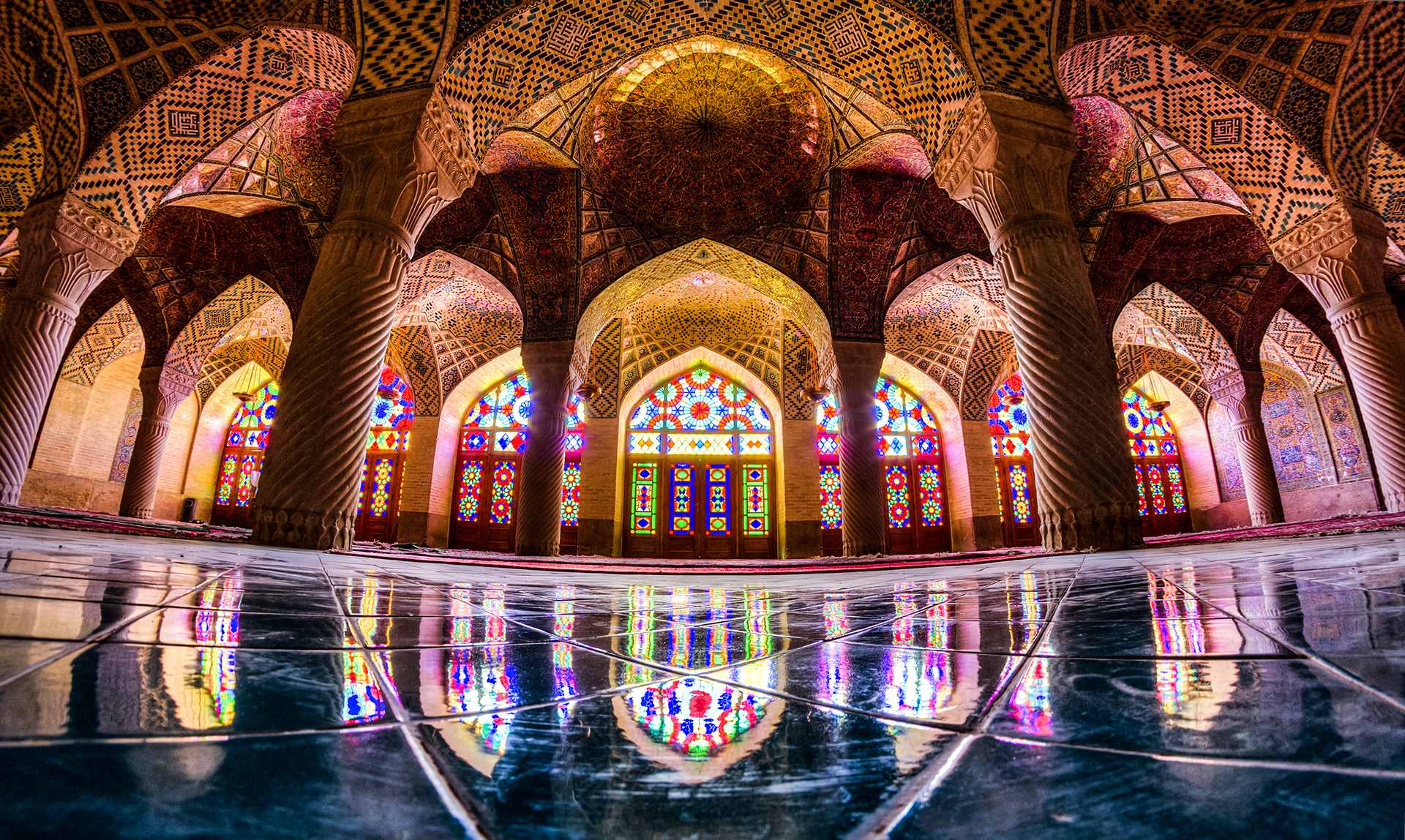
مسجد ناصر الملك، مدينة شيراز.

زرادشت مؤسس الديانة الزرادشتية.

كانت الزرادشتية ديانة إيران لأكثر من ألف عام قبل الفتح الإسلامي. كان لها تأثير كبير على الفلسفة الإيرانية والثقافة والفن بعدما اعتنق الشعب الإيراني الإسلام.

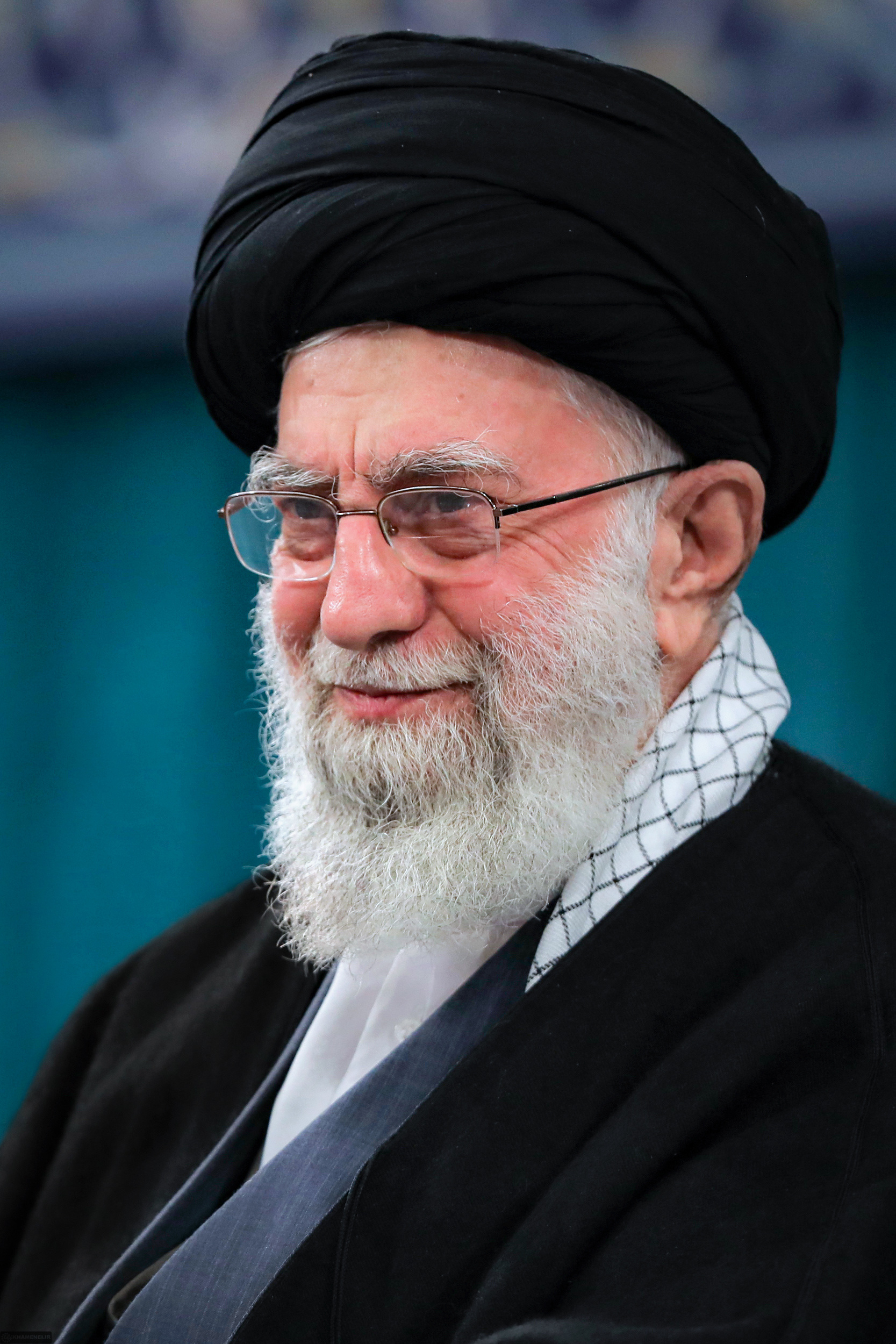
علي خامنئي القائد الأعلى للثورة الإسلامية.

اليوم، 98% من الإيرانيين مسلمون، نحو 89% من الشيعة ونحو 9% من أهل السنة والجماعة وتشير موقع السي آي إيه إلى أن نحو 90-95% من المسلمين في إيران من الشيعة و5-10% منهم من السنة. بينما تشير جريدة رياض نقلاً عن مصادر أهل السنة في إيران إلى أن نسبتهم تتجاوز 20% ويبلغ عددهم نحو 20 مليون نسمة يتوزعون في مناطق مختلفة.
ينتشر أتباع المذهب الإسماعيلي في إيران.
بالإضافة إلى المسلمين تضم إيران أكبر الأقلييات من غير المسلمين من أتباع الطائفة البهائية وينتشر أتباع هذه الطائفة في جميع أنحاء المجتمعات الصغيرة في إيران وعلى الرغم من أن عددًا كبيرًا من أتباع الديانة البهائية في طهران، فإن معظم البهائيين هم من أصل فارسي، بالإضافة إلى عدد منهم من بين الأذريين والأكراد. أما بالنسبة لأتباع الديانة المسيحية في إيران فهي تضم نحو 250,000 من الأرمن ونحو 32,000 من الأشوريين، وعدد قليل من الرومان الكاثوليك، والكنيسة الأنغليكانية، والإيرانيين من الكنيسة البروتستانتية الذين حولهم المبشرون في القرون السابقة وهكذا فإن غالبية المسيحيين الذين يعيشون في إيران هم من نسل المسيحيين الأصليين الذين جرى تحويلهم خلال القرنين التاسع عشر والعشرين. وفقاً لمصادر ازداد نمو والتحول إلى المسيحية في العقدين الأخيرين في إيران، مما تسبب في قلق الحكومة الإسلامية. قدرّت دراسة الباحث والمبشر المسيحي «دوان ميلر» من جامعة سانت ماري الأمريكيّة في تكساس وجامعة أدنبرة وباتريك جونستون من المنظمة التبشيرية المسيحية "WEC International" في عام 1979 كان أقلُ من 500 من المسلمين الفُرس المتحولين للمسيحية في إيران، وفي عام 2015 تخطى العدد 100,000 شخص. على الرغم من أن اليهودية هي من الأديان المعترف بها رسمياً في إيران، فإنه يدعي البعض بتعرض اليهود في إيران للاضطهاد على نطاق واسع بسبب النزاع بين إسرائيل وفلسطين. وكان عدد اليهود في إيران يصل إلى 100,000 نسمة عام 1948، إلا أنه انخفض في عام 2018 إلى نحو 8,500 نسمة بسبب هجرة الكثير منهم إلى إسرائيل والولايات المتحدة، ويتوزع من بقي من يهود إيران في طهران وغيرها من المدن الكبرى. بالإضافة إلى المسيحية واليهودية فإن الزرادشتية هي ديانة أخرى معترف بها رسميا في إيران، على الرغم من أن أتباع هذا الدين لا يمثلون عددا كبيرا من السكان في إيران فهناك حالات محدودة من التحيز ضد الزرادشتيين لأنهم من أتباع هذا الدين.
| الدين في إيران | الدين في إيران | الدين في إيران | الدين في إيران | الدين في إيران |
| -------------- | -------------- | -------------- | -------------- | -------------- |
| الدين          | الدين          |                | في المئة       | في المئة       |
| الإسلام        | الإسلام        |                | 99.6%          | 99.6%          |
| آخرون          | آخرون          |                | 0.4%           | 0.4%           |

### الأعياد والعطلات الرسمية
تبدأ السنة الفارسية في الاعتدال الربيعي: إذا كان الاعتدال الربيعي الفلكي يأتي قبل الظهر، يكون هذا اليوم هو اليوم الأول من السنة الفارسية. إذا كان الاعتدال الربيعي يأتي بعد الظهر يكون اليوم التالي هو اليوم الرسمي الأول من العام الفارسي. التقويم الفارسي هو الجدول الزمني الرسمي لإيران وهو التقويم الشمسي مع أن نقطة البداية هي نفس التقويم الإسلامي. وفقا لقانون العمل في الحكومة الإيرانية فإن ساعات العمل الرسمية تبدأ من السبت إلى الأربعاء (8:00 حتى 04:00) والخميس (8:00 حتى 01:00) والجمعة هو يوم الراحة الأسبوعية.
على الرغم من أن موعد بعض العطل في إيران يختلف عن موعدها في التقويم العربي (بسبب نظام التقويم الذي يستخدمونه). بعض من العطلات العامة الرئيسية في إيران تشمل يوم تأميم النفط (21 مارس)، نوروز وهو ما يعادل السنة الإيرانية الجديدة (31 مارس)، عيد ميلاد النبي والإمام الصادق (4 يونيو)، وفاة الخميني (5 يونيو). وتتضمن العطل الإضافية الذكرى السنوية للانتفاضة على الشاه (30 يناير)، عاشوراء (فبراير 11)، انتصار الثورة الإسلامية في عام 1979 (2 أبريل)، سيزده بدر— ملفه يوم نزهة لإنهاء نوروز (1 أبريل)، وعيد الجمهورية الإسلامية (يناير 20).

## التاريخ

### التاريخ المبكر

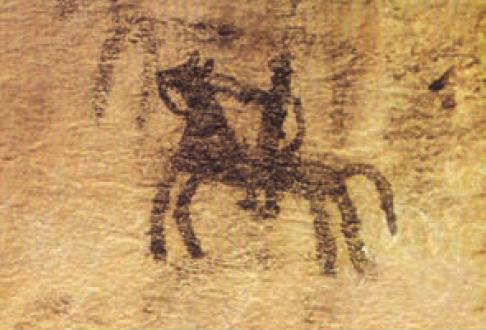
لوحة كهف في كهف دوش، لورستان، إيران، الألفية الثامنة قبل الميلاد

أقدم التحف الأثرية في إيران مثل تلك التي اكتُشفت في موقع كشف رود وموقع غنج بر (بالفارسية :گنج پر) تشهد على وجود الإنسان في إيران منذ العصر الحجري القديم السفلي. وجدت قطع أثرية يعود تاريخها إلى الإنسان البدائي في فترة العصر الحجري القديم الأوسط في منطقة زاغروس وفي مواقع مثل ورواسي وكهف يافته. بدأت المجتمعات الزراعية المبكرة مثل مستوطنات Chogha Golan وChogha Bonut بالازدهار في إيران في سنة 8000 قبل الميلاد وأيضاً في Chogha Mish وشوشان في منطقة زاغروس.
حُدد ظهور شوشان بالتأريخ بالكربون المشع مدينةً تعود في وقت قريب من 4395 قبل الميلاد. والعشرات من مواقع ما قبل التاريخ في الهضبة الإيرانية تشير إلى وجود الحضارات القديمة والمستوطنات الحضرية في الألف الرابع قبل الميلاد. وخلال العصر البرونزي كانت إيران موطنا لعدة حضارات مثل حضارة عيلام، جيروفت وحضارة(زايندة رود: Zayandeh River Culture ) وأبرز هذه الحضارات المتقدمة كانت جنوب غرب إيران إلى جانب تلك الموجودة في بلاد ما بين النهرين. تطور الكتابة في عيلام في الألف الرابع قبل الميلاد كان يوازي تطور الكتابة في سومر. واستمر وجود المملكة العيلامية حتى ظهور الإمبراطوريات الأخمينية.

### العصر الكلاسيكي

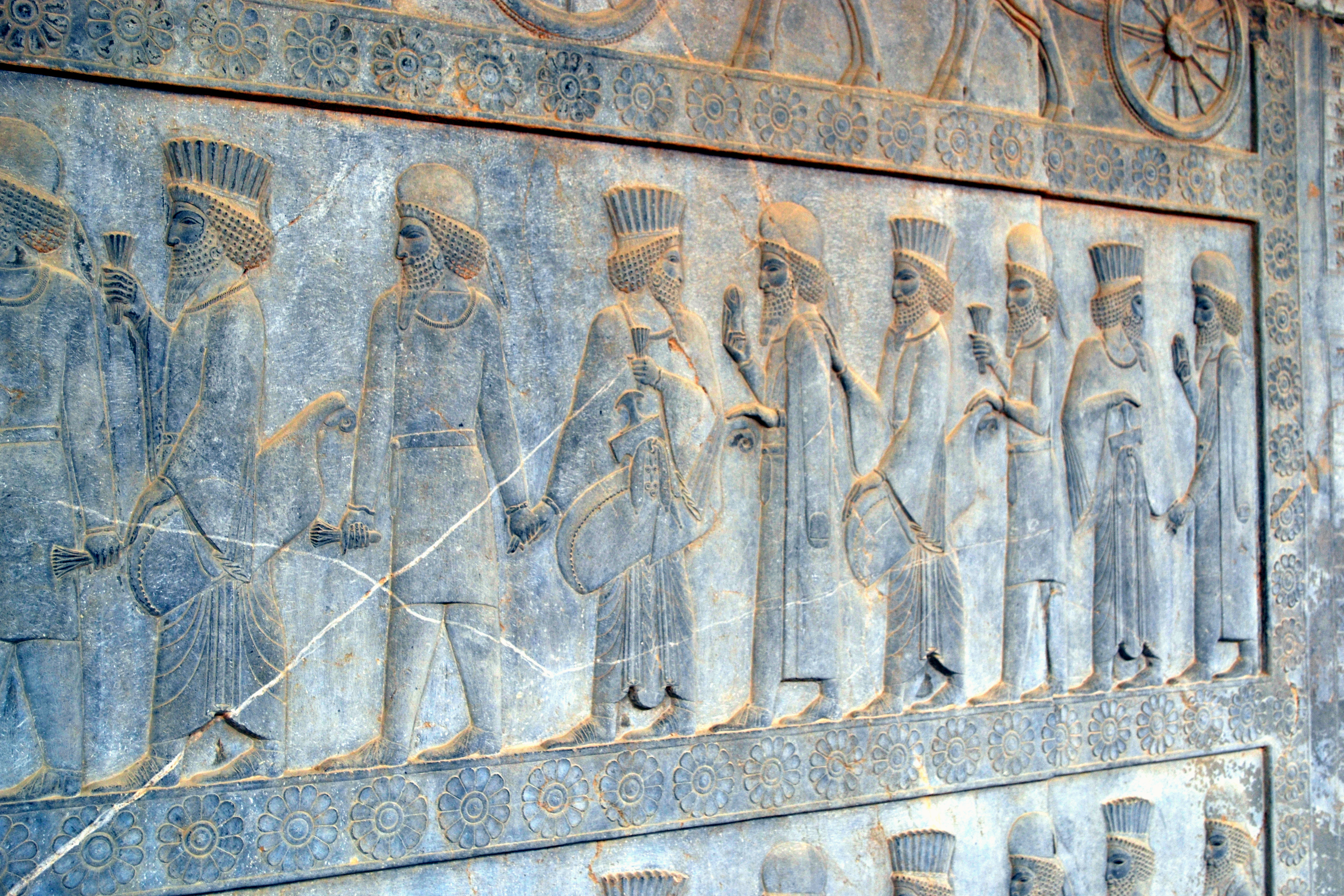
نقش بارز في برسيبوليس، يصور الميديين والفرس المتحدون.

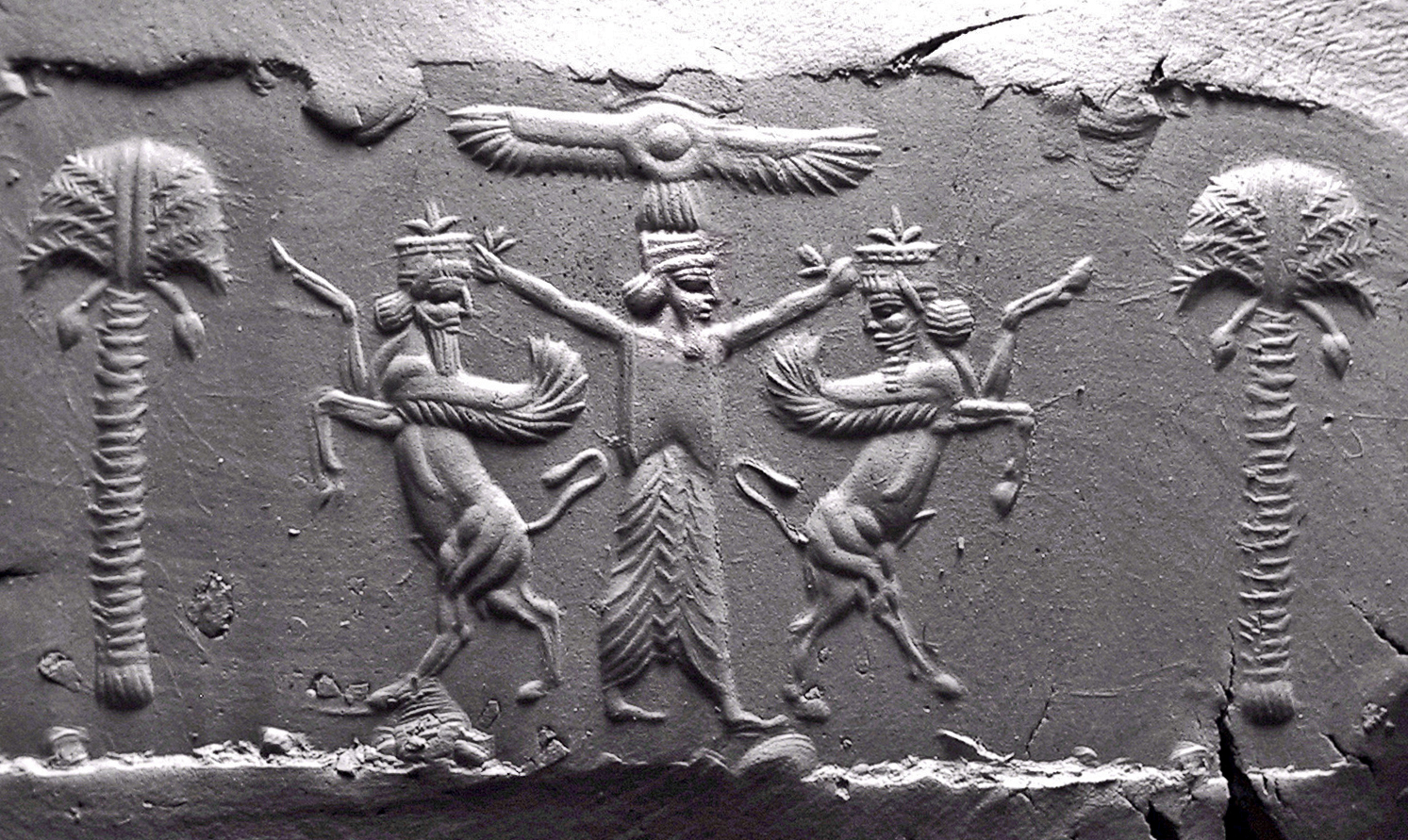
انطباع حديث على الطين للختم الإخميني الأسطواني من القرن الخامس قبل الميلاد حيث القرص الشمسي المجنح يعطي الشرعية للملك الفارسي الذي يخضع اثنين من الألهة الشائعة في بلاد ما بين النهرين.

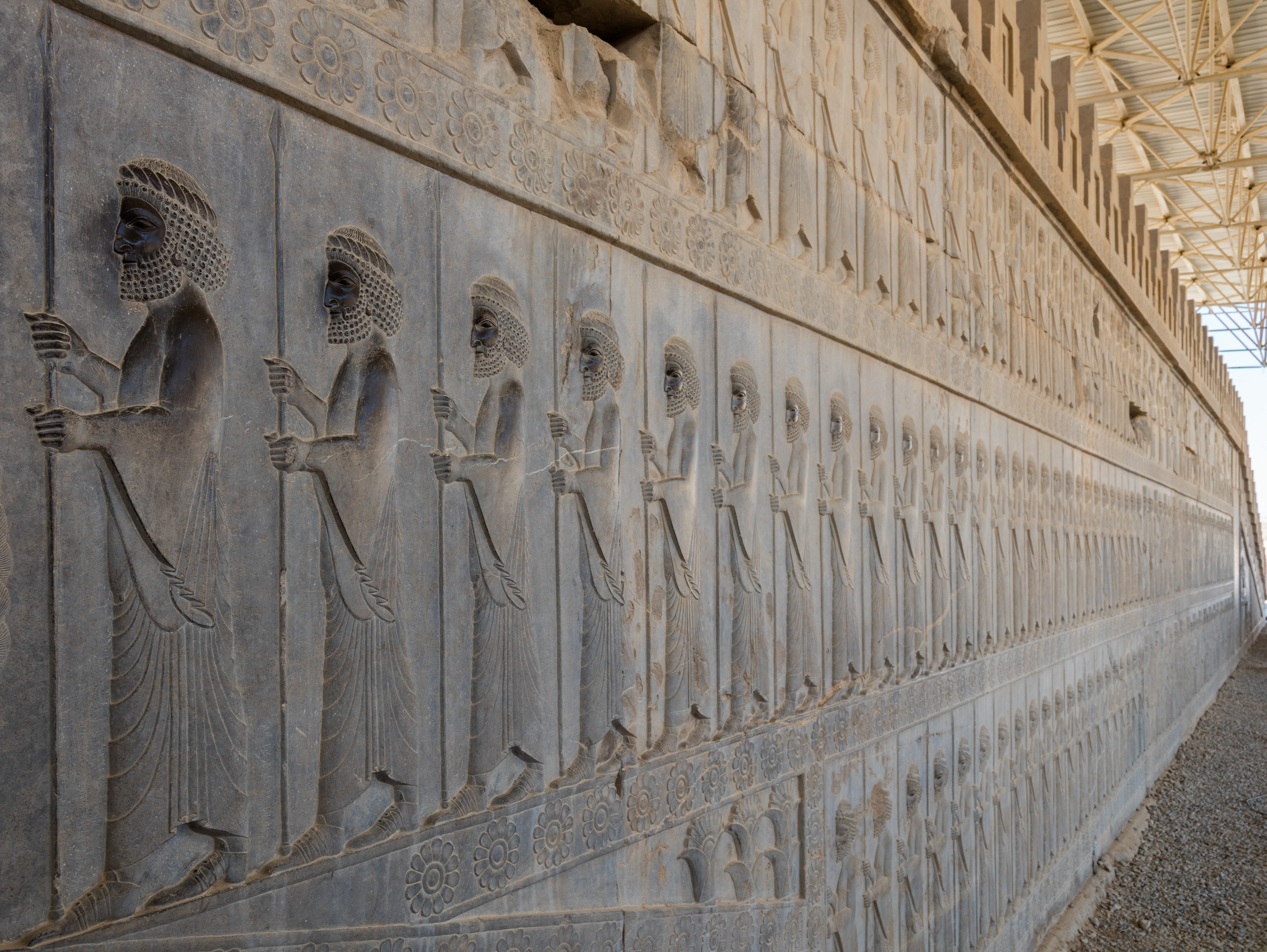
نقوش تظهر الجنود الأخمينيين.

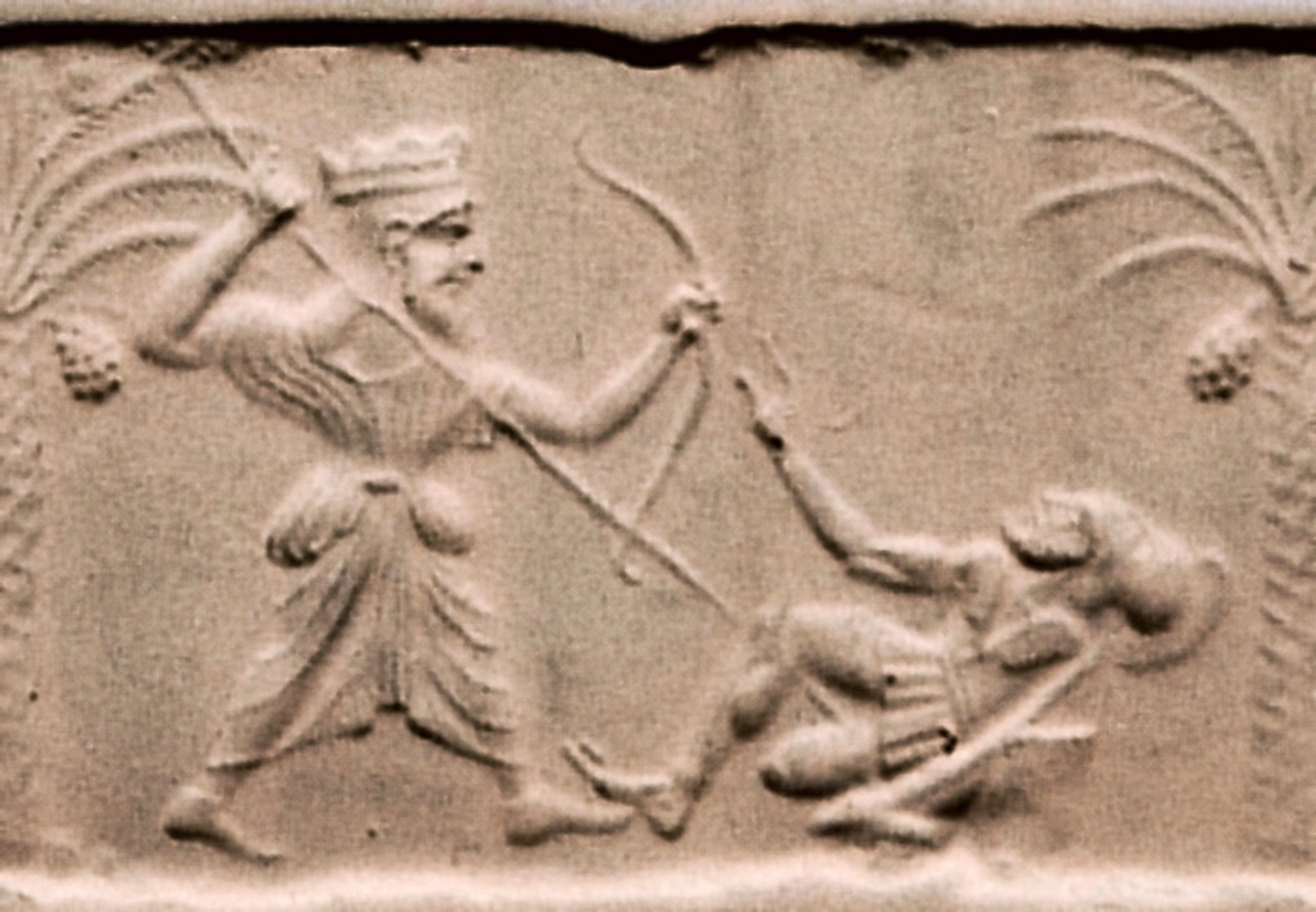
الملك الأخميني يقتل أحد الهوبليت اليوناني بين 500 ق.م - 475 ق.م، في زمن خشايارشا الأول. متحف متروبوليتان للفنون.

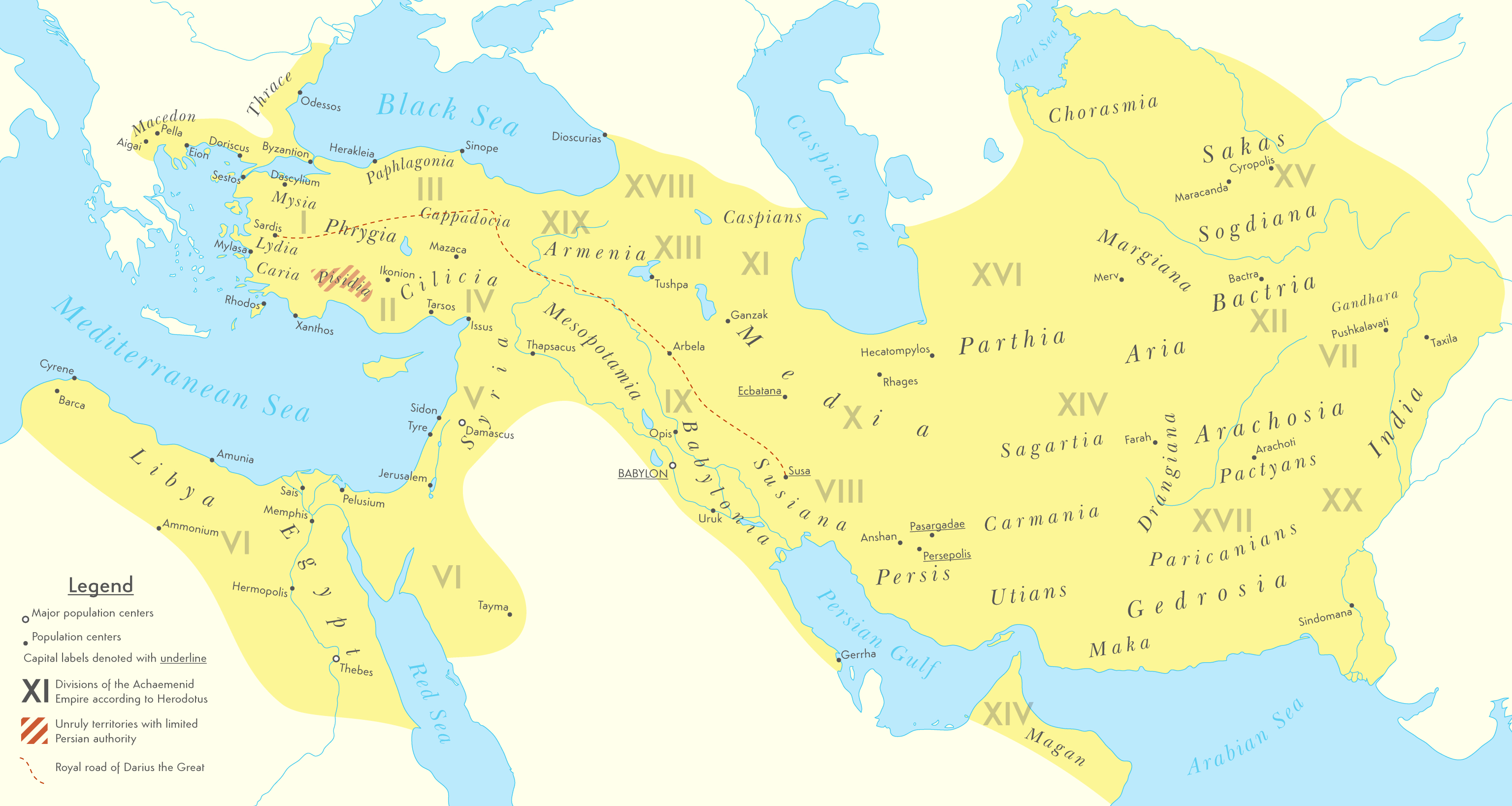
الإمبراطورية الأخمينية (550 قبل الميلاد - 330 قبل الميلاد) في وقت قريب من زمن دارا الكبير وخشايارشا الأول.

بحلول الألفية الثانية قبل الميلاد، وصلت الشعوب الإيرانية القديمة إلى ما يعرف الآن بإيران من سهول أوراسيا، لتنافس المستوطنين الأصليين في المنطقة. مع انتشار الإيرانيين في المنطقة الأوسع لإيران الكبرى وما وراءها، سيطرت قبائل الميدي والفارسية والبارثية على حدود إيران الحديثة.
من أواخر القرن العاشر إلى أواخر القرن السابع قبل الميلاد، وقعت الشعوب الإيرانية، مع ممالك «ما قبل إيران»، تحت سيطرة الإمبراطورية الآشورية، المتمركزة في شمال بلاد ما بين النهرين. في عهد الملك سياكساريس، دخل الميديون والفرس في تحالف مع الحاكم البابلي نبوبولاصر، بالإضافة إلى زملائهم السكيثيين والسيميريين الإيرانيين، وهاجموا معًا الإمبراطورية الآشورية. دمرت الحرب الأهلية الإمبراطورية الآشورية بين عامي 616 و605 قبل الميلاد، وبالتالي حررت شعوبها من ثلاثة قرون من الحكم الآشوري. أدى توحيد القبائل الوسطى تحت حكم الملك Deioces في عام 728 قبل الميلاد إلى تأسيس الإمبراطورية الوسطى التي سيطرت بحلول عام 612 قبل الميلاد على كامل أراضي إيران الحالية وشرق الأناضول. كان هذا بمثابة نهاية لمملكة أورارتو أيضًا، والتي احتُلت وحُلّت لاحقًا. في 550 قبل الميلاد، اتخذ كورش الكبير من ولاية آنشان وأنحاء الإمبراطورية الميدية لتأسيس الإمبراطورية الأخمينية من خلال توحيد دول المدن الأخرى. كان الغزو نتيجة ما يسمى الثورة الفارسية التي أثيرت في البداية بسبب تصرفات الحاكم أستياجيس وامتدت إلى ولايات أخرى بسرعة لأنها متحالفة مع الفرس، أما فتوحات الوقت اللاحق تمت تحت حكم سيروس وخلفائه فتوسعت الإمبراطورية لتشمل ليديا وبابل ومصر والأراضي إلى الغرب من نهري السند وجيحون في أقصى حد لها وشملت الإمبراطورية الأراضي الحديثة من إيران والعراق والكويت وسوريا والأردن وإسرائيل وفلسطين ولبنان وجميع المراكز السكانية الكبيرة في مصر القديمة غربا حتى ليبيا وتركيا وتراقيا ومقدونيا والكثير من مناطق البحر الأسود الساحلية وأرمينيا وجورجيا وأذربيجان وجزء كبير من آسيا الوسطى وأفغانستان وشمال المملكة العربية السعودية وباكستان وأجزاء من عمان والإمارات العربية المتحدة، مما جعلها الإمبراطورية العالمية الأولى. بدأ الصراع على الحدود الغربية في الحروب اليونانية -الفارسية الشهيرة التي استمرت خلال النصف الأول من القرن 5 قبل الميلاد، وانتهت مع انسحاب الإمبراطورية الفارسية من كل أراضيها الأوروبية. كان للإمبراطورية إدارة بيروقراطية مركزية تحت سلطة الإمبراطور وكبير المهن العسكرية والخدمات المدنية وفي وقت لاحق حدثت مزيد من التطورات في الإمبراطورية.
في 334 قبل الميلاد، غزا الإسكندر الأكبر الإمبراطورية الأخمينية وهزم الإمبراطور الإخميني داريوس الثالث في معركة إسوس في 333 قبل الميلاد. بعد وفاة الإسكندر المبكرة أصبحت إيران تحت سيطرة الإمبراطورية السلوقية الهلنستية. في منتصف القرن 2 قبل الميلاد، ظهرت الإمبراطورية البارثية لتصبح القوة الرئيسية في إيران واستمرت باعتبارها ملكية إقطاعية منذ ما يقرب من خمسة قرون حتى 224 م، عندما نجح الساسانيون. بتأسيس الإمبراطورية الساسانية تقريبا داخل الحدود الإخمينية وبنفس القدرة الاقتصادية كانت جنبا إلى جنب مع البيزنطيين القوتين الأبرز في العالم لمدة ما يقارب الأربعة قرون. وقد سادت معظم فترات الإمبراطورتين الفرثيينة والساسانية الحروب الرومانية الفارسية، التي اندلعت على حدودها الغربية لأكثر من 700 عاماً. هذه الحروب استنفذت كل من الرومان والساسانيين، والتي أدت إلى هزيمة كلتا الإمبراطورتين على أيدي جيوش العرب المسلمين.

#### الإمبراطورية الفرثية
المقال الرئيسي: الإمبراطورية الفرثية

خريطة الإمبراطورية الفرثية.

خلال فترة حكم أنطيوخوس الثاني، الذي حكم من 261 إلى نحو 242 قبل الميلاد، نالت الدولة الفرثية استقلالها. كان شعب هذه الدولة من الآريين. أرشك الأول هو مؤسس الإمبراطورية الفرثية عام 250 قبل الميلاد بمساعدة شعب بارني، تمكن أرشك الأول من الحصول على الاستقلال من السلوقيين. وبعده أخذ منصبه شقيقه تيرايداتس الأول، وبدأ في الاستيلاء على الأراضي المفقودة من الأخمينيين، وتمكن من هزيمة جيش الإمبراطورية السلوقية. كانت بداية الإمبراطورية الفرثية أيضًا في نفس فترة تيرداد الأول، أي من 247 قبل الميلاد. أصبح ابنه أرشك الثاني ملكًا نحو 214 ق. وبدأ حربًا مع الإمبراطورية السلوقية. في 141 ق.م مهرداد الأول احتل غرب إيران وبابل. وقام بضم ما تبقى من ولاية بلخ اليونانية في الشرق واتخذ اللقب الملكي الأخميني «ملك الملوك». حاول ملوك الفرثيين في وقت لاحق استعادة الأراضي الأخمينية وأخيراً تمكنوا من بناء إمبراطورية قوية ثقافيًا وسياسيًا.
اعتمد الفرثيون إلى حد كبير الفن والعمارة والدين والشارات الملكية لإمبراطوريتهم غير المتجانسة ثقافيًا والتي تضمنت الثقافات الفارسية والهلنستية والإقليمية. في البداية، قبل الحاشية الفرثية بعض العادات اليونانية، ولكن مع مرور الوقت، سعوا إلى إحياء الثقافة والدين الإيرانيين. عرف جميع ملوك الفرثيين أصلهم من الأخمينيين وأطلقوا على أنفسهم أباطرة. لم تكن الفترة الفرثية بارزة بأي شكل من الأشكال من وجهة نظر الإنجازات الثقافية (الأصلية).
بالنظر إلى أن الفرثيين كانوا متسامحين ثقافيًا ودينيًا مع الأمم الأخرى، فقد قبلوا أيضًا اللغة اليونانية القديمة باعتبارها واحدة من اللغات الرسمية للإمبراطورية؛ كان هذا في حين استُخدمت اللغة الآرامية القديمة لغة وسيطة في الإمبراطورية الفرثية.

### العصور الوسطى (652-1501)

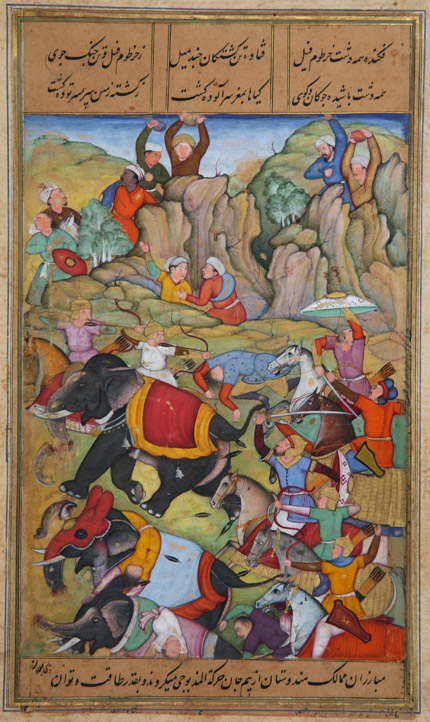
مصغرة فارسية تصور حملة تيمورلنك في الهند.

استمرارالحروب الرومانية الفارسية لفترات طويلة، فضلا عن الصراع الاجتماعي داخل الإمبراطورية فتح الطريق لغزو إيران الإسلامي في القرن 7. كانت إيران المركز الشرق أوسطي الأكثر أهمية في العالم القديم في ذلك الوقت من الفتح الإسلامي. والذي هزمته في البداية الخلافة الراشدة، وفي وقت لاحق أصبحت إيران تحت حكم خلفائهم في عصر الخلافةالأموية والعباسية. كانت عملية تحويل الإيرانيين إلى الإسلام الذي جاء بعد فترة طويلة وتدريجية. تحت النخبة العربية الجديدة من الخلافة الراشدة والخلافة الأموية في وقت لاحق فإن الإيرانيين على حد سواء مسلمين (الموالي) وغير مسلمين (الذميين) جرى تمييزهم واستبعادهم من الحكومة والجيش، وكانوا بحاجة إلى دفع ضريبة الجزية. في 750 م نجح العباسيون في إسقاط الخلافة الأموية، ويرجع ذلك أساسا إلى دعم من الموالي الإيرانين غير الراضين. حيث شكل الموالي الغالبية العظمى من جيش المتمردين الذي كان بقيادة أبو مسلم الخراساني الإيراني. وبعد قرنين من حكم الممالك العربية الإيرانية شبه المستقلة والمستقلة (مثل الطاهرية، الصفارية، السامانيين والبويهيين) التي ظهرت على هامش تراجع الخلافة العباسية وفي عصر السامانيين في القرنين 9 و10 تعززت جهود إيران لاستعادة استقلالها.
شهد وصول الخلفاء العباسيين إحياء الثقافة والنفوذ الفارسي والتحرك بعيدا عن الثقافة العربية واستُبدل دور الأرستقراطية العربية القديمة ببطء بالبيروقراطية الفارسية وازدهر الأدب الفارسي وأصبحت الفلسفة والطب والفن العناصر الرئيسية في تشكيل الحضارة الإسلامية خلال العصر الذهبي الإسلامي. بلغ العصر الذهبي الإسلامي ذروته في القرنين 10 و11 خلالها كانت فارس المسرح الرئيسي للنشاط العلمي. بعد القرن 10، كانت الفارسية جنبا إلى جنب مع اللغة العربية تستخدم في الأعمال الفلسفية والتاريخية والرياضية والموسيقية، والطبية العلمية، وقدم الكتاب الإيرانيين الهامين مثل ابن سينا والطوسي وقطب الدين الشيرازي والبيروني مساهمات في الكتابة العلمية.
أدى الإحياء الثقافي الذي بدأ في العصر العباسي إلى ظهور الهوية الوطنية الإيرانية، حيث لم تنجح محاولات التعريب السابقة في إيران وأصبحت الحركة الشعوبية الإيرانية حافزا للإيرانيين لاستعادة استقلالهم في علاقاتهم مع الغزاة العرب. وكان التأثير الأبرز للحركة استمرار اللغة الفارسية حيث تشهد بذلك ملحمة الشاعر الفردوسي والذي يعتبر الآن أهم شخصية في الأدب الفارسي.
شهد القرن العاشر هجرة كبيرة للقبائل التركية من وسط أسياإلى الهضبة الإيرانية. استُخدم في بداية الأمر رجال القبائل التركية في الجيش العباسي كمماليك (عبيد محاربين)لاستبدال العناصر الفارسية والعربية، وكنتيجة اكتسب المماليك دور سياسي مهم وفي سنة 999 أصبح قسم كبير من إيران تحت حكم الغزنويين وهم حكام مماليك من أصول تركية وفي وقت لاحق أصبحت تحت حكم الإمبراطوريات التركية السلجوقية والخوارزمية. هؤلاء الأتراك تمت فرسنتهم( تبني الطابع الفارسي عليهم) وتبنوا الأساليب الفارسية في الحكم والإدارة. أنتج السلاجقة لاحقاً السلاجقة الروم في الأناضول بشخصية ذات مظهر فارسي كامل ونتيجة لتبني الحكام الأتراك رعاية الثقافة الفارسية فجرى تطوير تقليد توركوفارسي المتميز.
في 1219–1221 عانت الإمبراطورية الخوارزمية غزو جيش المغول المدمر بقيادة جنكيز خان. وفقا لستيفن ر وارد «، قتل المغول بالعنف والنهب ما يصل إلى ثلاثة أرباع سكان الهضبة الإيرانية، وربما 10-15000000 شخص. وقدر بعض المؤرخين أن عدد سكان إيران لم يصل مرة أخرى لمستويات ما قبل المغول حتى منتصف القرن 20». بعد تفكك الإمبراطورية المغولية عام 1256 أنشأ هولاكو خان، حفيد جنكيز خان سلالة الخانات في إيران. في عام 1370 عاد الفتح المغولي مرة أخرى بقيادة تيمور، المعروف باسم تيمورلنك في الغرب وأنشاء السلالة التيمورية التي استمرت لمدة 156 عاماً أخرى. في عام 1387، ارتكب تيمور مجزرة في أصفهان، يقال أنه قتل 70,000 شخص. هولاكو وتيمور وخلفائهم اعتمدوا بعد فترة طرق وعادات الفرس، واختاروا احاطة نفسهم بالثقافة التي ميزت الفرس.

### السلالات (1501–1979)

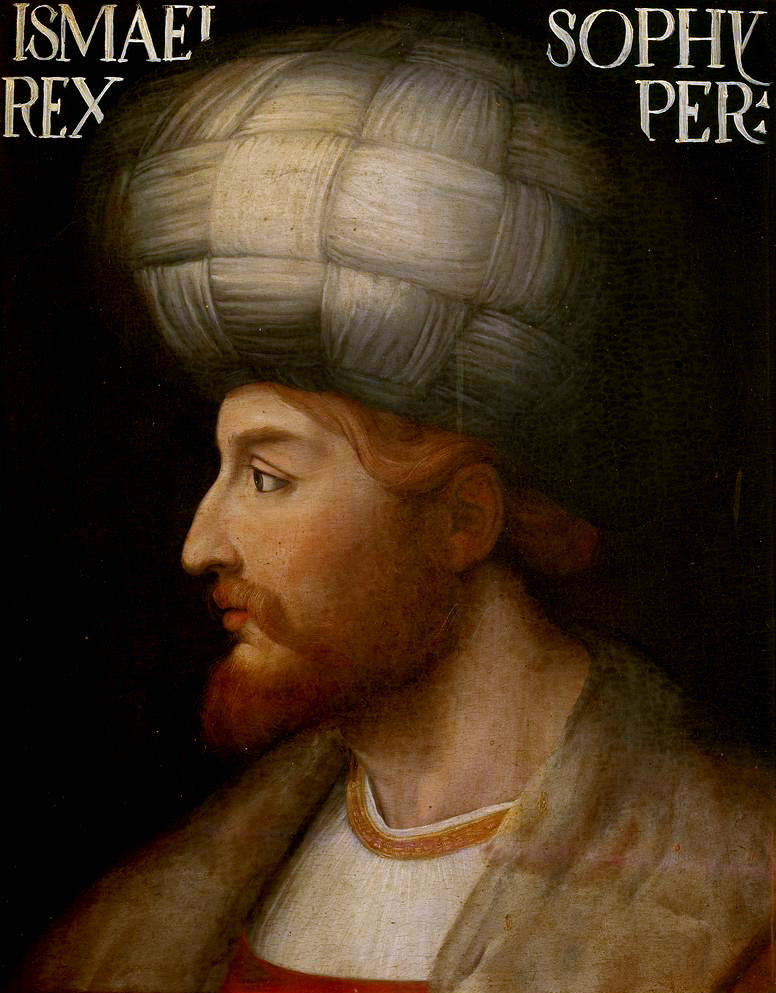
إسماعيل الأول، مؤسس الدولة الصفوية (1501 م–1736 م)

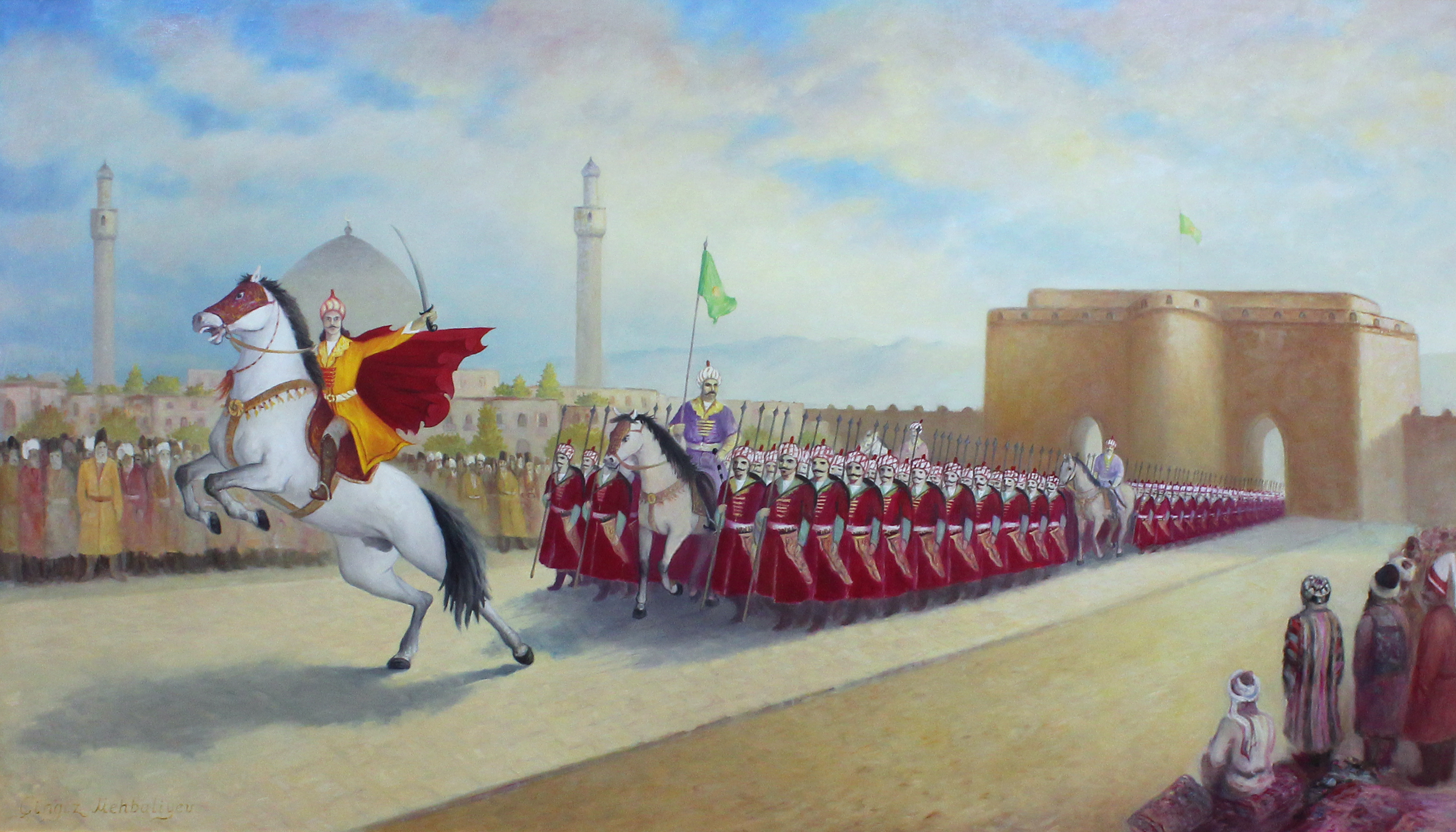
إسماعيل الصفوي يعلن نفسه «شاه» بدخوله تبريز وقواته أمام قلعة تبريز.

في أوائل العام 1500م، أنشأ الشاه إسماعيل الأول السلالة الصفوية في بلاد فارس وبدأ من أذربيجان الشرقية متخذا تبريز عاصمة له. وبسط بعد ذلك سلطته على كل بلاد فارس وفرض الهيمنة الفارسية المتقطعة فوق المناطق القريبة التي استمرت لعدة قرون وحتى الآن. قام إسماعيل بالتحويل القسري من الطائفة السنية إلى الطائفة الشيعية. أدى التنافس بين بلاد فارس الصفوية والدولة العثمانية إلى العديد من الحروب العثمانية الفارسية. بلغت ذروتها في عهد العسكري ورجل الدولة الصفوية شاه عباس الأول (1587–1629), الذي تجاوز منافسة الدولة العثمانية في مجال القوة جاعلا الإمبراطورية مركزا رائداً في غرب أوراسيا للعلوم والفنون. شهد العصر الصفوي أيضا بداية خلق طبقات جديدة في المجتمع الفارسي، تتألف من مئات الآلاف من الجورجيين والشركس والأرمن وغيرهم من شعوب القوقاز. تلا ذلك انحدار تدريجي في أواخر 1600 وأوائل 1700م بسبب الصراع الداخلي والمؤامرات الملكية والحروب المستمرة بينها وبين الخصم اللدود الدولة العثمانية والتدخل الأجنبي (وأبرزه الروسي) وانهى المتمردون البشتون السلالةَ الصفوية والذين حاصروا أصفهان وهزموا السلطان حسين في عام 1722.

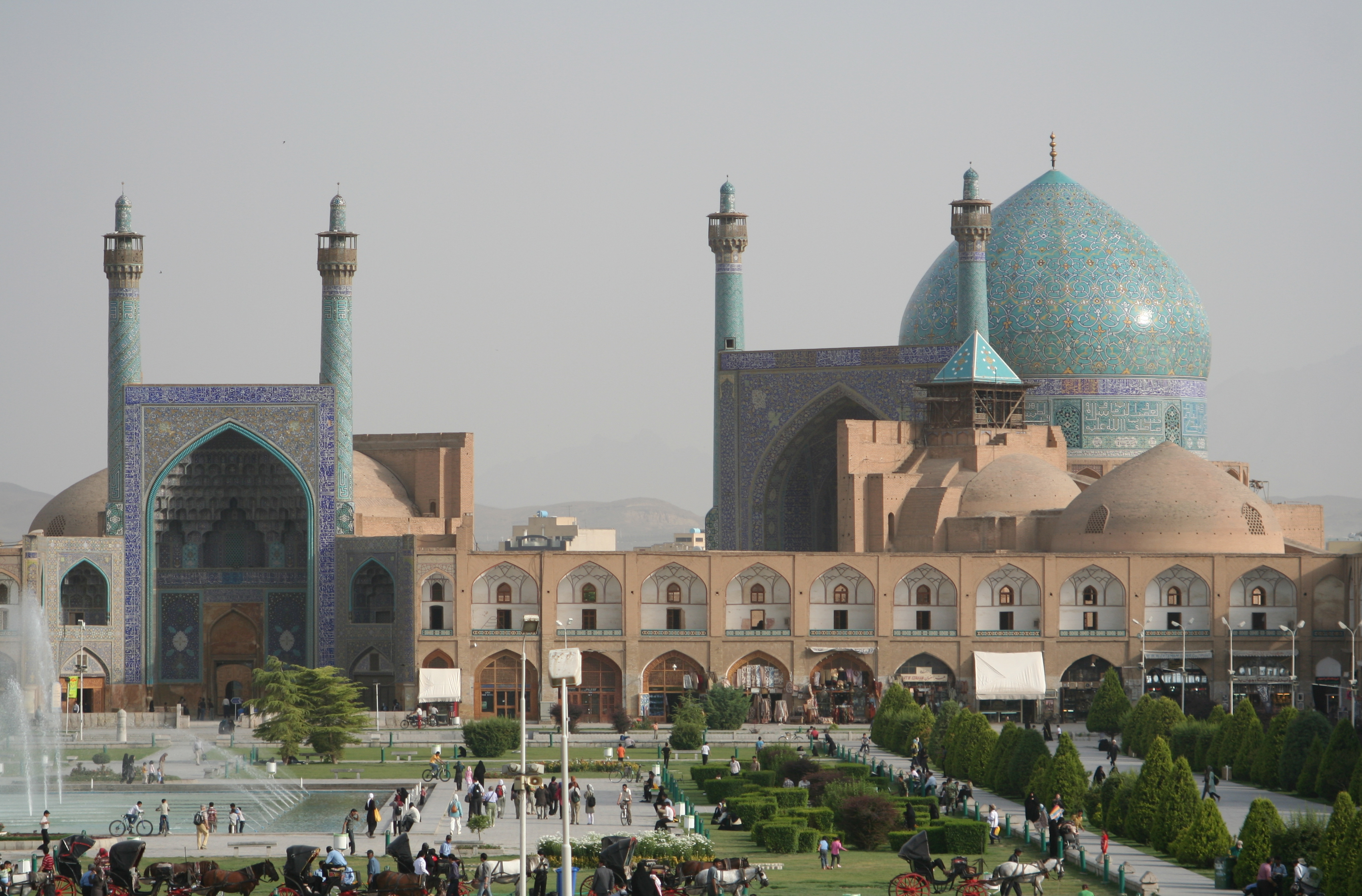
مسجد الشاه في أصفهان.

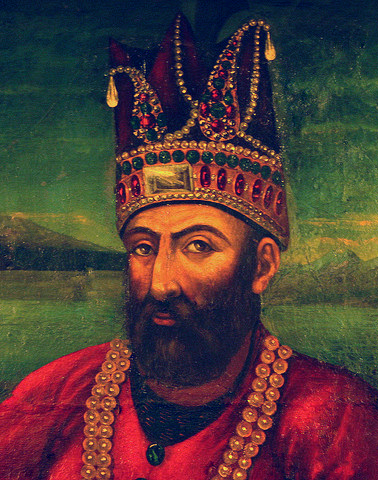
نادر شاه مؤسس السلالة الأفشارية

في عام 1729، قاد نادر شاه (وهو زعيم خراسان الإيراني وعبقري عسكري) بنجاح حملة عسكرية ضد الغزاة البشتون.
في عهد نادر شاه، وصلت إيران أقصى حد لها منذ الإمبراطورية الساسانية، وعادت الهيمنة الفارسية على كل من القوقاز وأجزاء رئيسية أخرى من غرب آسيا وآسيا الوسطى وأجزاء من جنوب آسيا وحازت لفترة وجيزة بسبب ذلك لقب أعتى إمبراطورية في العالم.
في 1738-1739م، قام نادر شاه بغزو الهند واستولى على دلهي وأخذ غنائم عظيمة إلى بلاد فارس. وأثار اغتيال نادر شاه بعد فترة وجيزة الحرب الأهلية والاضطرابات، وبعد ذلك جاء كريم خان إلى السلطة في 1750 ليتبع ذلك فترة من السلام والازدهار النسبي.
وأعقب ذلك حرب أهلية أخرى بعد وفاة كريم خان في 1779، ظهر منها آغا محمد خان منتصرا ليؤسس سلالة قاجار في 1794. في عام 1795، في أعقاب عصيان رعاياهم الجورجيين وتحالفهم مع الروس، احتل القاجاريون تبليسي واخرجوا الروس من القوقاز بأكمله واعادوا الهيمنة الفارسية على المنطقة. ثارت سلسلة أخرى من الحروب غير المباشرة في الحروب الروسية الفارسية بقيادة الشاه والقياصرة اللاحقين وكانت لروسيا السيادة في نهاية المطاف. وبصرف النظر عن آغا محمد خان فقد كان حكم القاجاريين سيئا لمدة قرن.
وتوفي نحو 1.5 مليون شخص أو 20-25٪ من سكان بلاد فارس نتيجة المجاعة الكبرى من 1870–1871.
وكان ثمة جهود لمقاومة المستعمر عندما عانت إيران في 1800 نتيجة عملية التوسع للإمبراطوريتين الروسية والبريطانية، والمعروفة باسم «اللعبة الكبرى»، وخسرت الكثير من أراضيها في الحروب الروسية الفارسية والحروب الأنجلو فارسية. وقعت سلسلة من الاحتجاجات ردا على تنازلات للأجانب من قبل ناصر الدين شاه ومظفر الدين زنكي شاه بين 1872 و1905، وآخرها تلك التي أدت إلى الثورة الدستورية الإيرانية وإنشاء أول برلمان إيراني وطني في عام 1906، التي ألغيت في عام 1908. استمر النضال حتى عام 1911، عندما هزم محمد علي وأجبر على التنازل عن العرش بحجة استعادة النظام.احتل الروس شمال إيران في 1911 وخلال الحرب العالمية الأولى، احتلت بريطانية جزء كبير من غرب إيران، ولم ينسحبوا منها كاملًا حتى عام 1921.
في عام 1921،قام رضا خان، رئيس وزراء إيران والجنرال السابق في لواء القوزاق الفارسي، بالإطاحة بسلالة قاجار وأصبح شاه. في عام 1941 أجبر على التنازل عن العرش لصالح ابنه محمد رضا بهلوي، بعد وصول إيران تحت الاحتلال البريطاني والروسي في أعقاب الغزو الأنجلو السوفيتي التي تثبت الممر الفارسي وسوف تستمر حتى عام 1946.
في عام 1951 انتخب محمد مصدق رئيسا للوزراء وحظي بشعبية هائلة في إيران بعد أن أمم صناعة البترول والنفط الإيرانية. ثم أطيح به في انقلاب عام 1953 وهي عملية سرية أنجلو أمريكية وهي المرة الأولى التي أطاحت الولايات المتحدة بحكومة أجنبية خلال الحرب الباردة.
بعد الانقلاب، أصبح الشاه استبدادي على نحو متزايد. ازدادت الاعتقالات التعسفية والتعذيب من شرطته السرية، السافاك التي كانت تستخدم لسحق كل أشكال المعارضة السياسية. أصبح آية الله روح الله الخميني ناقد نشط للشاه من الثورة البيضاء التي نددت بالحكومة علنا. ألقي القبض على الخميني وسجن لمدة 18 شهرا. بعد الإفراج عنه في عام 1964، انتقد الخميني علنا حكومة الولايات المتحدة فأبعده الشاه إلى المنفى. ذهب أولا إلى تركيا، ثم إلى العراق وأخيرا إلى فرنسا. وبحلول منتصف 1970 اندلعت الاضطرابات المتزايدة ضد نظام الشاه القمعي.

### بعد الثورة الإسلامية (1979 - حتى الآن)

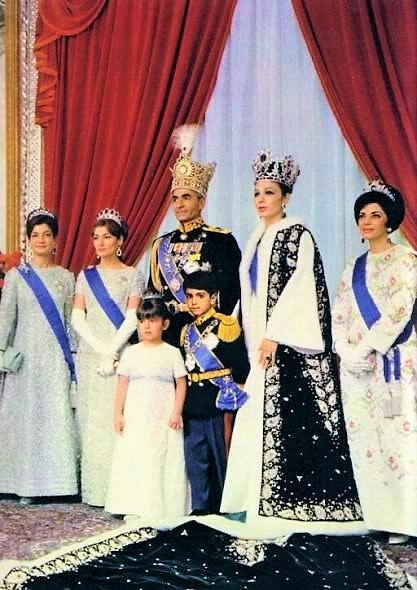
محمد رضا بهلوي والعائلة الإمبراطورية البهلوية خلال حفل تتويج شاه إيران عام 1967.

الثورة الإيرانية، عرفت فيما بعد باسم الثورة الإسلامية، بدأت في يناير كانون الثاني عام 1978 مع المظاهرات الكبرى الأولى ضد الشاه.

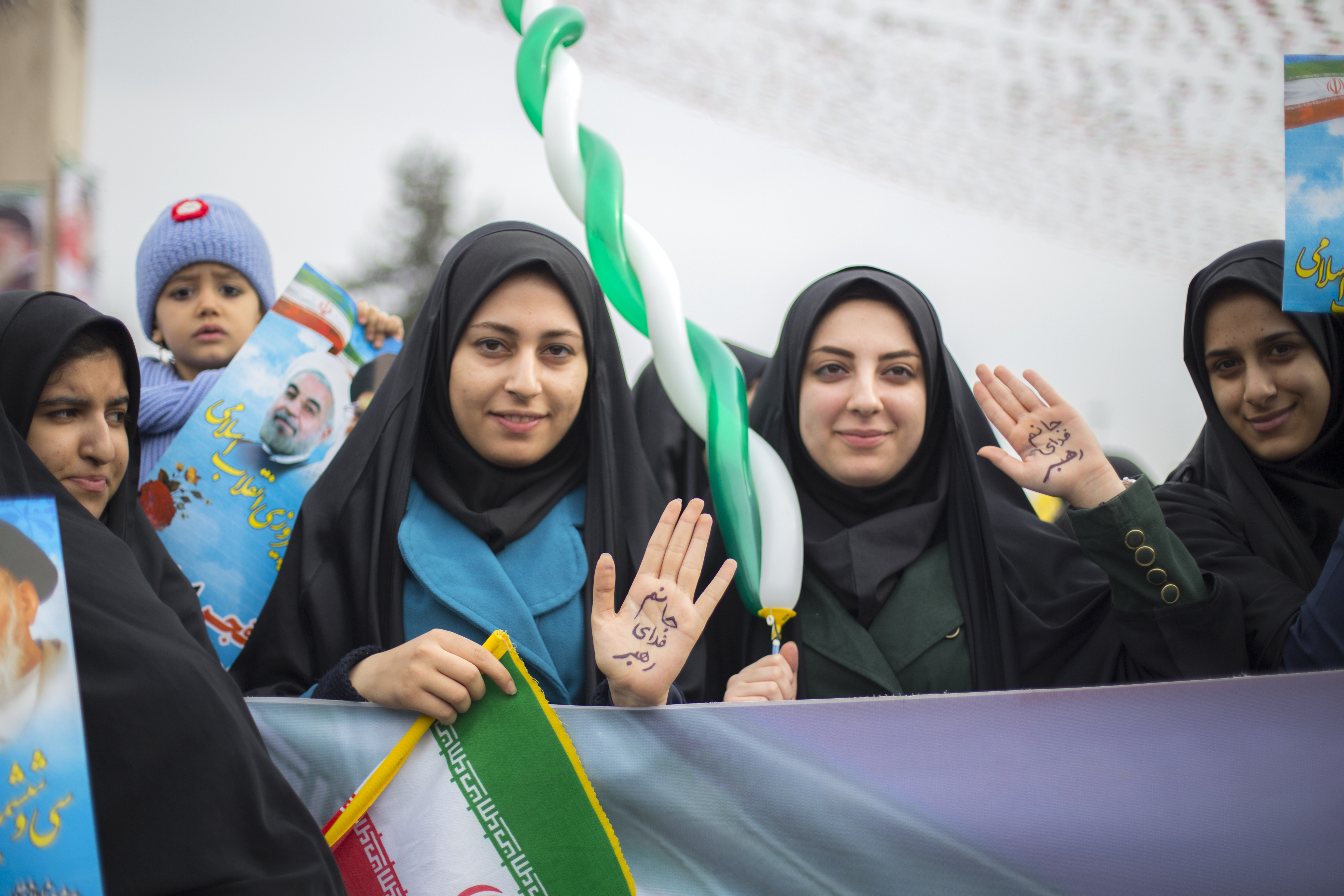
يُحتفل بذكرى الثورة الإسلامية في 11 فبراير/شباط عبر مسيرات إيرانية باتجاه برج آزادي.

بعد إضرابات وتظاهرات شلت البلاد واقتصادها، فر الشاه من البلاد في يناير كانون الثاني عام 1979، وعاد آية الله روح الله الخميني من المنفى إلى طهران، وأطلق الوعود للناس من أجل بناء نظام جديد.

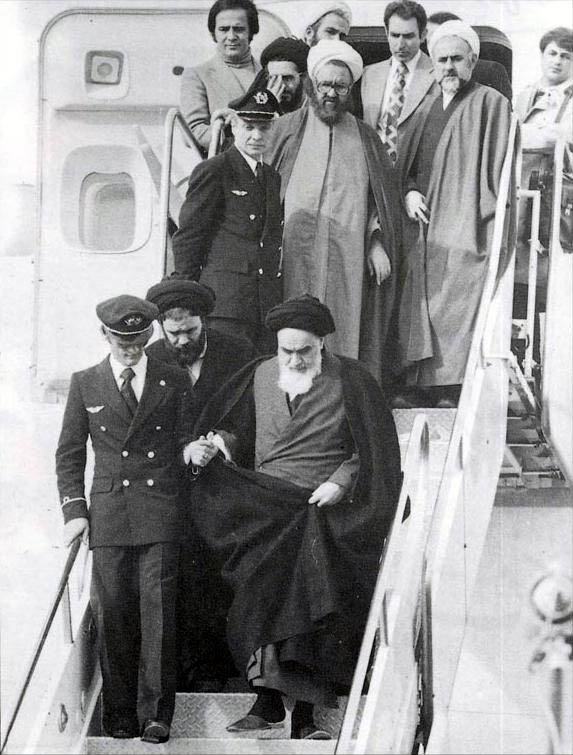
آية الله الخميني العودة إلى إيران بعد 14 عاماً في منفاه في فرنسا بتاريخ 1 فبراير 1979.

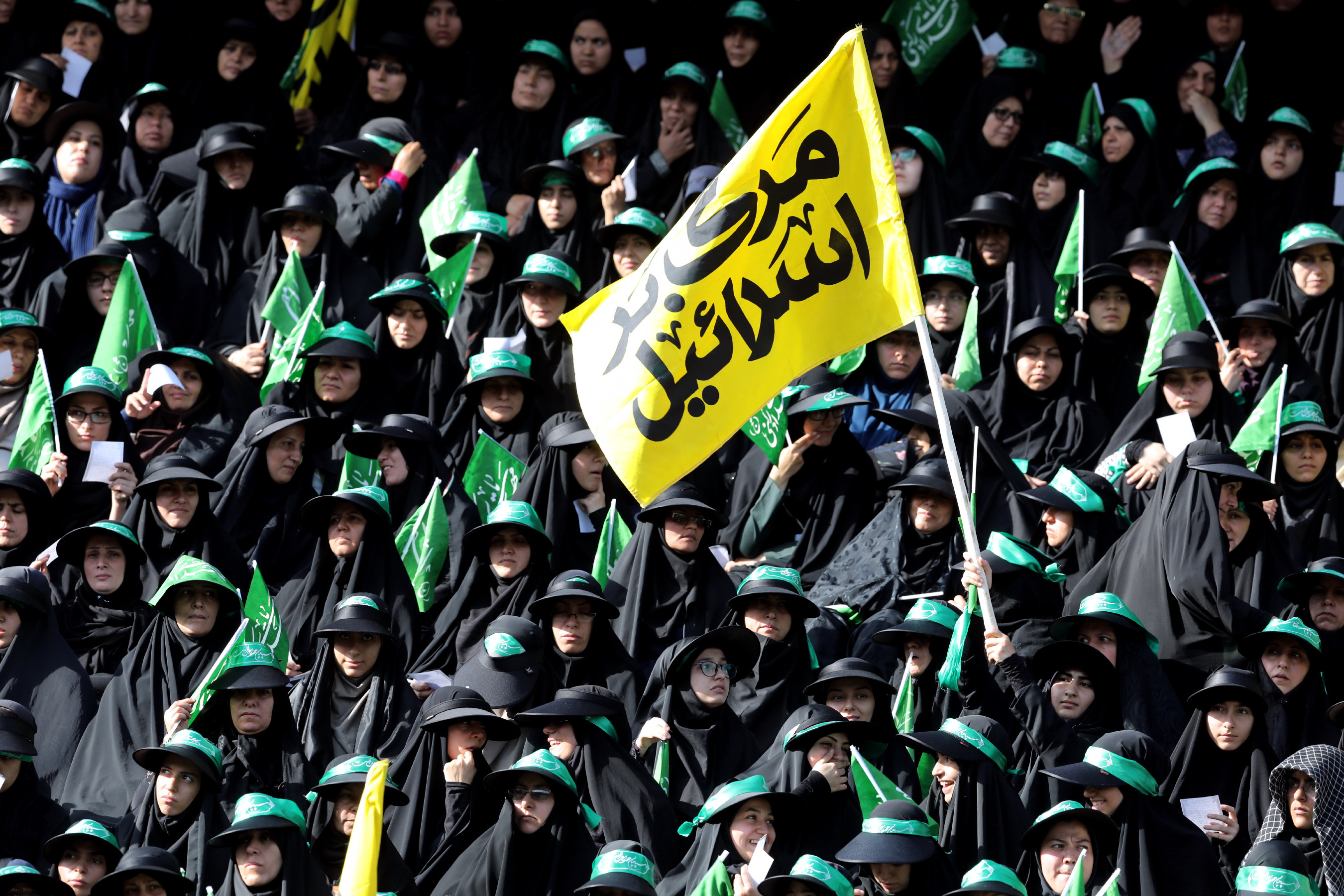
مؤتمر علي خامنئي ضد إسرائيل في ملعب آزادي عام 2018.

اندلعت الانتفاضات في البلاد ضد النظام الجديد في كردستان، خوزستان وبلوشستان ومناطق أخرى على الرغم من أنها فشلت في نهاية المطاف.
في 8 مارس عام 1979، بالتزامن مع اليوم العالمي للمرأة نزلت النساء الإيرانيات إلى الشوارع وتظاهرن لتحسين وضع وحقوق المرأة، وخاصة فيما يتعلق بقانون الأسرة والحجاب الإلزامي.
في أبريل 1979 أصبحت إيران جمهورية إسلامية رسميا، بعد أن دعم إنشاءها استفتاءٌ  وجرى استفتاء ثان في ديسمبر 1979 حيث تمت الموافقة على دستور ثيوقراطي  على الرغم من انضمام القوميين والماركسيين التقليديين مع الإسلاميين للإطاحة بالشاه.
يوم 4 نوفمبر عام 1979، استولت مجموعة من الطلبة الإيرانيين على السفارة الأمريكية واحتجزت موظفي السفارة الأمريكية كرهائن بعد رفض الولايات المتحدة عودة محمد رضا بهلوي لإيران لمواجهة المحاكمة. وكان في مستشفى في ولاية تكساس في ذلك الوقت. محاولات إدارة جيمي كارتر للتفاوض من أجل الإفراج عنهم أو انقاذهم باءت بالفشل. في يناير 1981 أُفرج عن الرهائن أخيرا وفقا لاتفاقات الجزائر.
قرر الرئيس العراقي صدام حسين الاستفادة من الفوضى في أعقاب الثورة من خلال الحصول على الأراضي التي كان العراق قد طالب بها إيران في وقت سابق أثناء حكم الشاه.
في 22 سبتمبر 1980 غزا الجيش العراقي خوزستان إيران، مما عجل الحرب بين إيران والعراق. على الرغم من أن قوات صدام حسين احتلت العديد من المناطق قبل حلول عام 1982 تمكنت القوات الإيرانية بنجاح من طرد الجيش العراقي مرة أخرى إلى العراق رغم تلقي كميات كبيرة من المساعدات المالية والعسكرية الأجنبية (بما في ذلك الأسلحة الكيميائية)، وأجبرت الهجمات اللاحقة صدام على التراجع.
واستمرت الحرب حتى عام 1988، عندما قبل الخميني هدنة بوساطة الامم المتحدة. وقدرت إجمالي الخسائر الإيرانية في الحرب 123,220-160,000 قتيل 60711 مفقود و11،000-16,000 قتيل مدني.
في أعقاب الحرب بين إيران والعراق، ركز الرئيس أكبر هاشمي رفسنجاني وإدارته على السياسة المؤيدة لقطاع الأعمال في عملية إعادة بناء وتعزيز الاقتصاد دون أي تقاطع دراماتيكي مع أيديولوجية الثورة. رفسنجاني خدم حتى عام 1997.
وقد نجح رفسنجاني بواسطة الاصلاحي المعتدل محمد خاتمي. ومع ذلك، تعتبر على نطاق واسع سياسة خاتمي بأنها كانت فاشلة في تحقيق هدفها المتمثل في جعل إيران أكثر حرية وديمقراطية.

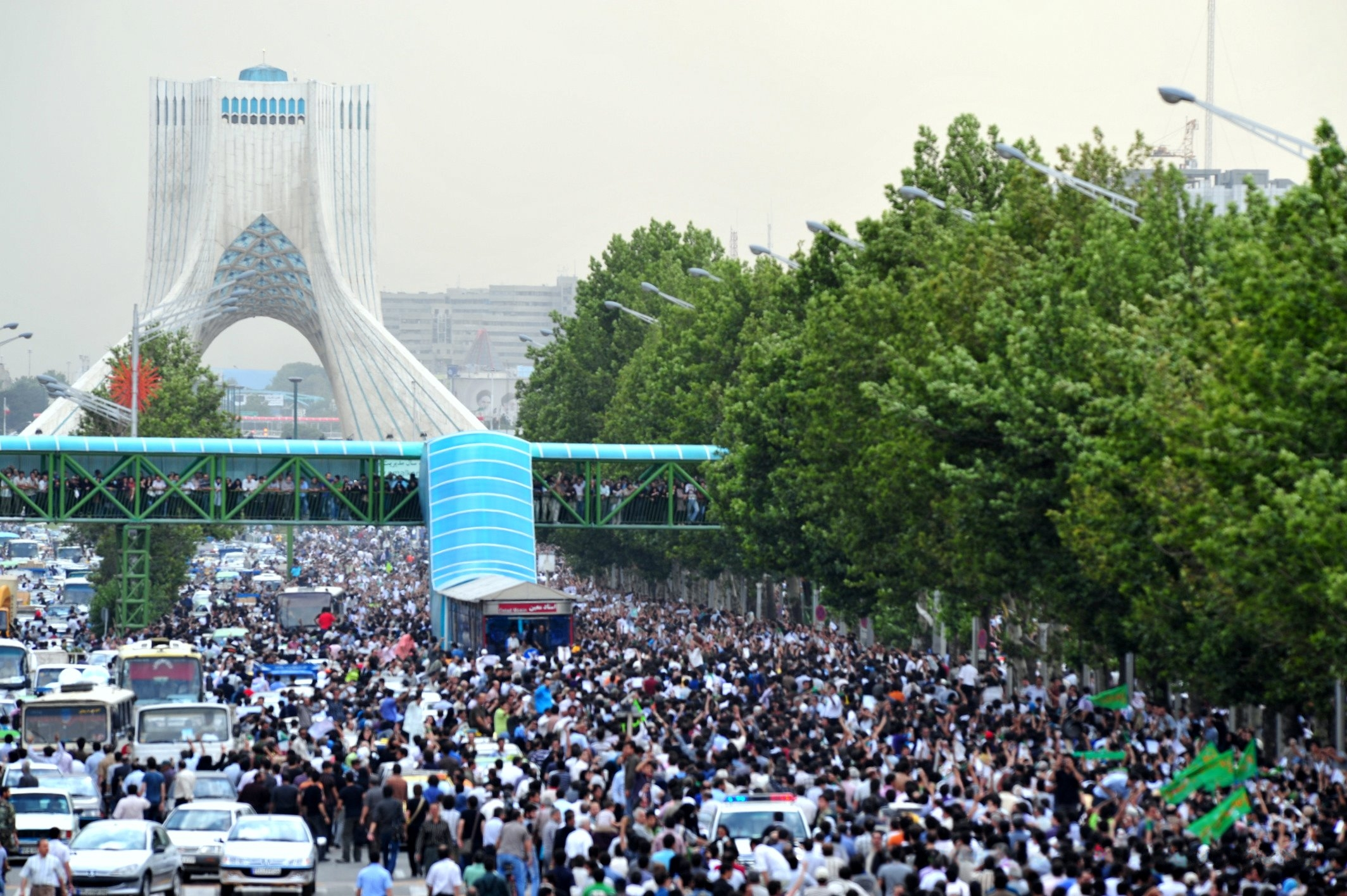
المظاهرة الصامتة للحركة الخضراء خلال احتجاجات الانتخابات الإيرانية 2009-2010.

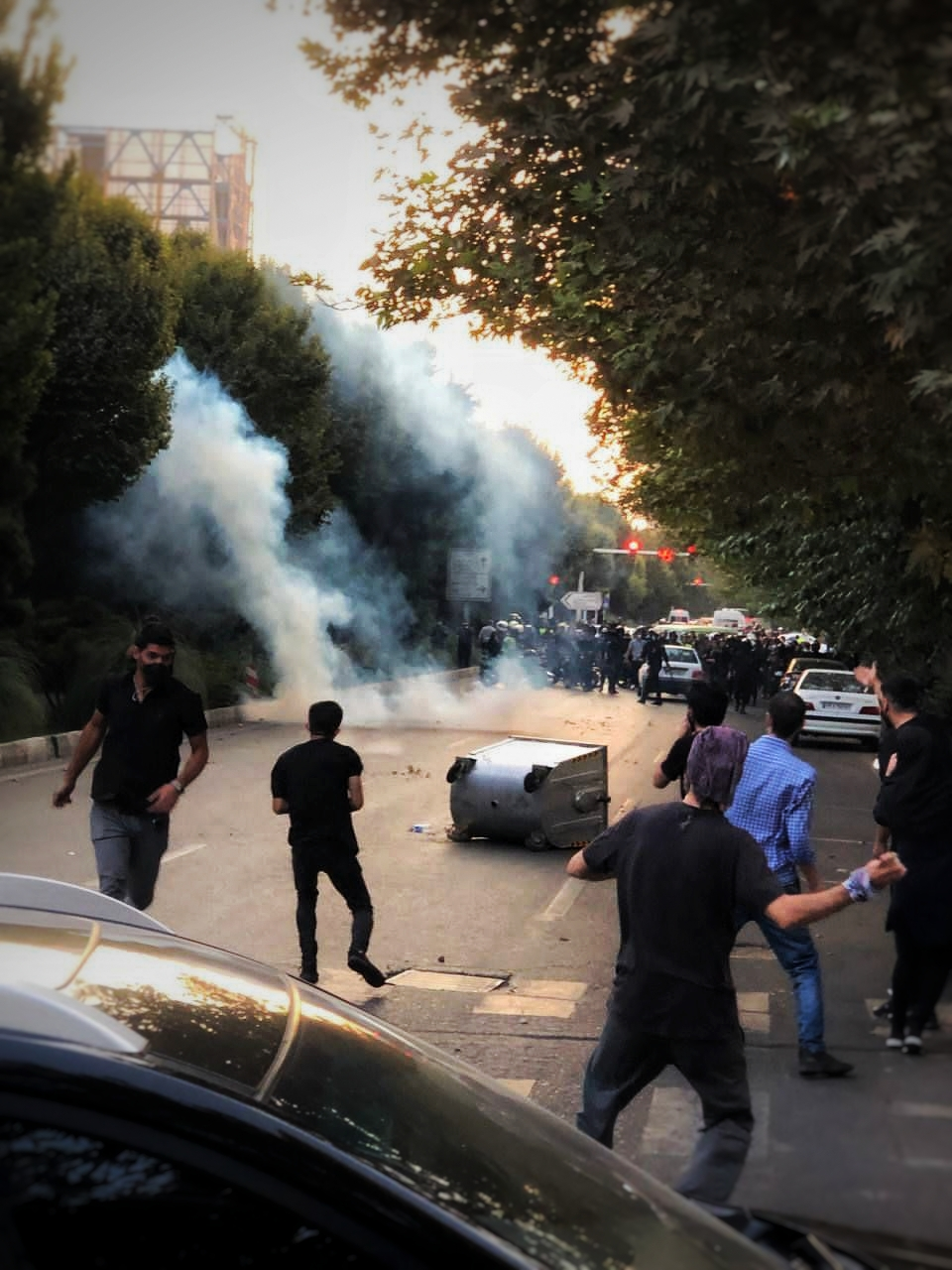
الاحتجاجات الإيرانية 2022.

في الانتخابات الرئاسية عام 2005، انتخب المرشح الشعبوي المحافظ محمود أحمدي نجاد. في الانتخابات الرئاسية الإيرانية 2009 أعلن وزير الداخلية فوز الرئيس السابق أحمدي نجاد بنسبة 62.63٪ من الأصوات، في حين حل منافسه مير حسين موسوي في المرتبة الثانية بنسبة 33.75 ٪.
أدت مزاعم مخالفات كبيرة إلى إثارة احتجاجات شعبية في إيران 2009–2010 سواء داخل إيران أو في العواصم الكبرى في الغرب.
وانتخب حسن روحاني رئيسا لايران يوم 15 يونيو عام 2013، وهزم محمد باقر قاليباف وأربعة مرشحين آخرين.
بالانتصار الانتخابي للرئيس الإيراني الجديد حسن روحاني تحسنت علاقات إيران نسبيًا مع البلدان الأخرى.

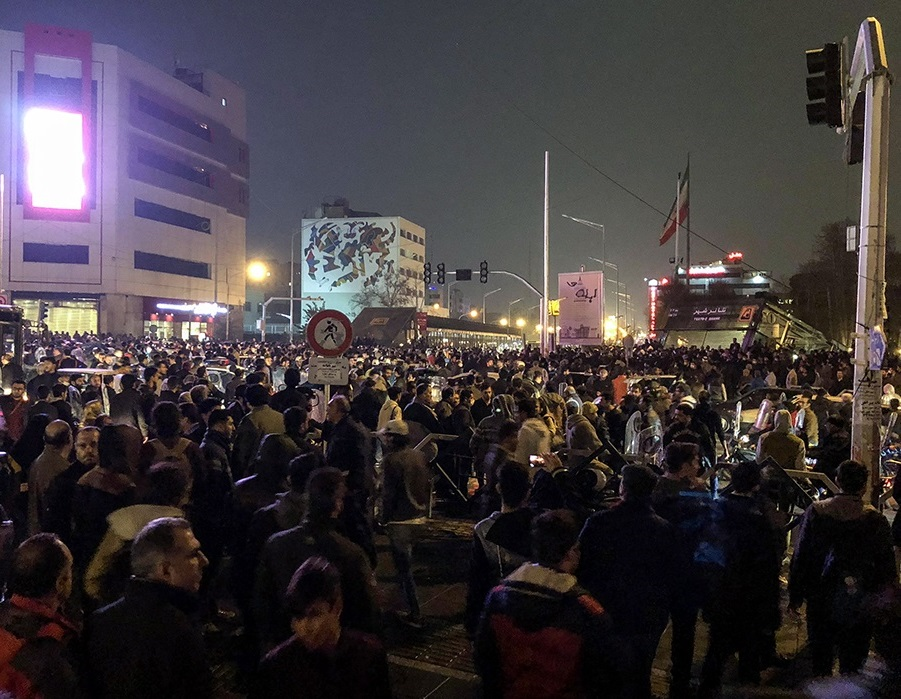
بدأت الاحتجاجات الإيرانية 2017–18 في 31 ديسمبر 2017 واستمرت لعدة أشهر.

اجتاحت الاحتجاجات الإيرانية 2017–18 جميع أنحاء البلاد ردًا على الوضع الاقتصادي والسياسي. كان حجم الاحتجاجات في جميع أنحاء البلاد وعدد الأشخاص المشاركين كبيرًا،  وأُكّد رسميًا على اعتقال آلاف المتظاهرين. بدأت الاحتجاجات الإيرانية 2019-2020 في 15 نوفمبر في الأهواز، وانتشرت في جميع أنحاء البلاد في غضون ساعات، بعد أن أعلنت الحكومة عن زيادات في أسعار الوقود تصل إلى 300%. انقطع كامل للإنترنت لمدة أسبوع شهدت جميع أنحاء البلاد واحدة من أشد حالات انقطاع الإنترنت خطورة في أي بلد، وفي حملة القمع الحكومية الأكثر دموية للمتظاهرين في تاريخ الجمهورية الإسلامية؛ قُبض على عشرات الآلاف وقُتل المئات في غضون أيام قليلة وفقًا للعديد من المراقبين الدوليين، بما في ذلك منظمة العفو الدولية.
في 3 يناير 2020، اغتيل قائد الحرس الثوري قاسم سليماني على يد الولايات المتحدة في العراق، مما أدى إلى تفاقم التوترات القائمة بين البلدين كثيرًا. أيام، شن الحرس الثوري  هجومًا انتقاميًا على القوات الأمريكية في العراق وأسقط عن طريق الخطأ رحلة الخطوط الجوية الدولية الأوكرانية رقم 752، مما أسفر عن مقتل جميع أفراد الطائرة وأدى إلى احتجاجات على مستوى البلاد. وأدى تحقيق دولي إلى اعتراف الحكومة بإسقاط الطائرة ووصفتها بأنها "خطأ بشري".
بدأت الاحتجاجات ضد الحكومة في 16 سبتمبر 2022 بعد وفاة مهسا أميني بعد أن اعتقلتها دورية الإرشاد.
خسر المتشدد إبراهيم رئيسي الانتخابات الرئاسية عام 2017، لكنه ترشح مرة أخرى في عام 2021، خلفًا لحسن روحاني. خلال فترة رئيسي، كثفت إيران تخصيب اليورانيوم، وأعاقت عمليات التفتيش الدولية، وانضمت إلى منظمة شنغهاي للتعاون ومجموعة البريكس، ودعمت روسيا في غزوها لأوكرانيا، وأعادت العلاقات الدبلوماسية مع المملكة العربية السعودية. في أبريل 2024، أدى قصف غارة جوية إسرائيلية على القنصلية الإيرانية في دمشق إلى مقتل قائد في الحرس الثوري الإيراني. ردت إيران بضربات بطائرات بدون طيار وصواريخ كروز وصواريخ باليستية على إسرائيل.

## السياسة والحكومة

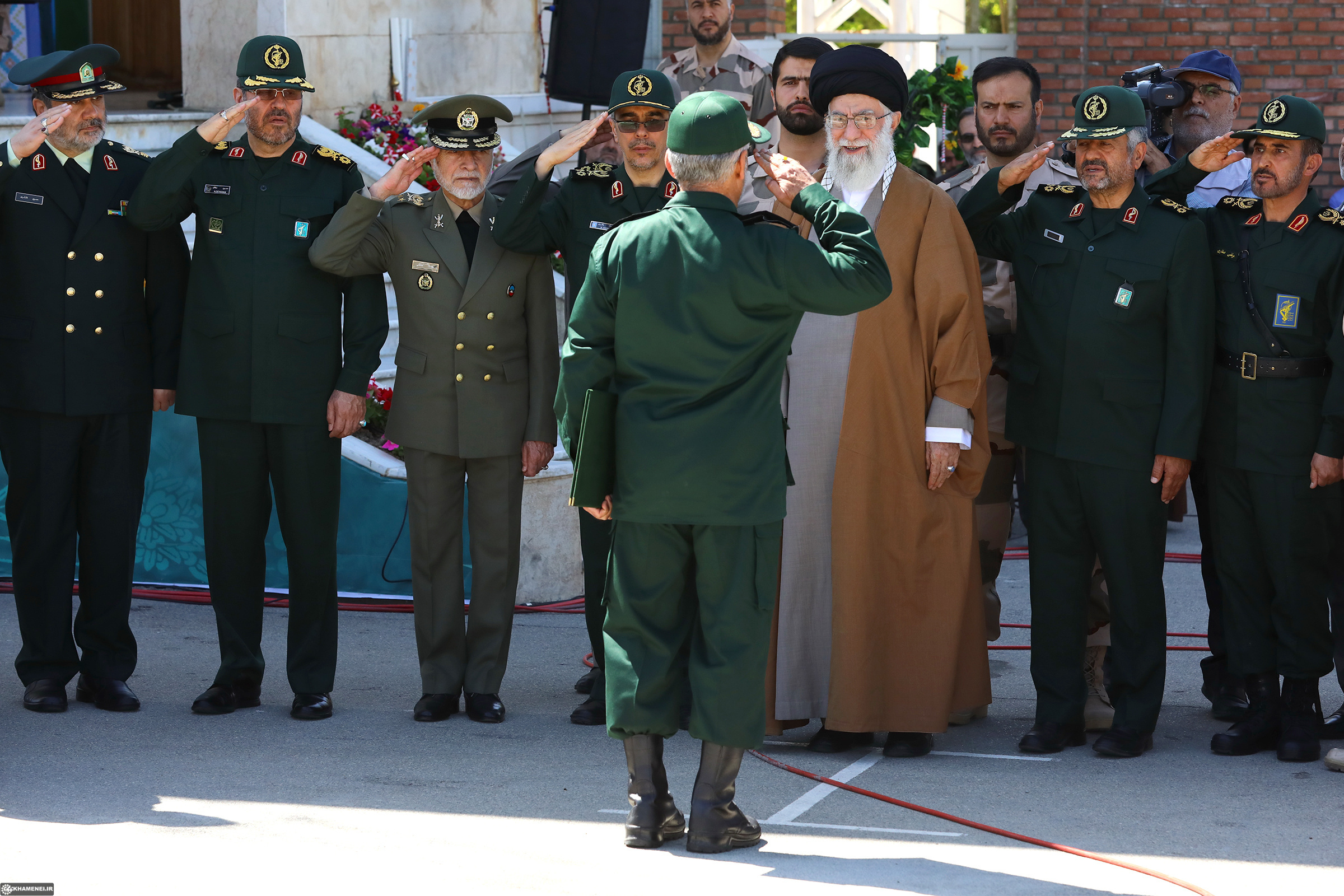
آية الله علي خامنئي هو أعلي سلطة في إيران بإعتباره القائد الأعلي للثورة الإيرانية.

### النظام السياسي
يعتمد النظام السياسي في الجمهورية الإسلامية على دستور عام 1979. وتتشكل الدولة من المرشد الأعلى للثورة الإسلامية والذي تناط به مسؤولية الاشراف على السياسات العامة في الجمهورية الإسلامية ويتولى قيادة القوات المسلحة والاستخبارت، وينتخب المرشدَ الأعلى مجلسُ خبراء القيادة. يلي المرشد رئيس الجمهورية والذي ينتخب بالاقتراع الشعبي المباشر ويترأس جلسات مجلس الوزراء ويشكل الحكومة. 

### النظام الإنتخابي

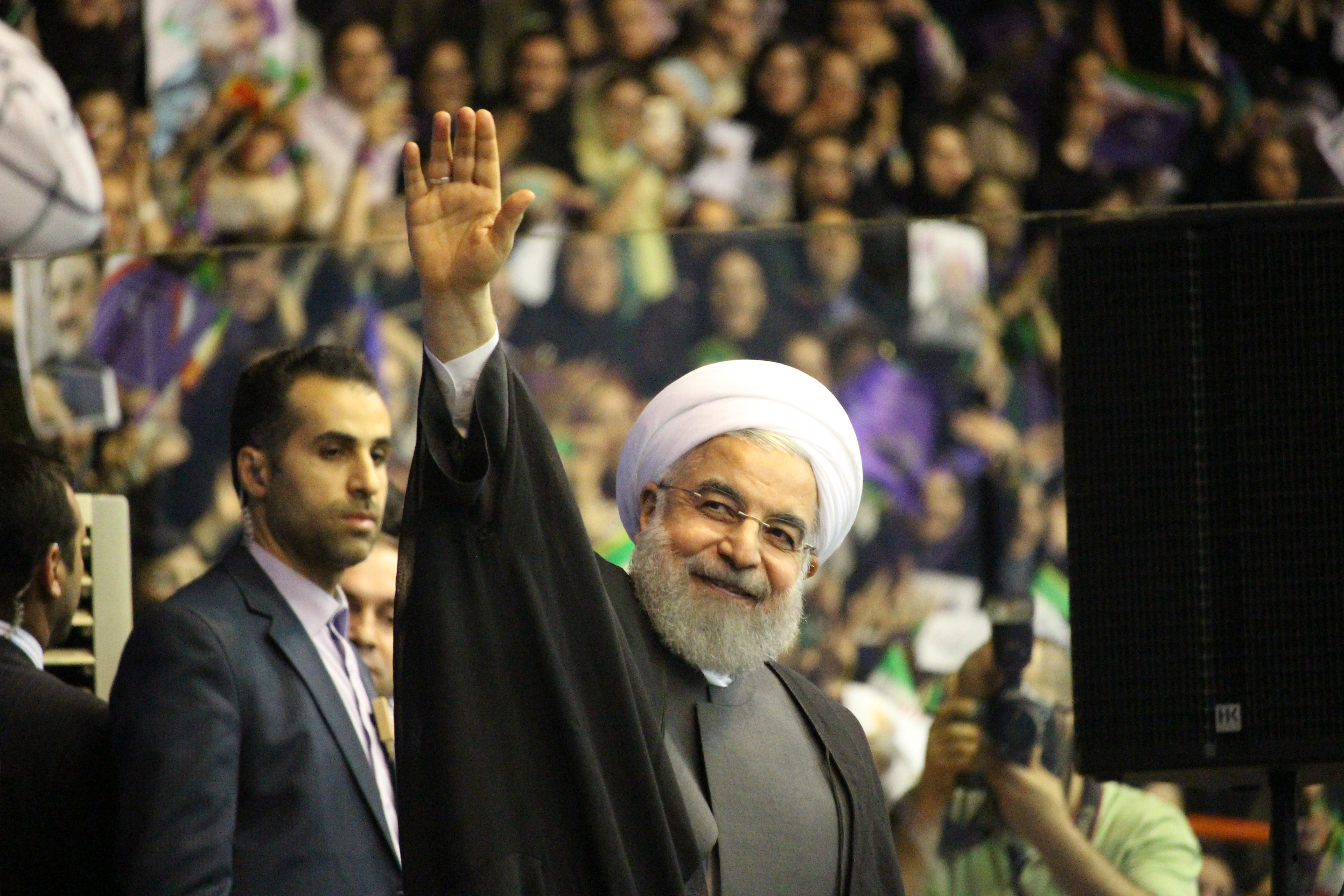
حسن روحاني في الانتخابات الرئاسية الإيرانية.

تجري انتخابات رئاسية تعددية كل 4 سنوات وتختار أجهزة الرقابة الإيرانية المرشحين للانتخابات الرئاسية أو تستبعدهم، ويحق للرئيس الإيراني أن يجدد مرة واحدة فقط لا أكثر، على غرار مجلس صيانة الدستور يوجد مجلس الشورى الإيراني وهو يمثل جميع طوائف الشعب من أذريين وفرس وعرب ويهود وأرمن. ويعتبر الولي الفقيه في إيران هو الحاكم الأعلى للبلاد، ولا ينتخب عن طريق الاقتراع الحر المباشر بل ينتخب عن طريق مجلس خبراء القيادة الذي ينتخبه الشعب.

### السياسة الخارجية والقوات المسلحة

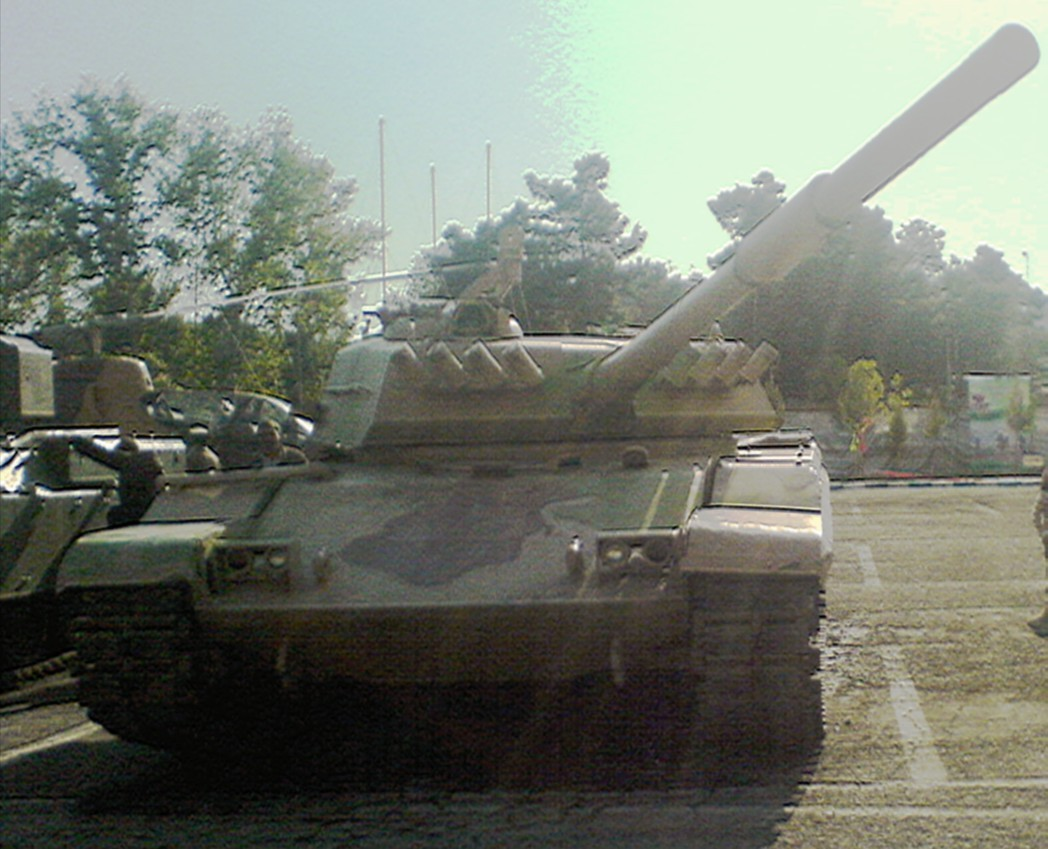
دبابات ذو الفقار الإيرانية

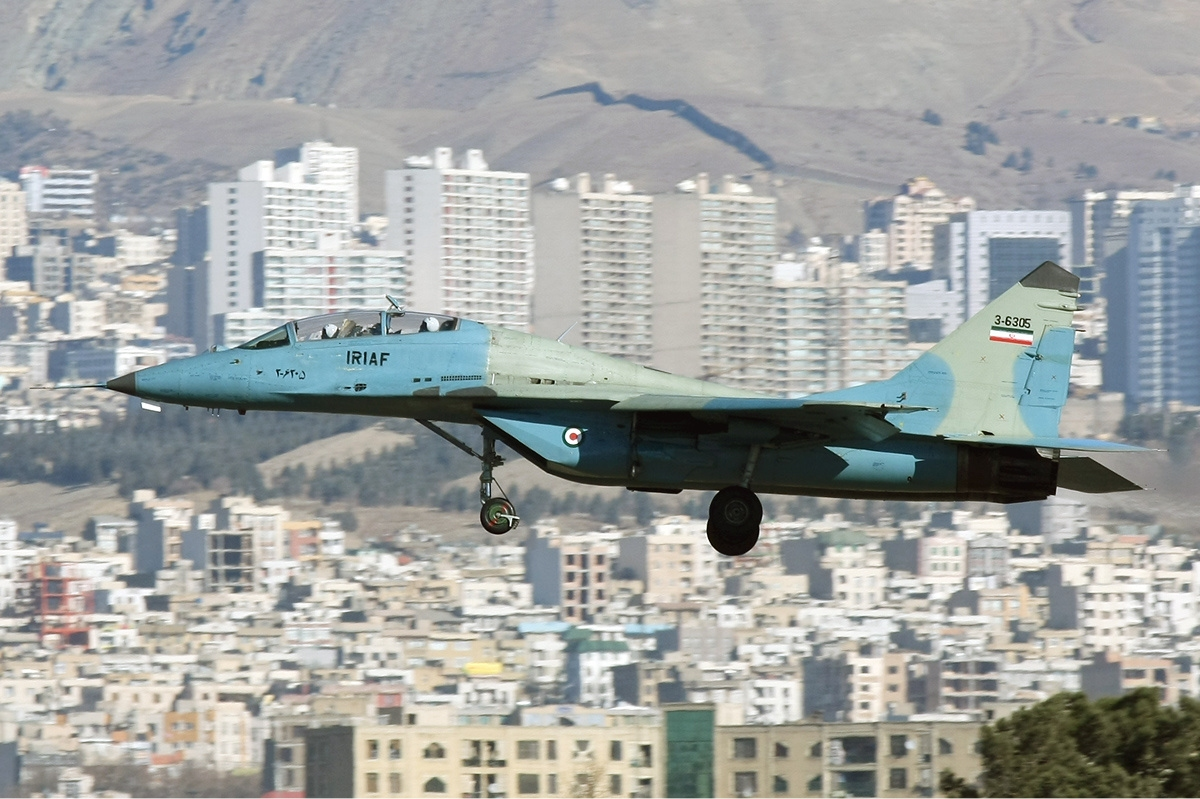
الطائرات المقاتلة في القوات الجوية الإيرانية ميج-29

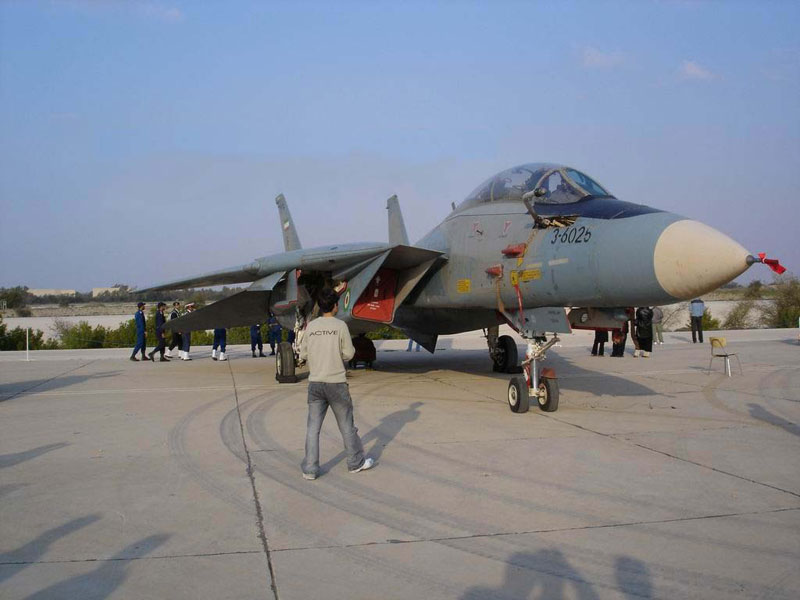
المقاتلة f-14A الإيرانية في معرض 2006 ،بوشهر

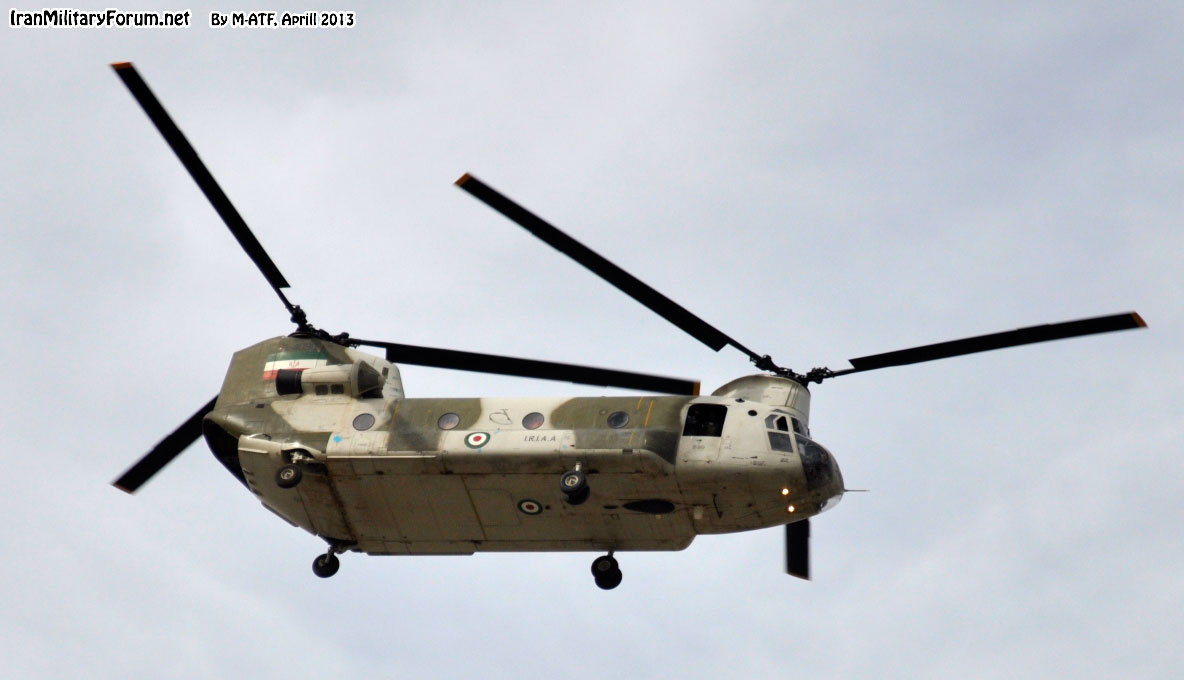
طائرة إيرانية.

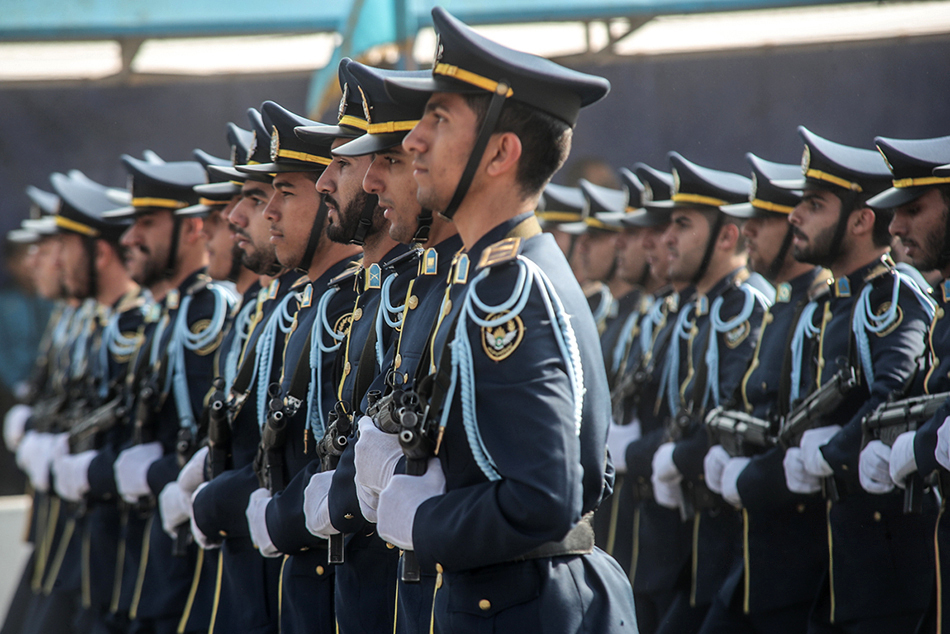
يوم جيش جمهورية إيران الإسلامية.

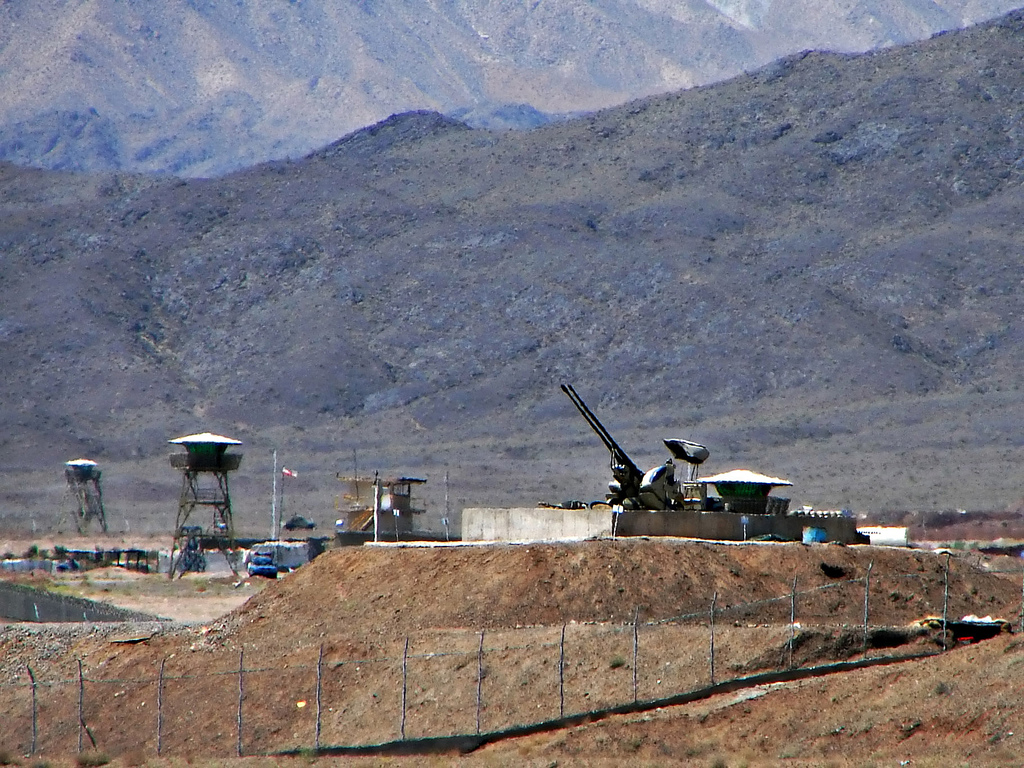
منشأة نطنز النووية، قامت إيران بتخصيب اليورانيوم بنسبة 84% حتي الآن.

هدف إيران حسب ما تصرح هو إقامة نظام عالمي جديد يقوم على السلام العالمي والعدالة. وتستند علاقات إيران الخارجية على مبدأين استراتجيين : القضاء على التأثيرات الخارجية في المنطقة والسعي نحو اتصالات دبلوماسية مكثفة مع البلدان النامية ودول عدم الانحياز. إيران تقيم علاقات دبلوماسية تقريبا مع جميع أعضاء الأمم المتحدة، باستثناء إسرائيل التي لا تعترف إيران بها منذ الثورة الإسلامية. ومنذ عام 2005، أصبح البرنامج النووي الإيراني موضوع خلاف مع الغرب بسبب الشكوك بأن إيران يمكن أن تحول التكنولوجيا النووية المدنية لبرنامج أسلحة يهدد العالم. ولهذا قام مجلس الأمن الدولي بفرض عقوبات ضد إيران وعلى الشركات المرتبطة بهذا البرنامج، وبالتالي تعزيز عزلتها الاقتصادية على الساحة الدولية. وقال مدير المخابرات القومية الأمريكية في فبراير 2009 أن إيران لن تكون قادرة واقعيا على الحصول على سلاح نووي حتى عام 2013، إذا ما اختارت تطويره.
جمهورية إيران الإسلامية لديها نوعان من القوات المسلحة: القوات النظامية لجيش الجمهورية الإسلامية الإيرانية، وجمهورية إيران الإسلامية في سلاح الجو، بحرية الجمهورية الإسلامية الإيرانية وقوات حرس الثورة الإسلامية (الحرس الثوري الإيراني)، بتعداد إجمالي يبلغ نحو 545,000 جندي. إيران لديها أيضا نحو 350,000 فرد في قوة الاحتياطي بحيث يبلغ المجموع نحو 900,000 جندي مدرب. إيران لديها قوات شبه عسكرية من المتطوعين، هي الحرس الثوري وتدعى الباسيج التي تضم نحو 90,000 فرد بدوام كامل، في الخدمة الفعلية يرتدون الزي الرسمي. ما يصل إلى 11 مليون رجل وامرأة هم أعضاء في الباسيج الذين يحتمل أن يستدعون للخدمة؛ تقديرات GlobalSecurity.org أن إيران قد تعبئ «ما يصل إلى مليون رجل». هذا من شأنه أن يكون من بين أكبر عدد من القوات بالتعبئة في العالم. وفي عام 2007، مثلت الإنفاق العسكري الإيراني 2.6٪ من الناتج المحلي الإجمالي أو ما يعادل 102 لفرد، وهو أدنى رقم من دول الخليج العربي. وتستند السياسات العسكرية الإيرانية على الردع.
منذ الثورة الإسلامية قامت إيران بتطوير صناعتها العسكرية الخاصة للتغلب على الحصار الغربي، فأنتجت أسلحة خاصة بها مثل ناقلات الجنود المدرعة والصواريخ الموجهة والغواصات والسفن العسكرية، وأنظمة الرادار وطائرات هليكوبتر وطائرات مقاتلة. وفي السنوات الأخيرة، أبرزت الإعلانات الرسمية لتطوير أسلحة مثل الحوت، كوثر، زلزال، فتح 110-، شهاب 3-وصواريخ سجيل، ومجموعة متنوعة من الطائرات بدون طيار. والفجر-3 (MIRV) الصواريخ البالستية الإيرانية الأكثر تقدما، وصاروخ الوقود السائل مع مجموعة لم يكشف عنها والتي طُورت وأُنتجت محليا.

### المقاطعات والمدن

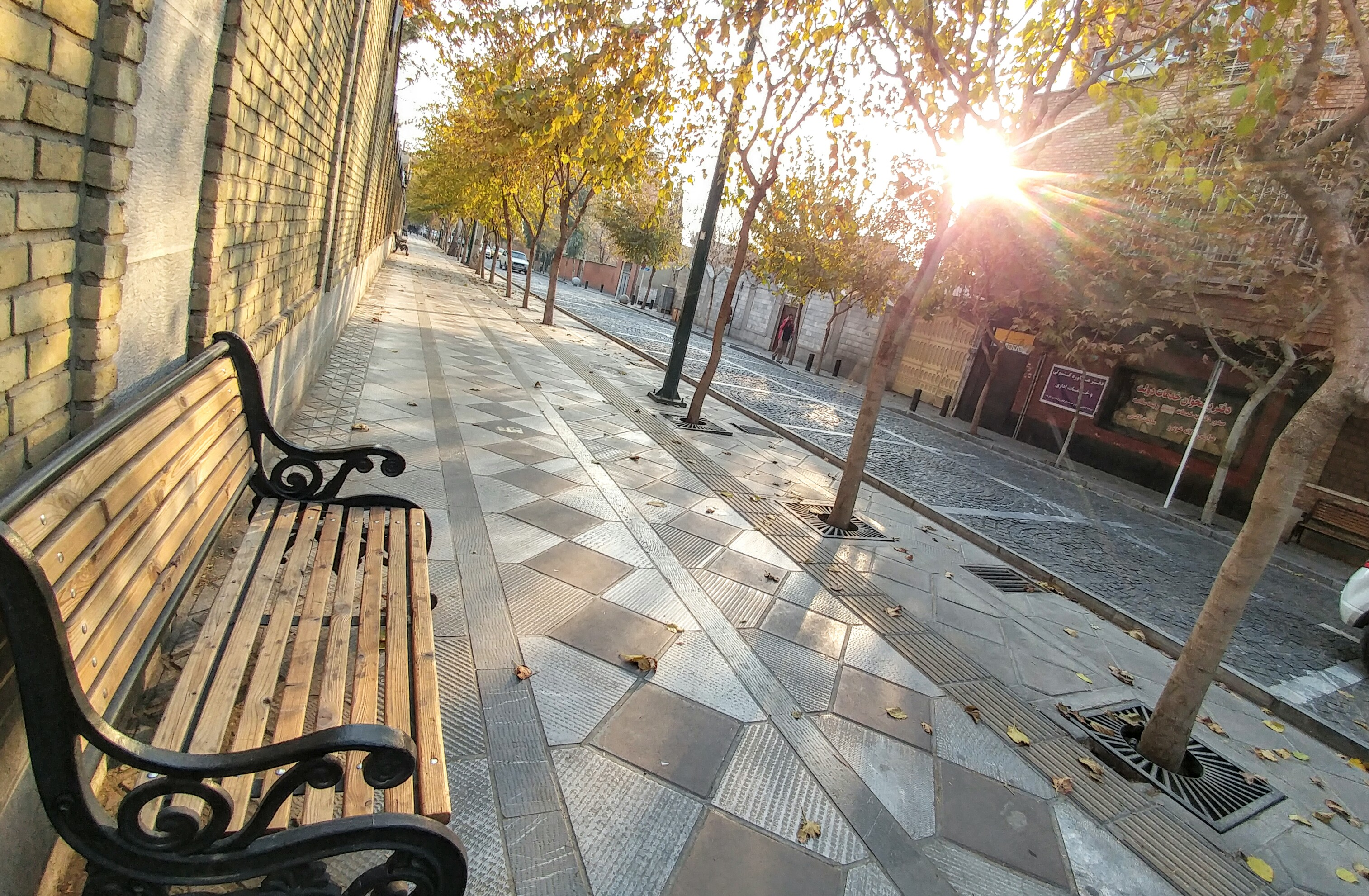
شوارع طهران.

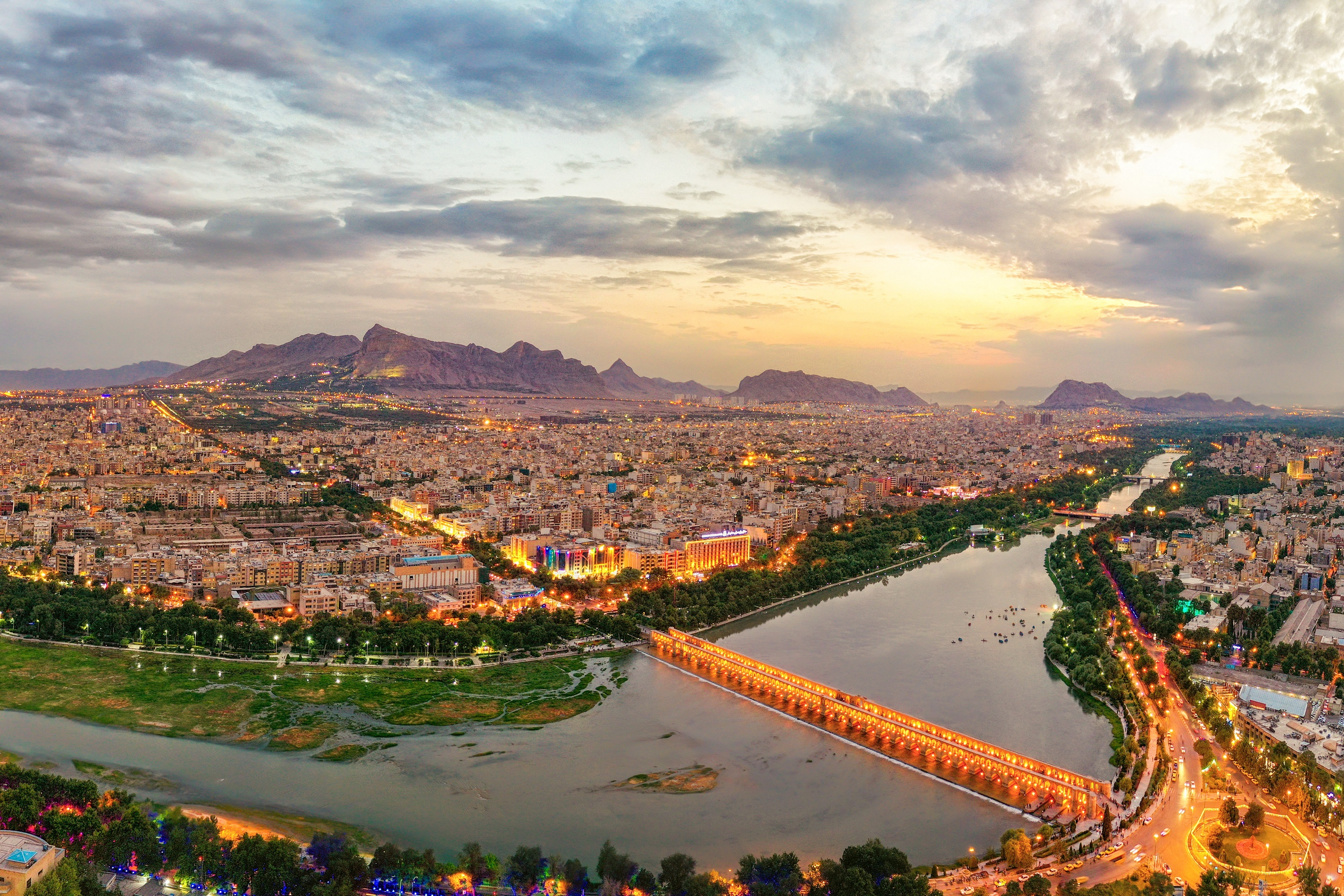
مدينة أصفهان.

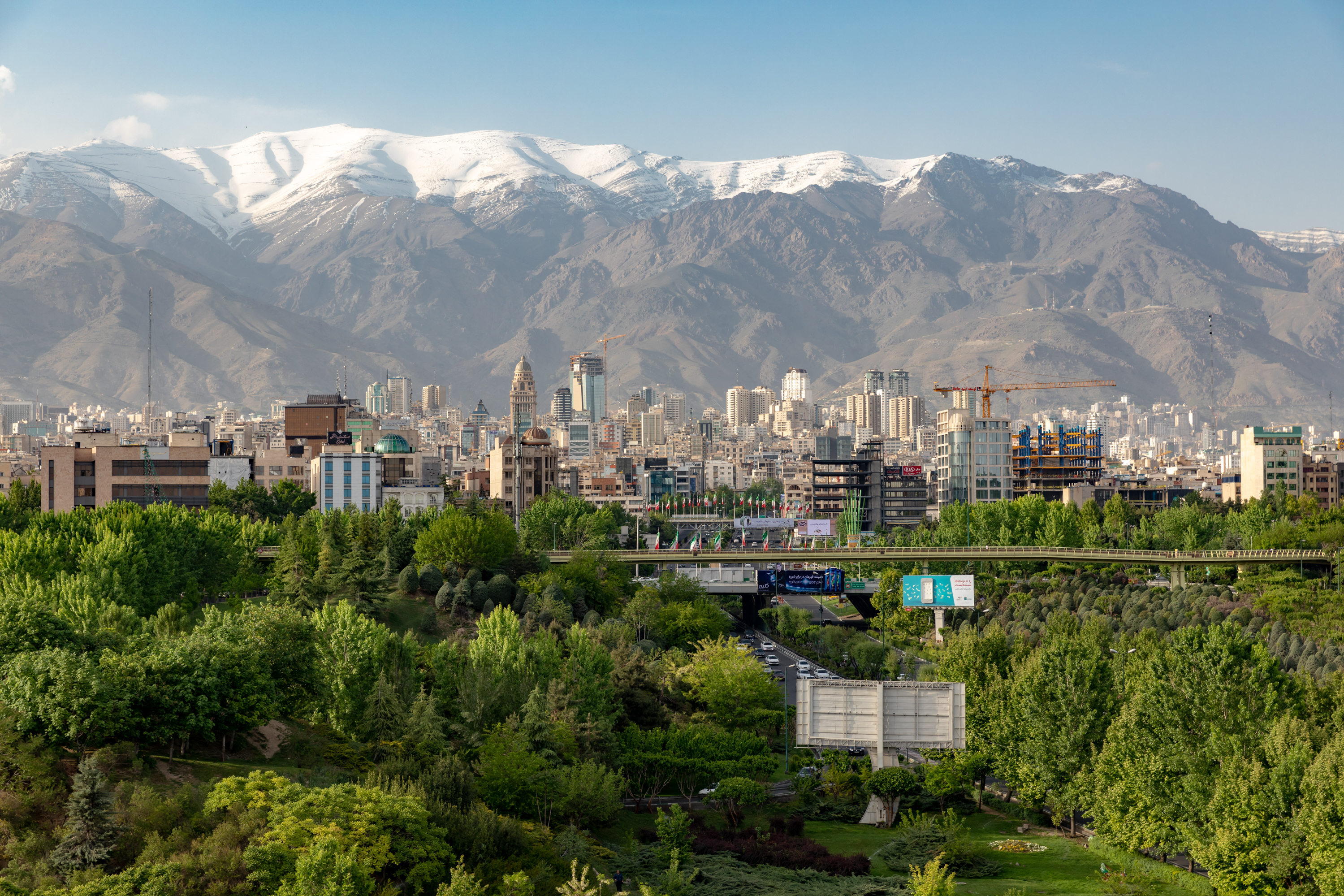
جسر والطبيعة الخلابة والمتنزهات، طهران.

تنقسم إيران إلى 31 محافظة (ostān)، كل محافظة يحكمها المُحافِظ (استاندار، ostāndār). ففي إيران كل محافظة تتكون من عدة مقاطعات (بالفارسية: شهرستان)، والمقاطعة تنقسم إلى نواحي (بالفارسية: بخش). تتكون النواحي من عدة أقسام ريفي (بالفارسية: دهستان). يتألف القسم الريفي من عدة قرى مع وجود قرية كمركز للقسم الريفي.
إيران لديها واحد من أعلى معدلات النمو الحضري في العالم. من عام 1950 إلى عام 2002، نسبة سكان الحضر في زيادة من 27٪ إلى 60٪. الأمم المتحدة تتوقع أنه بحلول عام 2030، 80٪ من السكان ستكون في المناطق الحضرية. وقد استقر معظم المهاجرين بالقرب من المدن الداخلية طهران وأصفهان والأهواز، وقم. السكان المدرجة هي من 2006/07 (1385 AP) التعداد. طهران، ويبلغ عدد سكانها 7705036، هي أكبر مدينة في إيران وهي عاصمة. طهران، مثل العديد من المدن الكبرى، تعاني من تلوث الهواء الحادة. هذا هو محور الاتصالات في البلاد وشبكة النقل.
مشهد، ويبلغ عدد سكانها 2410800، هي ثاني أكبر مدينة إيرانية ومركز لمحافظة خراسان، مشهد هي واحدة من أقدس المدن الشيعية في العالم كما هو في موقع ضريح الإمام الرضا. هو مركز للسياحة في إيران، وبين 15 و20 مليون حاج الذهاب إلى ضريح الإمام الرضا في كل عام.
آخر مدينة من المدن الكبرى الإيرانية اصفهان (السكان 1583609)، وهي عاصمة مقاطعة اصفهان. وقد عينت اليونسكو نقشَ جهان ساحة الإلكتروني في أصفهان موقعَ تراث عالمي. المدينة تحتوي على مجموعة واسعة من المواقع الأثرية الإسلامية بدءا من القرن الحادي عشر إلى القرن التاسع عشر. تحولت نمو منطقة ضاحية حول المدينة أصفهان في إيران ثاني منطقة العاصمة الأكثر اكتظاظا بالسكان (3430353).
المدينة الرئيسية الرابعة إيران تبريز (السكان 1378935) عاصمة مقاطعة أذربيجان الشرقية. وهي المدينة الصناعية الثانية في إيران بعد طهران. وكانت تبريز ثاني أكبر مدينة في إيران حتى أواخر 1960s واحدة من العواصم في السابق ومقر إقامة ولي العهد ظل حكم القاجاريين. وقد ثبت في المدينة مؤثرة للغاية في تاريخ البلاد الحديث.
المدينة الرئيسي الخامس في كرج (السكان 1377450)، وتقع في مقاطعة والبرز تقع على بعد 20 كيلومترا إلى الغرب من طهران، في سفح جبال البرز، إلا أن المدينة أصبحت على نحو متزايد امتدادا لطهران العاصمة.
المدينة السادسة الإيرانية الرئيسية هي شيراز (السكان 1214808)، وهي عاصمة مقاطعة فارس. الحضارة العيلامية إلى الغرب أثر كبير في المنطقة، والتي سرعان ما يعرف باسم برسيس. وكانت الفرس القديمة الموجودة في المنطقة من نحو القرن الثامن قبل الميلاد 9th، وأصبح حكام إمبراطورية كبيرة في عهد سلالة الأخمينية في القرن 6th قبل الميلاد. وتقع أطلال برسيبوليس وبازارقادش، وهما من العواصم أربعة من الإمبراطورية الأخمينية، في أو بالقرب من شيراز. وكان برسبوليس العاصمة الاحتفالية من الإمبراطورية الأخمينية، ويقع على بعد 70 كيلومترا (43 ميل) شمال شرق مدينة شيراز الحديثة. أعلنت منظمة اليونسكو قلعة بيرسيبوليس من مواقع التراث العالمي في عام 1979.

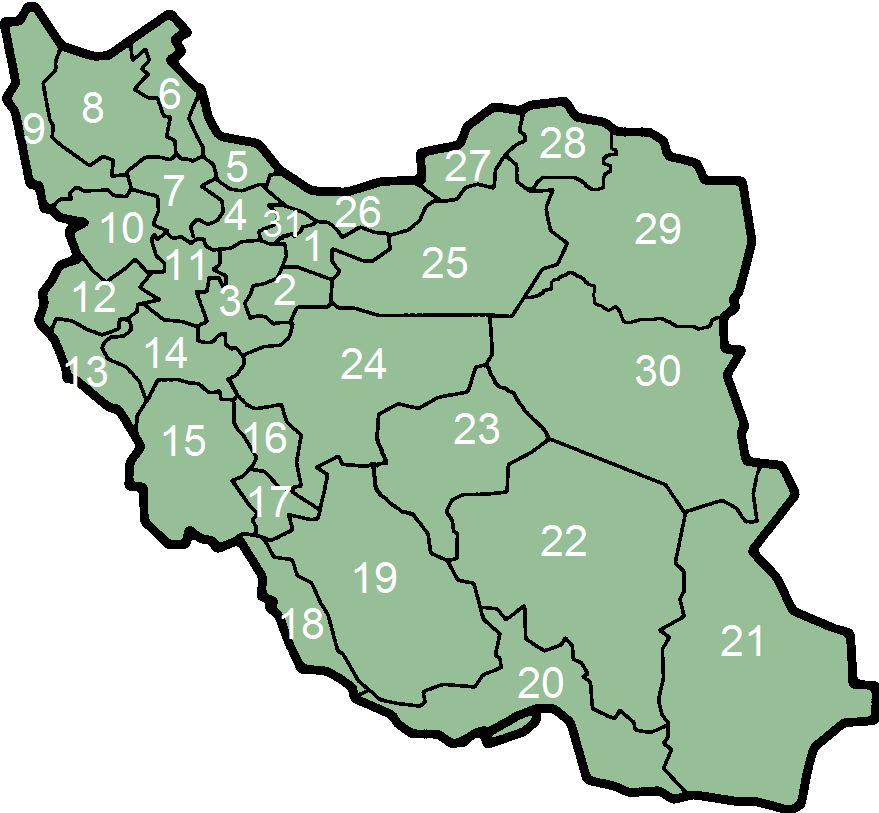
خريطة محافظات إيران مرقمة

| - طهران - قم - مركزي - قزوين - غيلان - أردبيل - زنجان - أذربيجان الشرقية - أذربيجان الغربية - كردستان - همدان - كرمانشاه - إيلام - لرستان - محافظة خوزستان - تشهارمحال وبختياري | كهكيلويه وبوير أحمد بوشهر فارس هرمزكان سيستان وبلوتشستان كرمان يزد إصفهان سمنان مازندران غلستان خراسان الشمالية خراسان الرضوية خراسان الجنوبية ألبرز |

| المدن والبلدات الكبرى في إيران نتائج الإحصاء الوطني 2011 | المدن والبلدات الكبرى في إيران نتائج الإحصاء الوطني 2011 | المدن والبلدات الكبرى في إيران نتائج الإحصاء الوطني 2011 | المدن والبلدات الكبرى في إيران نتائج الإحصاء الوطني 2011 | المدن والبلدات الكبرى في إيران نتائج الإحصاء الوطني 2011 | المدن والبلدات الكبرى في إيران نتائج الإحصاء الوطني 2011 | المدن والبلدات الكبرى في إيران نتائج الإحصاء الوطني 2011 | المدن والبلدات الكبرى في إيران نتائج الإحصاء الوطني 2011 | المدن والبلدات الكبرى في إيران نتائج الإحصاء الوطني 2011 | المدن والبلدات الكبرى في إيران نتائج الإحصاء الوطني 2011 |
|                                                          | الترتيب                                                  | الاسم                                                    | محافظات إيران                                            | السكان                                                   | الترتيب                                                  | الاسم                                                    | محافظات إيران                                            | السكان                                                   |                                                          |
| -------------------------------------------------------- | -------------------------------------------------------- | -------------------------------------------------------- | -------------------------------------------------------- | -------------------------------------------------------- | -------------------------------------------------------- | -------------------------------------------------------- | -------------------------------------------------------- | -------------------------------------------------------- | -------------------------------------------------------- |
| طهران مشهد                                               | 1                                                        | طهران                                                    | طهران                                                    | 8,154,051                                                | 11                                                       | رشت                                                      | غيلان                                                    | 639,951                                                  | أصفهان كرج                                               |
| طهران مشهد                                               | 2                                                        | مشهد                                                     | خراسان رضوي                                              | 2,749,374                                                | 12                                                       | زاهدان                                                   | سيستان وبلوتشستان                                        | 560,725                                                  | أصفهان كرج                                               |
| طهران مشهد                                               | 3                                                        | أصفهان                                                   | أصفهان                                                   | 1,756,126                                                | 13                                                       | كرمان                                                    | كرمان                                                    | 534,441                                                  | أصفهان كرج                                               |
| طهران مشهد                                               | 4                                                        | كرج                                                      | ألبرز                                                    | 1,614,626                                                | 14                                                       | آراك                                                     | مركزي                                                    | 526,182                                                  | أصفهان كرج                                               |
| طهران مشهد                                               | 5                                                        | تبريز                                                    | أذربيجان الشرقية                                         | 1,494,988                                                | 15                                                       | همدان                                                    | همدان                                                    | 525,794                                                  | أصفهان كرج                                               |
| طهران مشهد                                               | 6                                                        | شيراز                                                    | فارس                                                     | 1,460,665                                                | 16                                                       | يزد                                                      | يزد                                                      | 486,152                                                  | أصفهان كرج                                               |
| طهران مشهد                                               | 7                                                        | الأهواز                                                  | خوزستان                                                  | 1,112,021                                                | 17                                                       | أردبيل                                                   | أردبيل                                                   | 482,632                                                  | أصفهان كرج                                               |
| طهران مشهد                                               | 8                                                        | قم                                                       | قم                                                       | 1,074,036                                                | 18                                                       | بندر عباس                                                | هرمزغان                                                  | 435,751                                                  | أصفهان كرج                                               |
| طهران مشهد                                               | 9                                                        | كرمانشاه                                                 | كرمانشاه                                                 | 851,405                                                  | 19                                                       | إسلام شهر                                                | طهران                                                    | 389,102                                                  | أصفهان كرج                                               |
| طهران مشهد                                               | 10                                                       | أرومية                                                   | أذربيجان الغربية                                         | 667,499                                                  | 20                                                       | زنجان                                                    | زنجان                                                    | 386,851                                                  | أصفهان كرج                                               |

## النقل والمواصلات

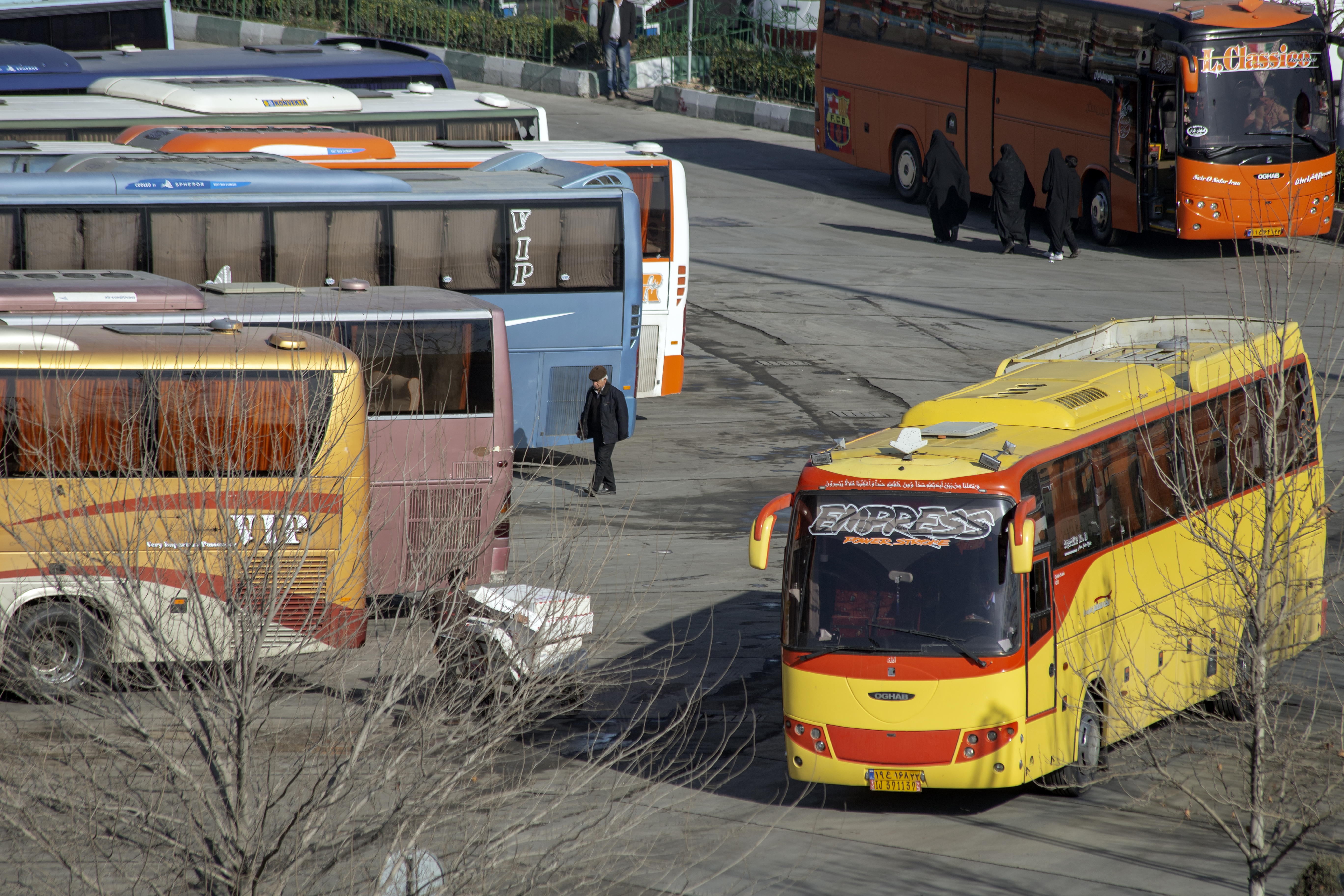
حافلات في طهران.

يوجد في إيران منذ فترة طويلة نظام طرق معبدة تربط معظم المدن والمناطق ببعضها البعض. في عام 2007 كان 178152 كم (111,000 ميل) من الطرق، كانت منها 66٪ معبدة. في عام 2008 كان ما يقرب من 100 سيارة ركوب لكل 1000 ساكن.
يوجد شبكة قطارات تعمل على ما يقارب 11106 كيلومترا (6942 ميل) من مسار سكة حديد. يوجد في البلاد ميناء كبير وهو بندر عباس الواقع على مضيق هرمز. وتوزع الشاحنات وقطارات الشحن السلعَ المستوردة منه في جميع أنحاء البلاد.الموانئ الرئيسية الأخرى في البلاد تشمل بندر انزلي والبريد الإلكتروني Torkeman بندر على بحر قزوين والمحمرة وميناء الإمام الخميني الإلكتروني على الخليج العربي.
افتتحت سكة حديد بين طهران وبندر عباس عام 1995،تربط هذه السكة بندر عباس بنظام السكك الحديدية في آسيا الوسطى عن طريق طهران ومشهد.
ويوجد العشرات من المطارات وطائرات الشحن التي تخدم المدن والركاب. تأسست الخطوط الجوية الإيرانية، الناقل الوطني، في عام 1962، وتعمل في الرحلات المحلية الداخلية والدولية. ترتبط جميع المدن الكبيرة بأنظمة النقل الجماعي باستخدام الحافلات، وعدة شركات خاصة تقدم خدمة الحافلات بين المدن. طهران ومشهد وشيراز وتبريز والأهواز وأصفهان.

## السياحة

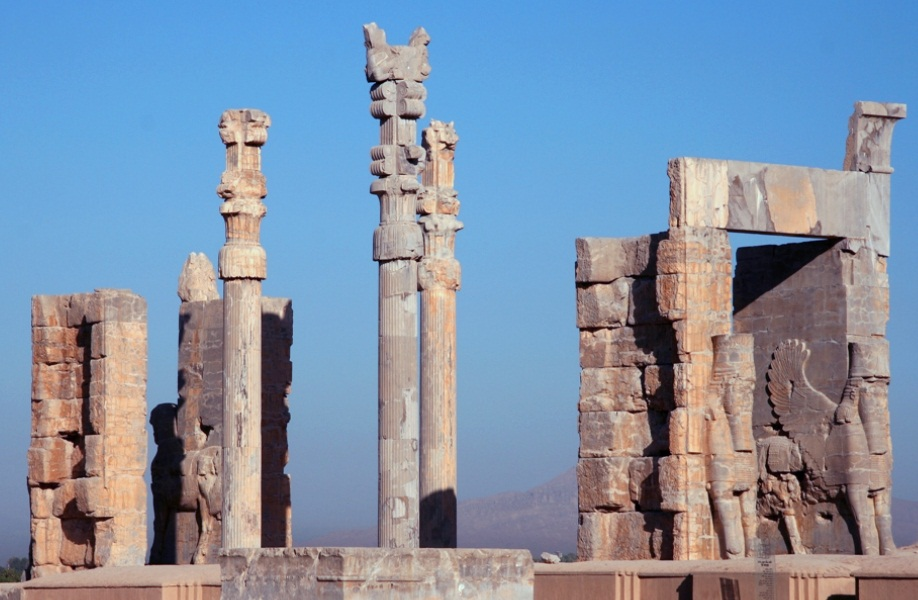
آثار (بوابة كل الأمم) في تخت جمشيد.

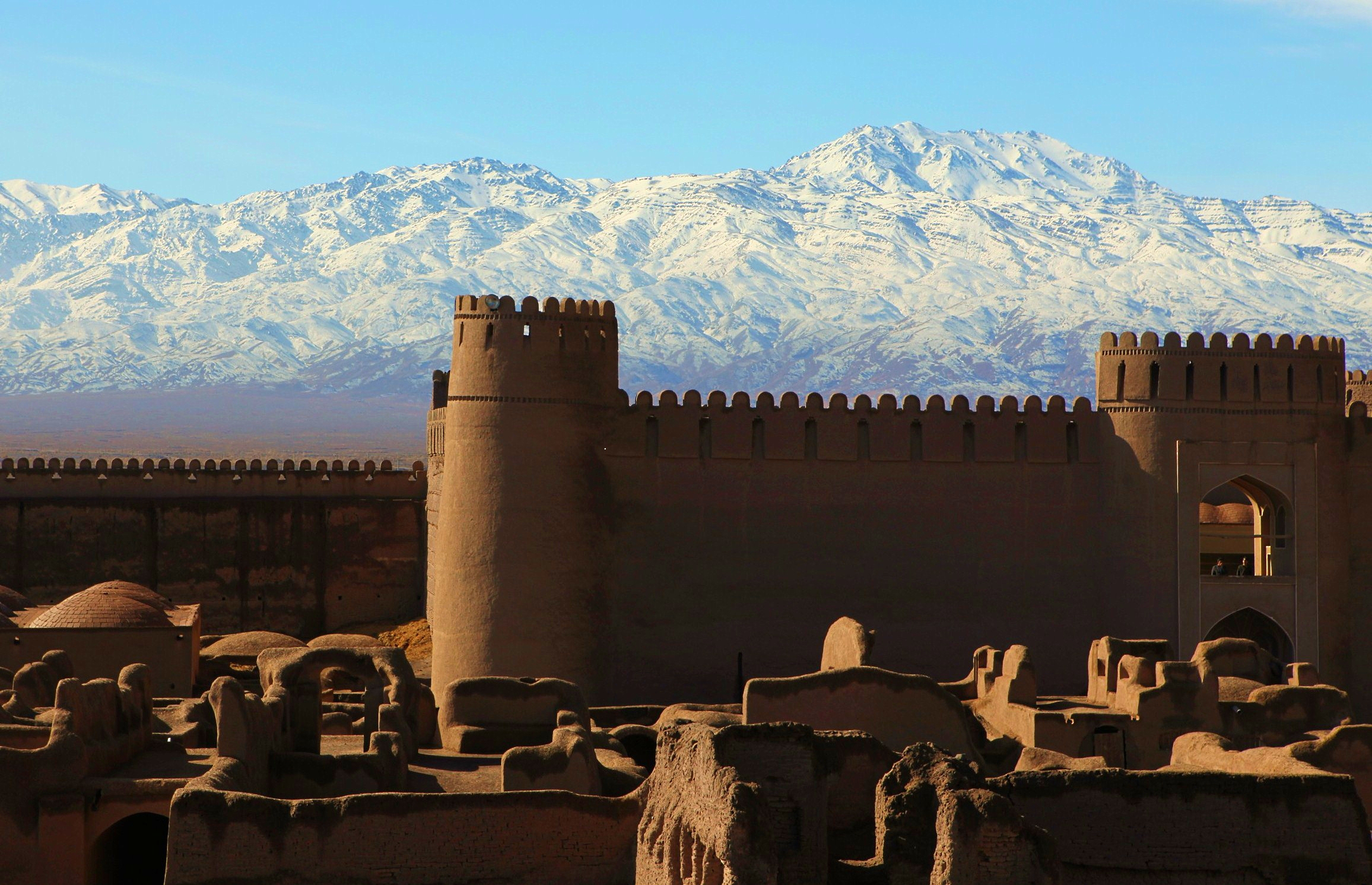
قلعة الراين في كرمان.

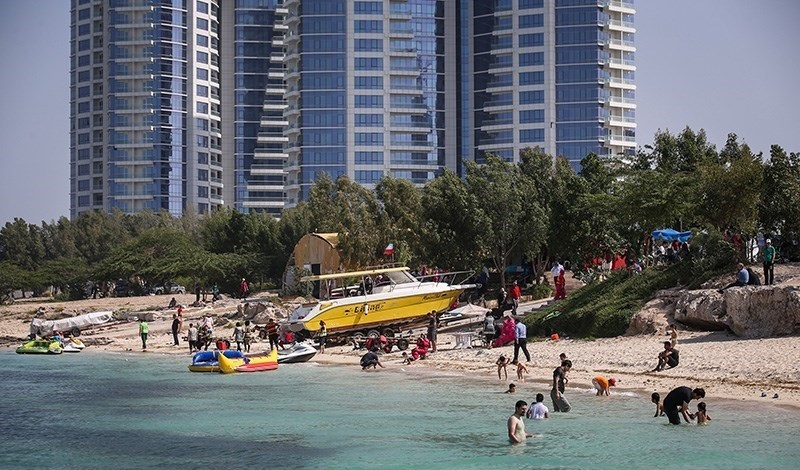
أكثر من مليون سائح يزورون جزيرة كيش كل سنة.

تجذب المناظر الطبيعية في إيران السياح، حيث توفر هذه المناظر مجموعة من الأنشطة من المشي والتزلج في جبال البرز، والاستجمام على شواطئ الخليج العربي وبحر قزوين. وفي السنوات الخمس المقبلة سيجري تنفيذ عدد من المشاريع السياحية وتحسين البنية التحتية في جزيرة كيش الواقعة في الخليج العربي، والتي تجذب حاليا مليون سائح سنويا، ومعظمهم من الإيرانيين.
قبل وقوع الثورة الإسلامية وما تلاها من أحداث الحرب العراقية الإيرانية، تميزت السياحة الإيرانية بوجود أعداد كبيرة من السياح القادمين إلى إيران بسبب طرق الجذب السياحي المتنوعة، وبسبب احتوائها على الروائع الثقافية والمناظر الطبيعية المتنوعة والجميلة والمناسبة لمجموعة واسعة من الأنشطة. تراجعت السياحة كثيرًا خلال الحرب التي وقعت بين إيران والعراق في عام 1980.

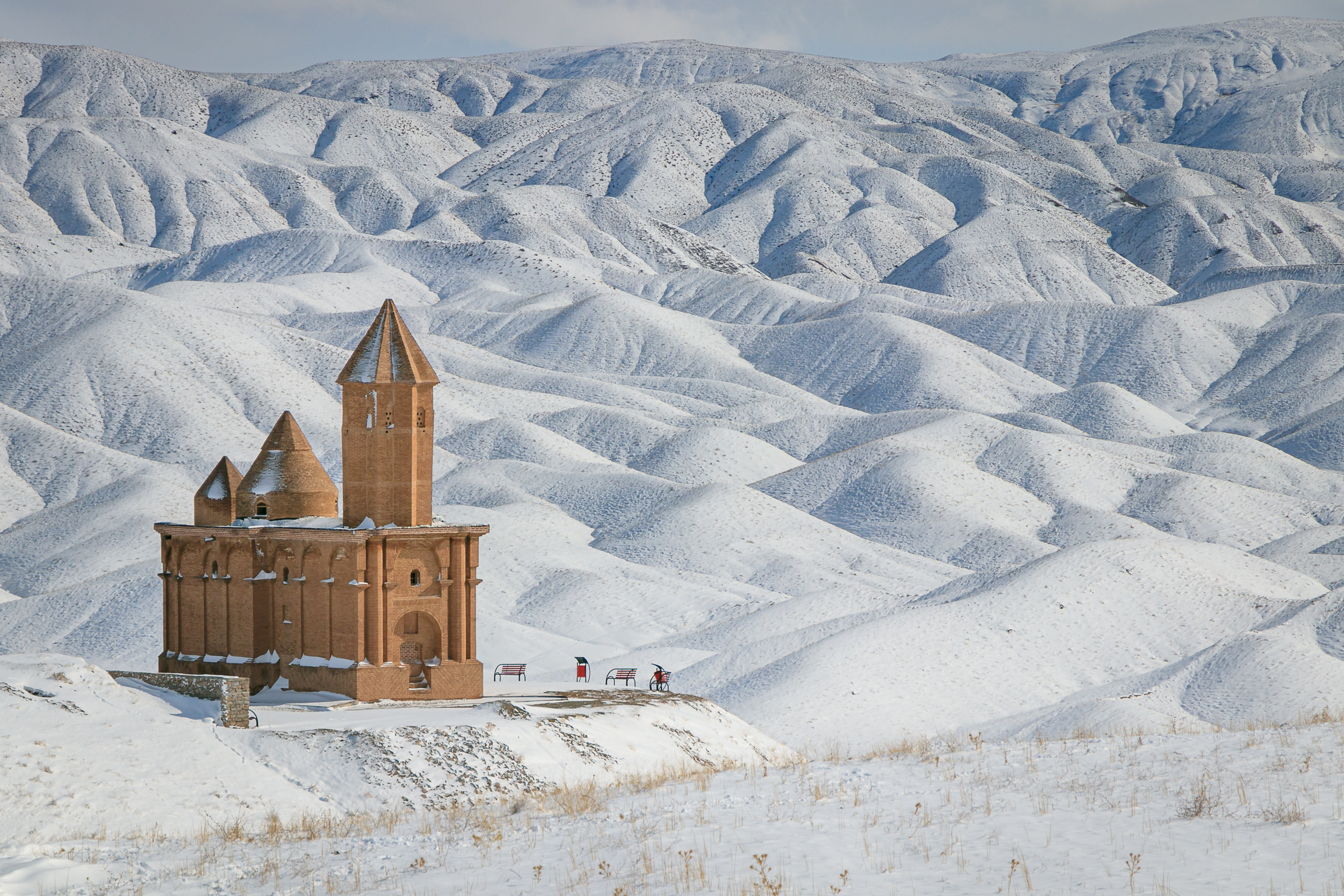
كنيسة سهرقة بمقاطعة شبستر، إيران

منذ وقوع الثورة الإسلامية عام 1979،فإن غالبية الزوار إلى إيران هم الحجاج الدينيين ورجال الأعمال. وتشمل لأرقام الرسمية أولئك الذين يسافرون إلى إيران كرجال الأعمال والقادمين من أجل المتعة وتشمل أيضا عددا كبيرا من المغتربين الإيرانيين العائدين لزيارة اقاربهم وأسرهم في إيران أو لتأدية الحج إلى مواقع بالقرب من مدينة مشهد الشيعية المقدسة وأماكن أخرى. تعتبر السياحة الداخلية في إيران هي واحدة من أكبر السياحات الداخلية في العالم.
على الرغم من التوترات الدولية، تستمر الحكومة في مشاريع قوية لخلق زيادة وارتفاع في أعداد الزائرين ولرفع عائدات السياحة خلال الفترة المقبلة، والحديث عن مشاريع لبناء 100 فندقا إضافية.

### التعليم

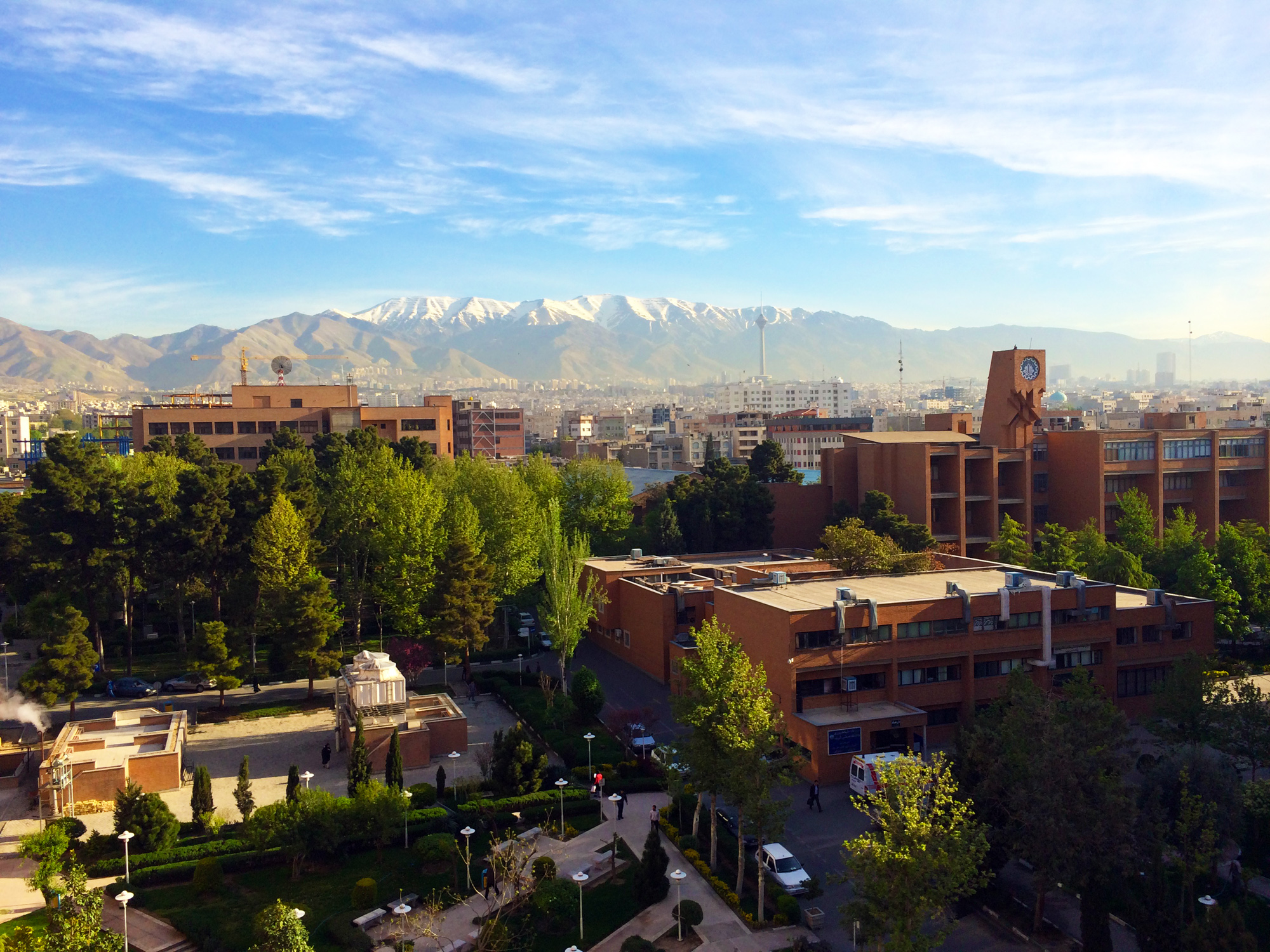
جامعة شريف التكنولوجية، في طهران.

التعليم في إيران مركزي للغاية، فهو يخضع لإشراف وزارة التربية والتعليم، بينما تشرف وزارة العلوم والبحوث والتكنولوجيا على التعليم العالي. وفق اليونسكو، بلغ معدل معرفة القراءة والكتابة في إيران بين الأشخاص الذين تزيد أعمارهم عن 15 قرابة 85.54% وذلك عام 2016، حيث نسبة المتعلمين من الذكور (90.35%) ومن الإناث (80.79%). وفقاً لهذا التقرير، يصل إنفاق الحكومة الإيرانية على التعليم قرابة 4% من الناتج المحلي الإجمالي.
شرط الالتحاق بالتعليم العالي هو الحصول على شهادة الدراسة الثانوية واجتياز امتحان القبول في الجامعات الإيرانية (الكونكور). يلتحق العديد من الطلاب بدورة دراسية مدتها سنة أو سنتين في مدرسة الإعداد للجامعة (piš-dānešgāh). يخضع التعليم العالي في إيران لمستويات مختلفة من الدبلومات، بما في ذلك درجة الدبلوم الجامعي بعد دراسة سنتين وبكالوريوس (أو ليسانس) بعد دراسة أربع سنوات وماجستير بعد دراسة عامين. بعد الماجستير يخضع الطالب لامتحان ترشيح يؤهله لمتابعة برنامج الدكتوراة.
تتضمن قائمة ويبوميتركس لجامعات العالم (اعتبارًا من يناير 2017)، أفضل خمس جامعات في إيران جامعة طهران للعلوم الطبية (المرتبة 478 على مستوى العالم)، وجامعة طهران (المرتبة 514 على مستوى العالم)، وجامعة شريف للتكنولوجيا (المرتبة 605 على مستوى العالم)، و[[جامعة أمير كبير للتكنولوجيا] ]] (المرتبة 726 على مستوى العالم)، وجامعة تربية مدرس (المرتبة 789 على مستوى العالم).
حصلت إيران على المرتبة 62 في مؤشر الابتكار العالمي عام 2023، متقدمة من المركز 67 عام 2020، وتراجعت للمركز 64 في مؤشر عام 2024.

## الاقتصاد

### النفط والطاقة
تحتل إيران المرتبة الرابعة في العالم من حيث حجم الاحتياطي من النفط والغاز. وتعد ثاني أكبر مصدر للنفط في العالم. وفي عام 2005، لكن على الرغم من ذلك أنفقت إيران 4 مليارات دولار على شراء الوقود، وذلك بسبب عدم ترشيد الاستهلاك المنزلي وارتفاع معدلاته. ويبلغ متوسط إنتاج النفط اليومي في إيران أربعة ملايين برميل (640000 M3 / د) في عام 2005، مقارنة مع ذروة بلغت ستة ملايين برميل في اليوم وُصل إليها في عام 1974. وفي السنوات الأولى من القرن العشرين، انخفضت كفاءة البنية التحتية الصناعية على نحو متزايد، بسبب الحصار الاقتصادي الذي أدى إلى تخلف تكنولوجي، وفي عام 2005 حُفرت آبار استكشافية جديدة، حيث عادت وارتفعت معدلات الإنتاج.
في عام 2004، كانت نسبة كبيرة من احتياطي الغاز الطبيعي في إيران غير مستغلة. وأصبحت إيران البلد الثالث في العالم افي تحويل الغاز إلى سوائل بسبب تطويرها تكنولوجيا التحويل محلياً. وبالإضافة إلى ذلك من المحطات الكهرمائية الجديدة وتبسيط التقليدية العاملة بالفحم والنفط تطلق محطات القدرة المركبة إلى 33000 ميجاوات. من هذا المبلغ، واستند نحو 75٪ على الغاز الطبيعي، و18٪ على النفط، و7٪ على الطاقة الكهرومائية. في عام 2004، افتتحت إيران أول محطات طاقة الرياح والطاقة الحرارية الأرضية التي تعمل بالطاقة، وأول محطة الطاقة الشمسية الحرارية هو أن تأتي عبر الإنترنت في عام 2009.
تسبب التوسع الديموغرافي وتسارع عمليات التصنيع في تكثيف الطلب على الطاقة الكهربائية التي نمت بنسبة 8٪ سنويا. هدف الحكومة من 53000 ميغاواط من القدرة المركبة بحلول عام 2010 هي التي وُصل إليها من خلال الجمع على خط محطات تعمل بالغاز الجديدة وذلك بإضافة توليد الطاقة الكهرومائية، وطاقة نووية لتوليد الطاقة. عبر تشغيل أول محطة إيرانية للطاقة النووية في بوشهر في عام 2011.

### الإحصاءات

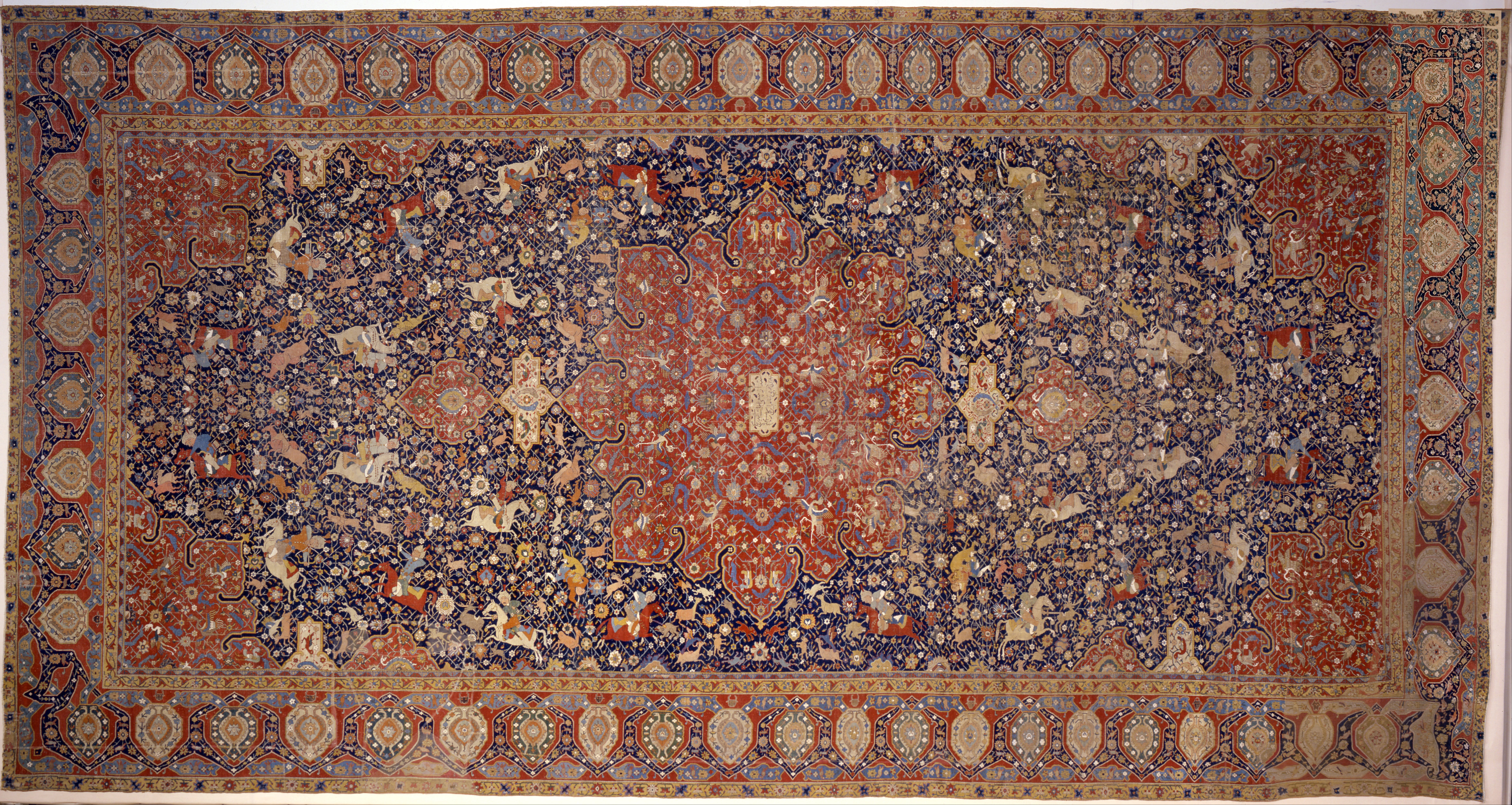
يقدر عدد النساجين العاملين في إيران ب 1.2 مليون عامل ويصنعون وينتجون السجاد للأسواق المحلية وكذلك لأجل التصدير للأسواق العالمية.

تشير الإحصاءات إلى أن عدد الوحدات الصناعية التي يزيد عدد عمالها عن عشرة أفراد تبلغ نحو 11 ألف وحدة؛ منها:
- 16% في مجال صناعة المواد الغذائية والمشروبات.
- و15.7% في مجال صناعة النسيج والملابس الجاهزة والجلود.
- و17.1% في مجال العِدد والآلات والمعدات المعدنية.

ويبلغ عدد العمال في الورش التي تستخدم أقل من عشرة أفراد مليون و500 ألف عامل، ومع تشجيع الحكومة الإيرانية للاستثمار الصناعي أنشئ في المدة 1990–1995 8800 مشروع، استطاع توفير أكثر من 227 ألف فرصة عمل. وقامت الحكومة خلال خطة التنمية الأولى بالاهتمام بالصناعات الثقيلة،
فوصل إنتاج الآلات الثقيلة من صفر إلى خمسة آلاف آلة عام 1995،
ومن 10 آلاف جرار إلى 20 ألف جرار،
وزاد إنتاج صناعة البتروكيماويات من 55.25 ألف طن عام 1989 إلى 107 آلاف طن عام 1995،
وزاد إنتاج سيارات الكروب خلال نفس الفترة من 13 ألفًا و600 سيارة إلى 74 ألفًا و800 سيارة،
وزاد إنتاج الأسمنت من 12.2 مليون طن إلى 16.9 مليون طن.

### المعادن
أيضًا قطاع المعادن والفلزات قطاع متقدم، بلغ نمو هذا القطاع خلال الفترة من 89-1995 نحو 32% في مجال الفلزات، و19% في مجال المعادن،
وارتفع إنتاج الفلزات من 1.34 مليون طن عام 1989 إلى 4.34 ملايين طن عام 1995
والألمنيوم من 28 ألف طن إلى 111 ألف طن.

### الإنتاج

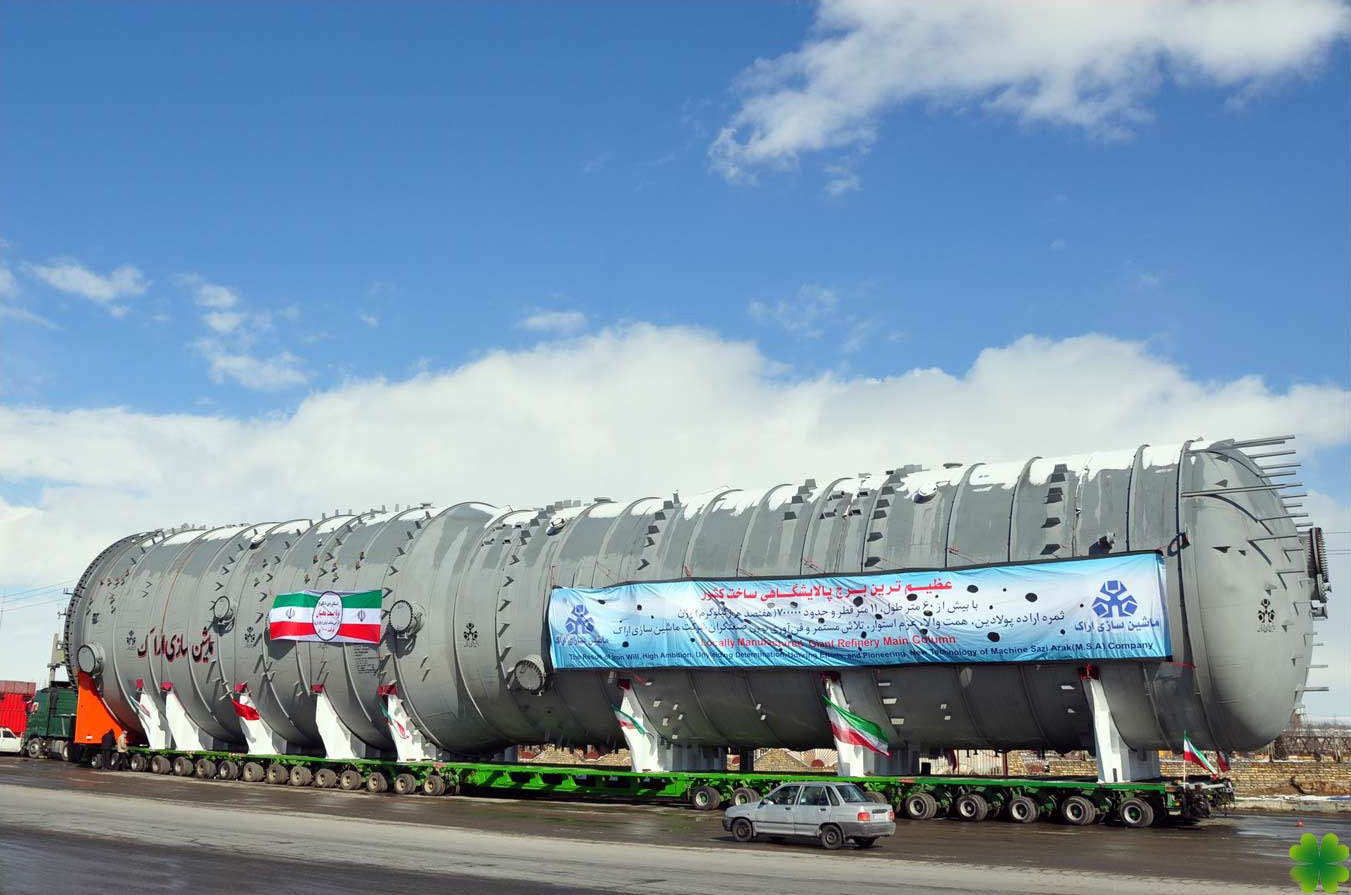
برج التقطير العملاق لمصفاة المصنعة في شركة ماشین‌سازی اراک

يعاني الاقتصاد الإيراني من عدة مشاكل شأنه في ذلك شأن العديد من البلاد النامية ومن أبرزها الآتي:
- وصول معدل التضخم إلى نحو 40% في بعض القطاعات.
- البطالة 14.6% في ظل مجتمع يشكل الشباب دون الـ24 عاماً، أكثر من نصف سكانه (37 مليونًا من أصل 62 مليونًا) حسب إحصاءات عام 2010.
- وصول الديون الخارجية إلى 20.5 مليار دولار.[187]
- يشهد الريال الإيراني تراجعًا في السوق الموازية، فالعملة الوطنية انتقلت خلال سنة من 5000 ريال للدولار الواحد إلى 8500 ريال في نهاية مايو 1999.

### صناعة السيارات
نجحت إيران في احتلال المركز الثاني عشر في قائمة الدول المصنعة للسيارات في عام 2009 برقم إنتاج بلغ 1,395,471 سيارة. ووفقاً لتقرير صادر عن المنظمة الدولية لمصنعي السيارات (OICA) ارتفع حجم إنتاج السيارات في إيران في العام الماضي بنسبة 9.5 بالمائة، ما تمخض عن احتلالها المركز الخامس في قائمة الدول الأعضاء في المنظمة التي شهدت ارتفاعا في حجم إنتاجها للسيارات.

### فهرسة المراجع
بِاللُغتين العربيَّة والفارسيَّة
1. ↑  "Surface water and surface water change" منظمة التعاون الاقتصادي والتنمية نسخة محفوظة 2024-06-30 على موقع واي باك مشين.
2. ↑  "دستور إيران". مؤرشف من الأصل في 4 يوليو 2010. اطلع عليه بتاريخ 25 فبراير، 2008. {{استشهاد ويب}}: تحقق من التاريخ في: |تاريخ الوصول= (مساعدة)
3. ↑  "Iran "تقدير عدد السكان في إيران حسب المحافظات عام ٢٠٢٤"". www.iranopendata.org/fa/ بيانات إيران المفتوحة (بالفارسية). 2024. مؤرشف من الأصل في 2025-05-08.
4. ↑  "Total Population by Country 2025" (بالإنجليزية). Retrieved 2025-07-11.
5. 1 2 3 4 5 6 7 8 9 10 11 12 13 14 15 16  . قاعدة بيانات البنك الدولي. {{استشهاد ويب}}: الوسيط |title= غير موجود أو فارغ (من ويكي بيانات) (مساعدة) والوسيط |مسار= غير موجود أو فارع (مساعدة)
6. ↑  "Demographic and socio-economic" [en] (بالإنجليزية). Archived from the original on 2019-06-10.
7. ↑  "CIA World Factbook – Iran". مؤرشف من الأصل في 2019-04-30.
8. 1 2  Encyclopedia Britannica; Article: Media ancient region, Iran.
9. ↑  أندرو ج. نيومان، Safavid Iran: Rebirth of a Persian Empire, I. B. Tauris (30 مارس، 2006)
10. 1 2 3 4  ""World Economic Outlook Database, April 2025 Edition. (Iran)"". IMF صندوق النقد الدولي (بالإنجليزية). 22 Apr 2025. Archived from the original on 2025-07-06. Retrieved 2025-06-14.
11. ↑  "https://www.imf.org/external/datamapper/NGDP_RPCH@WEO?year=2016" [en] (بالإنجليزية). Archived from the original on 2019-04-04. {{استشهاد ويب}}: روابط خارجية في |عنوان= (help)
12. ↑  "Total reserves (includes gold, current US$) / Data" [en]. قاعدة بيانات البنك الدولي (بالإنجليزية). البنك الدولي. Archived from the original on 2019-06-12. Retrieved 2019-05-01.
13. ↑  ""Gini Index coefficient"". كتاب حقائق العالم. مؤرشف من الأصل في 2025-05-28. اطلع عليه بتاريخ 2025-06-14.
14. ↑  موقع برنامج الأمم المتحدة الإنمائي 6 مايو 2025 نسخة محفوظة 2025-06-07 على موقع واي باك مشين.
15. ↑  "https://www.imf.org/external/datamapper/PCPIEPCH@WEO?year=2016" [en] (بالإنجليزية). Archived from the original on 2019-04-04. {{استشهاد ويب}}: روابط خارجية في |عنوان= (help)
16. 1 2 3  "International Numbering Resources Database" (بالإنجليزية). Retrieved 2016-07-08.
17. ↑  وزارة الشؤون الخارجية - الجمهورية الإسلامية الإيرانية نسخة محفوظة 24 أغسطس 2017 على موقع واي باك مشين.
18. ↑  المركز الإعلامي لمكتب رئاسة الجمهورية الإسلامية الإيرانية نسخة محفوظة 24 مايو 2019 على موقع واي باك مشين.
19. ↑  مقالة إيران في الموسوعة العربية نسخة محفوظة 19 فبراير 2018 على موقع واي باك مشين.: "الجمهورية الإسلامية الإيرانية (1979-..): كان وصول آية الله الخميني إلى طهران..."، "وأيّد استفتاء شعبي في31 آذار 1979 قيام الجمهورية الإسلامية الإيرانية (98٪ من المقترعين)..." "نسخة مؤرشفة". مؤرشف من الأصل في 2018-02-19. اطلع عليه بتاريخ 2018-01-04.
20. ↑  "موقع المخابرات الأمريكية الرسمي". مؤرشف من الأصل في 2021-09-01.
21. ↑  The Committee Office, House of Commons. "Select Committee on Foreign Affairs, Eighth Report, Iran". Publications.parliament.uk. مؤرشف من الأصل في 2018-09-15. اطلع عليه بتاريخ 2011-06-18.
22. ↑  Iran @ 2000 and Beyond lecture series, opening address, W. Herbert Hunt, 18 May 2000[وصلة مكسورة]. Retrieved 1 October 2007. نسخة محفوظة 03 يناير 2010 على موقع واي باك مشين.
23. 1 2  CIA World Factbook. "Iran". مؤرشف من الأصل في 2019-04-30. اطلع عليه بتاريخ 2012-08-07.
24. ↑  Lowell Barrington, Michael J. Bosia, Kathleen Bruhn, "Comparative Politics: Structures and Choices", Cengage Learning, 2009. Excerpt from page 34: "Like China, Iran is home to one of the world's oldest civilizations"
25. ↑  Encyclopædia Britannica. "Encyclopædia Britannica Encyclopedia Article: Media ancient region, Iran". Britannica.com. مؤرشف من الأصل في 2015-05-09. اطلع عليه بتاريخ 2010-08-25.
26. ↑  "Ahmad Ashraf, "Iranian Identity" in Encyclopaedia Iranica". Iranicaonline.org. 15 ديسمبر 2006. مؤرشف من الأصل في 2019-05-17. اطلع عليه بتاريخ 2011-09-14.
27. ↑  B. Spuler, "The Disintegration of the Caliphate in the East", in the Cambridge History of Islam, Vol. IA: The Central islamic Lands from Pre-Islamic Times to the First World War, ed. by P.M. Holt, Ann K.S. Lambton, and Bernard Lewis (Cambridge: Cambridge University Press, 1970). pg 147: One of the effects of the renaissance of the Persian spirit evoked by this work was that the Ghaznavids were also Persianized and thereby became a Persian dynasty.
28. ↑  Grousset, Rene, The Empire of the Steppes, (Rutgers University Press, 1991), 161,164; "..renewed the Seljuk attempt to found a great Turko-Persian empire in eastern Iran..", "It is to be noted that the Seljuks, those Turkomans who became sultans of Persia, did not Turkify Persia-no doubt because they did not wish to do so. On the contrary, it was they who voluntarily became Persians and who, in the manner of the great old Sassanid kings, strove to protect the Iranian populations from the plundering of Ghuzz bands and save Iranian culture from the Turkoman menace."
29. ↑  Bosworth, C.E.; Hillenbrand, R.; Rogers, J.M.; Blois, F.C. de; Bosworth, C.E.; Darley-Doran, R.E., Saldjukids, Encyclopaedia of Islam. Edited by: P. Bearman, Th. Bianquis, C.E. Bosworth, E. van Donzel and W.P. Heinrichs. Brill, 2009. Brill Online: “Culturally, the constituting of the Seljuq Empire marked a further step in the dethronement of Arabic from being the sole lingua franca of educated and polite society in the Middle East. Coming as they did through a Transoxania which was still substantially Iranian and into Persia proper, the Seljuqs with no high-level Turkish cultural or literary heritage of their own – took over that of Persia, so that the Persian language became the administration and culture in their land of Persia and Anatolia. The Persian culture of the Rum Seljuqs was particularly splendid, and it was only gradually that Turkish emerged there as a parallel language in the field of government and adab; the Persian imprint in Ottoman civilization was to remain strong until the 19th century. "
30. ↑  Ross E. Dunn, "The adventures of Ibn Battuta, a Muslim traveler of the fourteenth century", University of California Press, 1986. pg 144: "Indeed, under Ilkhanid sovereignty the high culutre of eastern and central Anatolia became more Persianized than ever before"
31. ↑  Maria Subtelny, "Timurids in Transition", BRILL; illustrated edition (30 September 2007). pg 40: "Nevertheless, in the complex process of transition, members of the Timurid dynasty and their Turko-Mongolian supporters became acculturate by the surrounding Persinate millieu adopting Persian cultural models and tastes and acting as patrons of Persian culture, painting, architecture and music." pg 41: "The last members of the dynasty, notably Sultan-Abu Sa'id and Sultan-Husain, in fact came to be regarded as ideal Perso-Islamic rulers who develoted as much attention to agricultural development as they did to fostering Persianate court culture."
32. ↑  Andrew J. Newman, Safavid Iran: Rebirth of a Persian Empire, I. B. Tauris (30 March 2006)
33. ↑  R.M. Savory, Safavids, دائرة المعارف الإسلامية، 2nd edition
34. 1 2  "The Islamic World to 1600". Ucalgary.ca. مؤرشف من الأصل في 2013-10-28. اطلع عليه بتاريخ 2013-06-21.
35. 1 2  "Iran". Encyclopædia Britannica. Encyclopædia Britannica. 2012. مؤرشف من الأصل في 2018-06-14. اطلع عليه بتاريخ 2012-08-08.
36. 1 2  "20th-century international relations". Britannica.com. 8 ديسمبر 1987. مؤرشف من الأصل في 2007-12-15. اطلع عليه بتاريخ 2013-06-21.
37. ↑  "قانون اساسی جمهوری اسلامی ایران - ویکی‌نبشته". web.archive.org. 10 أبريل 2008. مؤرشف من الأصل في 2008-04-10. اطلع عليه بتاريخ 2022-07-04.{{استشهاد ويب}}:  صيانة الاستشهاد: BOT: original URL status unknown (link)
38. ↑  "Iran | Freedom House". web.archive.org. 30 أبريل 2019. مؤرشف من الأصل في 2019-04-30. اطلع عليه بتاريخ 2022-07-04.
39. ↑  International, Amnesty (11 Mar 2019). "Nasrin Sotoudeh sentenced to 33 years and 148 lashes in Iran". Amnesty International (بالإنجليزية). Archived from the original on 2022-04-29. Retrieved 2022-07-04.
40. ↑  "Women's Rights in Iran". Human Rights Watch (بالإنجليزية). 28 Oct 2015. Archived from the original on 2022-06-05. Retrieved 2022-07-04.
41. ↑  sarahashashamnestyorg (24 Jan 2019). "2018 will go down in history as a year of shame for Iran". Amnesty International (بالإنجليزية). Archived from the original on 2022-05-08. Retrieved 2022-07-04.
42. ↑  "Iran's Strategy in the Strait of Hormuz | The Diplomat". web.archive.org. 8 ديسمبر 2015. مؤرشف من الأصل في 2015-12-08. اطلع عليه بتاريخ 2022-07-04.{{استشهاد ويب}}:  صيانة الاستشهاد: BOT: original URL status unknown (link)
43. ↑  "قانون أساسي جمهوري إسلامي إيران" (بالفارسية). مؤرشف من الأصل في 2020-04-07. اطلع عليه بتاريخ 2008-01-23.
44. ↑  "Iran discovers new oil field with over 50 billion barrels". AP NEWS (بالإنجليزية). 20 Apr 2021. Archived from the original on 2022-04-06. Retrieved 2022-07-04.
45. ↑  Centre, UNESCO World Heritage. "UNESCO World Heritage Centre - World Heritage List". UNESCO World Heritage Centre (بالإنجليزية). Archived from the original on 2022-07-04. Retrieved 2022-07-04.
46. ↑  Aḥmad (1376 [1997 or 1998]). Tārīkh-i adabīyāt-i Īrān-i pīsh az Islām (ط. Chāp-i 1). Tihrān: Intishārāt-i Sukhan. ISBN:964-5983-14-2. OCLC:51316738. مؤرشف من الأصل في 4 يوليو 2022. {{استشهاد بكتاب}}: تحقق من التاريخ في: |تاريخ= (مساعدة)
47. ↑  معجم المساعد، أنستانس الكرملي، ج2، ص91
48. ↑  D. N. Mackenzie (15 ديسمبر 1998). "Ērān, Ērānšahr". Encyclopaedia Iranica. iranicaonline.org. مؤرشف من الأصل في 2019-05-17. اطلع عليه بتاريخ 2010-08-25.
49. ↑  Iransaga, "Persia or Iran, a brief history". نسخة محفوظة 10 أكتوبر 2017 على موقع واي باك مشين.
50. ↑  Iranian.ws, Iranian & Persian Art. نسخة محفوظة 15 أبريل 2016 على موقع واي باك مشين.
51. ↑  "Iran-Location, size, and extent". Nationsencyclopedia.com. 7 فبراير 2011. مؤرشف من الأصل في 2018-12-11. اطلع عليه بتاريخ 2011-06-18.
52. ↑  "CIA – The World Factbook". Cia.gov. مؤرشف من الأصل في 2019-05-07. اطلع عليه بتاريخ 2012-04-07.
53. ↑  "SurfWax: News, Reviews and Articles On Hindu Kush". News.surfwax.com. مؤرشف من الأصل في 2011-07-21. اطلع عليه بتاريخ 2011-06-18.[وصلة مكسورة]
54. ↑  Nature & Mountains of Iran نسخة محفوظة 22 نوفمبر 2007 على موقع واي باك مشين.. Retrieved 25 February 2008. "نسخة مؤرشفة". مؤرشف من الأصل في 2008-08-03. اطلع عليه بتاريخ 2013-02-04.
55. 1 2 3  "Iran- Current Information". My.simmons.edu. مؤرشف من الأصل في 2011-07-27. اطلع عليه بتاريخ 2011-06-18.
56. ↑  Guggisberg, C.A.W. (1961). Simba: The Life of the Lion. Howard Timmins, Cape Town.
57. ↑  "موقع قناة الجزيرة، الاحتلال الإيراني للجزر الإماراتية". موقع قناة الجزيرة. 23 مايو 2024. مؤرشف من الأصل في 2024-06-10.
58. ↑  "موقع صيد الفوائد، الأحواز.. قضية العرب المنسية". موقع صيد الفوائد. 23 مايو 2024. مؤرشف من الأصل في 2023-12-18.
59. ↑  U.S. Central Intelligence Agency (15 أبريل 2008). "CIA – The World Factbook -- Iran". U.S. Central Intelligence Agency. مؤرشف من الأصل في 2019-04-30. اطلع عليه بتاريخ 2008-04-18.
60. ↑  الشرق الأوسط الحديث : تاريخ سياسي منذ الحرب العالمية الأولى للمؤلف مهران كامراوا الصفحة 29 نسخة محفوظة 05 أبريل 2015 على موقع واي باك مشين.
61. ↑  Shaul Shaked, From Zoroastrian Iran to Islam, 1995; and Henry Corbin, En Islam Iranien: Aspects spirituels et philosophiques (4 vols.), Gallimard, 1971-3.
62. ↑  Shaul Shaked, From Zoroastrian Iran to Islam, 1995; and Henry Corbin, En Islam Iranien: Aspects spirituels et philosophiques (4 vols.), Gallimard,
63. ↑  إيران-وكالة الاستخبارات المركزية الأميركية نسخة محفوظة 27 فبراير 2018 على موقع واي باك مشين.
64. ↑  الدكتور سعد محمد بن نامي، إيران: 20 مليون نسمة يمثلون أهل السنة والجماعة! جريدة الرياض، الجمعه 25 ذي القعدة 1430هـ - 13 نوفمبر 2009م - العدد 15117
65. ↑  Miller، Duane Alexander (2015). "Power, Personalities and Politics: The Growth of Iranian Christianity since 1979". Mission Studies. ج. 32 ع. 1: 66–86. مؤرشف من الأصل في 2019-05-02. اطلع عليه بتاريخ 2015-08-18.
66. ↑  (www.dw.com), Deutsche Welle. "What it's like to be a Christian in Iran | DW | 25.01.2016". DW.COM (بالإنجليزية). Archived from the original on 2019-05-02. Retrieved 2018-04-11.
67. ↑  Islamic Clerics Warn Against Spread of Christianity in the Most Islamic City in Iran Islamic Clerics Warn Against Spread of Christianity in the Most Islamic City in Iran نسخة محفوظة 26 يناير 2018 على موقع واي باك مشين.
68. ↑  Iranian Youths Mass Converting to Christianity Despite Islamic Indoctrination, Government's Efforts نسخة محفوظة 08 فبراير 2018 على موقع واي باك مشين.
69. ↑  LIVING AMONG THE BREAKAGE: CONTEXTUAL THEOLOGY-MAKING AND EX-MUSLIM CHRISTIANS نسخة محفوظة 10 أغسطس 2018 على موقع واي باك مشين.
70. ↑  Believers in Christ from a Muslim Background: A Global Census نسخة محفوظة 31 يناير 2017 على موقع واي باك مشين.
71. ↑  Jews in Islamic Countries: Iran نسخة محفوظة 4 يونيو 2019 على موقع واي باك مشين.
72. ↑  "Iran Index of Religion". About.com. مؤرشف من الأصل في 2014-08-21.
73. ↑  "Iran Holidays 2013". Q++ Studio. مؤرشف من الأصل في 2015-04-24.
74. ↑  Biglari، Fereidoun. "Ganj Par: The first evidence for Lower Paleolithic occupation in the Southern Caspian Basin, Iran". Antiquity. مؤرشف من الأصل في 2017-10-11. اطلع عليه بتاريخ 2011-04-27. {{استشهاد ويب}}: الوسيط author-name-list parameters تكرر أكثر من مرة (مساعدة)
75. ↑  Pbase.com. Retrieved 27 March 2008 نسخة محفوظة 15 سبتمبر 2018 على موقع واي باك مشين.
76. ↑  J. D. Vigne, J. Peters and D. Helmer, First Steps of Animal Domestication, Proceedings of the 9th Conference of the International Council of Archaeozoology, Durham, August 2002, ISBN 1-84217-121-6
77. ↑  Excavations at Chogha Bonut: The earliest village in Susiana, Irant, by Abbas Alizadeh – The Oriental Institute and the Department of Near Eastern Languages and Civilizations The University of Chicago "نسخة مؤرشفة". مؤرشف من الأصل في 2014-01-29. اطلع عليه بتاريخ 2013-02-06.
78. ↑  Hole، Frank (20 يوليو 2004). "NEOLITHIC AGE IN IRAN". Encyclopedia Iranica. Encyclopaedia Iranica Foundation. مؤرشف من الأصل في 2019-05-17. اطلع عليه بتاريخ 2012-08-09.
79. ↑  Ancient Near Eastern art by Dominique Collon نسخة محفوظة 16 يناير 2018 على موقع واي باك مشين.
80. ↑  K. Kris Hirst. "Chogha Mish (Iran)". مؤرشف من الأصل في 2015-10-15.
81. ↑  Xinhua, "New evidence: modern civilization began in Iran", 10 Aug 2007. Retrieved 1 October 2007. نسخة محفوظة 27 ديسمبر 2016 على موقع واي باك مشين.
82. ↑  The Archaeology of Elam: Formation and Transformation of an Ancient Iranian State – by D. T. Potts, Cambridge University Press, 29/07/1999 – pp. 45-46 – ISBN 0-521-56358-5 hardback
83. ↑  Xinhua, "New evidence: modern civilization began in Iran", 10 August 2007. Retrieved 1 October 2007. نسخة محفوظة 27 ديسمبر 2016 على موقع واي باك مشين.
84. ↑  Iran Daily, "Panorama", 3 March 2007. Retrieved 1 October 2007. نسخة محفوظة 18 فبراير 2020 على موقع واي باك مشين.
85. ↑  Iranian.ws, "Archaeologists: Modern civilization began in Iran based on new evidence", 12 August 2007. Retrieved 1 October 2007.نسخة محفوظة 26 أغسطس 2017 على موقع واي باك مشين.
86. ↑  "Ancient Scripts:Elamite". 1996. مؤرشف من الأصل في 2018-10-12. اطلع عليه بتاريخ 2011-04-28.
87. ↑  Basu, Dipak. "Death of the Aryan Invasion Theory". iVarta.com. Archived from the original on 29 October 2012. Retrieved 6 May 2013.
88. ↑  Afary, Janet; Peter William Avery; Khosrow Mostofi. "Iran (Ethnic Groups)". Encyclopædia Britannica. Retrieved 28 April 2011.
89. ↑  Cory Panshin. "The Palaeolithic Indo-Europeans". Panshin.com. Archived from the original on 29 June 2013. Retrieved 21 June 2013.
90. 1 2  Roux, Georges (1992). Ancient Iraq. Penguin Adult. ISBN 978-0-14-193825-7.
91. ↑  "Median Empire". Iran Chamber Society. 2001. Archived from the original on 14 May 2011. Retrieved 29 April 2011.
92. ↑  "Maka". Livius.org. 26 نوفمبر 2008. مؤرشف من الأصل في 2014-02-27. اطلع عليه بتاريخ 2014-07-23.
93. ↑  "Greco-Persian Wars". Encyclopedia Britannica. مؤرشف من الأصل في 2015-05-04. اطلع عليه بتاريخ 2011-04-29.
94. ↑  Schmitt، Rüdiger. "Achaemenid dynasty". Encyclopaedia Iranica. Routledge & Kegan Paul. ج. vol. 3. مؤرشف من الأصل في 2012-01-22. {{استشهاد بموسوعة}}: |المجلد= يحوي نصًّا زائدًا (مساعدة)[وصلة مكسورة]
95. ↑  Jakobsson، Jens (2004). "Seleucid Empire". Iran Chamber Society. مؤرشف من الأصل في 2018-10-20. اطلع عليه بتاريخ 2011-04-29.
96. ↑  "Sassanid Empire". Iran Chamber Society. مؤرشف من الأصل في 2018-10-21. اطلع عليه بتاريخ 2011-04-29.
97. 1 2  تاریخ كامل ایران، دكتر عبد الله رازی، چاپ چهارم، 13۴۷.
98. ↑  «Kingship ii. Parthian Period». بایگانی‌شده از اصلی در ۲۰۲۰-۱۲-۳۱. دریافت‌شده در ۲۰۲۰-۱۲-۳۱.
99. 1 2  "IRAN ii. IRANIAN HISTORY (1) Pre-Islamic Times – Encyclopaedia Iranica". مؤرشف من الأصل في 2021-04-30. اطلع عليه بتاريخ 2022-11-07.{{استشهاد ويب}}:  صيانة الاستشهاد: BOT: original URL status unknown (link)
100. ↑  Green, Tamara M. (1992), The City of the Moon God: Religious Traditions of Harran, BRILL, ISBN 978-90-04-09513-7.
101. ↑  George Liska (1998). Expanding Realism: The Historical Dimension of World Politics. Rowman & Littlefield Pub Incorporated. ص. 170. ISBN:978-0-8476-8680-3. مؤرشف من الأصل في 2021-09-23.
102. ↑  "The Rise and Spread of Islam, The Arab Empire of the Umayyads -Weakness of the Adversary Empires". Occawlonline.pearsoned.com. مؤرشف من الأصل في 2012-07-09. اطلع عليه بتاريخ 2013-06-21.
103. ↑  Richard Nelson Frye (26 يونيو 1975). The Cambridge History of Iran. Cambridge University Press. ج. 4. ص. 396. ISBN:978-0-521-20093-6. مؤرشف من الأصل في 2019-04-11. اطلع عليه بتاريخ 2013-06-21.
104. ↑  H. Patrick Glenn, Legal Traditions of the World. مطبعة جامعة أكسفورد، 2007, pg. 218–219.
105. ↑  "The Arab Empire of the Umayyads – Converts and "People of the Book"". Occawlonline.pearsoned.com. مؤرشف من الأصل في 2012-07-09. اطلع عليه بتاريخ 2013-06-21.
106. ↑  "Islamic History: The Abbasid Dynasty". Religion Facts. مؤرشف من الأصل في 2015-03-26. اطلع عليه بتاريخ 2011-04-30.
107. ↑  Hooker، Richard (1996). "The Abbasid Dynasty". Washington State University. مؤرشف من الأصل في 2011-06-29. اطلع عليه بتاريخ 2011-06-17.
108. ↑  Joel Carmichael (1967). The Shaping of the Arabs. ص. 235. مؤرشف من الأصل في 2019-07-06. اطلع عليه بتاريخ 2013-06-21. Abu Muslim, the Persian general and popular leader
109. ↑  Frye، Richard Nelson (1960). Iran (ط. 2, revised). G. Allen & Unwin. ص. 47. مؤرشف من الأصل في 2019-07-10. اطلع عليه بتاريخ 2013-06-23. A Persian Muslim called Abu Muslim.
110. ↑  Richard Nelson Frye (26 يونيو 1975). The Cambridge History of Iran. Cambridge University Press. ج. 4. ص. 90. ISBN:978-0-521-20093-6. مؤرشف من الأصل في 2019-04-11. اطلع عليه بتاريخ 2013-06-23.
111. 1 2  Gene R. Garthwaite (15 أبريل 2008). The Persians. Wiley. ISBN:978-1-4051-4400-1.
112. ↑  "Safavid Empire (1501–1722)". BBC Religion. BBC. 7 سبتمبر 2009. مؤرشف من الأصل في 2019-04-27. اطلع عليه بتاريخ 2011-06-20.
113. 1 2 3  Steven R. Ward (2009). Immortal: A Military History of Iran and Its Armed Forces. Georgetown University Press. ص. 39. ISBN:978-1-58901-587-6. مؤرشف من الأصل في 2019-07-03. اطلع عليه بتاريخ 2013-06-21.
114. ↑  Muhammad Ali ibn Abd al-Bayg ign Ali Quli Jabbadar? (mid-1700's). Shah Invades India.htm "Nadir Shah at the sack of Delhi". مؤرشف من الأصل في 2 ديسمبر 2013. {{استشهاد ويب}}: تحقق من التاريخ في: |تاريخ= (مساعدة) وتحقق من قيمة |مسار أرشيف= (مساعدة)
115. ↑  Axworthy, Door Michael (2006). The Sword of Persia: Nader Shah, from Tribal Warrior to Conquering Tyrant. ISBN:9780857721938. مؤرشف من الأصل في 2019-07-08. اطلع عليه بتاريخ 2014-05-27.
116. ↑  Yeroushalmi، David (2009). The Jews of Iran in the nineteenth century: aspects of history, community. BRILL. ص. 327. ISBN:90-04-15288-1. مؤرشف من الأصل في 2017-10-12.
117. ↑  "Islamic Revolution of 1979". Iranchamber.com. مؤرشف من الأصل في 2018-10-21. اطلع عليه بتاريخ 2011-06-18.
118. ↑  Islamic Revolution of Iran. إنكارتا. مؤرشف من الأصل في 2009-10-31. اطلع عليه بتاريخ 2011-06-19.
119. ↑  Fereydoun Hoveyda, The Shah and the Ayatollah: Iranian Mythology and Islamic Revolution ISBN 0-275-97858-3, Praeger Publishers
120. ↑  "The Iranian Revolution". Fsmitha.com. 22 مارس 1963. مؤرشف من الأصل في 2019-05-02. اطلع عليه بتاريخ 2011-06-18.
121. ↑  Iran and the Surrounding World: Interactions in Culture and Cultural Politics. University of Washington Press. 2002. ص. 206. ISBN:978-0295982069.
122. ↑  Jahangir Amuzegar (1991). The Dynamics of the Iranian Revolution: The Pahlavis' Triumph and Tragedy. SUNY Press. ص. 4, 9–12. ISBN:978-0-7914-9483-7. مؤرشف من الأصل في 2017-10-12. اطلع عليه بتاريخ 2013-06-22.
123. ↑  Cheryl Benard (1984). "The Government of God": Iran's Islamic Republic. Columbia University Press. ص. 18. ISBN:978-0-231-05376-1. مؤرشف من الأصل في 2019-07-10. اطلع عليه بتاريخ 2013-06-21.
124. ↑  "American Experience, Jimmy Carter, "444 Days: America Reacts"". Pbs.org. مؤرشف من الأصل في 2011-01-19. اطلع عليه بتاريخ 2011-06-18.
125. ↑  Tanner، Travis (2013). "Introduction". Asia Policy. ج. 15 ع. 1: 46–48. DOI:10.1353/asp.2013.0021. ISSN:1559-2960. مؤرشف من الأصل في 2023-10-08.
126. ↑  Thomas (4 Aug 2018). "Protests Pop Up Across Iran, Fueled by Daily Dissatisfaction". The New York Times (بالإنجليزية الأمريكية). ISSN:0362-4331. Archived from the original on 2023-10-23. Retrieved 2023-09-24.
127. ↑  "Iran arrested 7,000 in crackdown on dissent during 2018 - Amnesty". BBC News (بالإنجليزية البريطانية). 24 Jan 2019. Archived from the original on 2023-05-28. Retrieved 2023-09-24.
128. ↑  "In Pictures: Iranians protest against increase in fuel prices". www.aljazeera.com (بالإنجليزية). Archived from the original on 2023-07-13. Retrieved 2023-09-24.
129. ↑  "A web of impunity: The killings Iran's internet shutdown hid — Amnesty International". web.archive.org. 10 يناير 2021. مؤرشف من الأصل في 2021-01-10. اطلع عليه بتاريخ 2023-09-24.{{استشهاد ويب}}:  صيانة الاستشهاد: BOT: original URL status unknown (link)
130. ↑  "Special Report: Iran's leader ordered crackdown on unrest - 'Do whatever it takes to end it'". Reuters (بالإنجليزية). 23 Dec 2019. Archived from the original on 2023-09-22. Retrieved 2023-09-24.
131. ↑  "Ukraine wants to search Iran plane crash site for possible missile debris". Reuters (بالإنجليزية). 8 Jan 2020. Archived from the original on 2023-04-10. Retrieved 2023-09-24.
132. ↑  "Iran plane crash: Demands for justice after admission jet was shot down". BBC News (بالإنجليزية البريطانية). 11 Jan 2020. Archived from the original on 2023-06-29. Retrieved 2023-09-24.
133. ↑  "Protests flare across Iran in violent unrest over woman's death". Reuters (بالإنجليزية). 20 Sep 2022. Archived from the original on 2023-09-26. Retrieved 2023-09-24.
134. ↑  Weronika (16 Sep 2022). "Iranian woman dies 'after being beaten by morality police' over hijab law". The Guardian (بالإنجليزية). ISSN:0261-3077. Archived from the original on 2023-09-20. Retrieved 2023-09-24.
135. ↑  "المحافظ المتشدد إبراهيم رئيسي يفوز بالانتخابات الرئاسية في إيران". فرانس 24 / France 24. 19 يونيو 2021. مؤرشف من الأصل في 2023-01-28. اطلع عليه بتاريخ 2025-07-09.
136. ↑  Motamedi, Maziar. "Hardliner Raisi elected Iran's new president". Al Jazeera (بالإنجليزية). Archived from the original on 2025-06-17. Retrieved 2025-07-09.
137. ↑  عربي، سبوتنيك (20230704T1022+0000). "إيران عضوا في منظمة شنغهاي للتعاون بشكل رسمي". سبوتنيك عربي. مؤرشف من الأصل في 2025-04-21. اطلع عليه بتاريخ 2025-07-09. {{استشهاد ويب}}: تحقق من التاريخ في: |تاريخ= (مساعدة)
138. ↑  "الخارجية الإيرانية: طهران تستفيد من انضمامها إلى "بريكس"". 11 يونيو 2024. مؤرشف من الأصل في 2024-06-21. اطلع عليه بتاريخ آر تي عربي. {{استشهاد ويب}}: تحقق من التاريخ في: |تاريخ-الوصول= (مساعدة)
139. ↑  التحرير، أسرة (9 مايو 2025). "إيران وروسيا: شراكة صاروخية تُعقّد مسار الحرب والسلام في أوكرانيا | الجادّة". جاده ايران. مؤرشف من الأصل في 2025-05-20. اطلع عليه بتاريخ 2025-07-09.
140. ↑  "السعودية وإيران: هل تنهي عودة العلاقات بين البلدين الأزمات الراهنة؟". BBC News عربي. 17 أغسطس 2023. مؤرشف من الأصل في 2025-04-08. اطلع عليه بتاريخ 2025-07-09.
141. ↑  "طهران تعلن مقتل قادة عسكريين في قصف يشتبه أنه إسرائيلي لقنصليتها بدمشق". فرانس 24 / France 24. 1 أبريل 2024. مؤرشف من الأصل في 2024-05-20. اطلع عليه بتاريخ 2025-07-09.
142. ↑  "Israeli strike on Iran's consulate in Syria killed 2 generals and 5 other officers, Iran says". AP News (بالإنجليزية). 1 Apr 2024. Archived from the original on 2025-06-29. Retrieved 2025-07-09.
143. ↑  "What was in wave of Iranian attacks and how were they thwarted?" (بالإنجليزية البريطانية). 14 Apr 2024. Archived from the original on 2025-06-29. Retrieved 2025-07-09.
144. ↑  "هجوم إيران على إسرائيل: إيران تنفذ أول هجوم مباشر من أراضيها ضد إسرائيل، والجيش الإسرائيلي يعلن اعتراض عشرات المسيرات الإيرانية". BBC News عربي. 1 أكتوبر 2024. مؤرشف من الأصل في 2024-07-04. اطلع عليه بتاريخ 2025-07-09.
145. ↑  الصحافي الإصلاحي غانجي يدعو مجددا لمقاطعة الانتخابات ويقول إن أفكاره «أكثر راديكالية» بعد السجن – جريدة الشرق الأوسط - تاريخ النشر 1 يونيو-2005 - تاريخ الوصول 6 أبريل-2009 نسخة محفوظة 29 يوليو 2013 على موقع واي باك مشين. [وصلة مكسورة]
146. ↑  "الوكالة الذرية: رصد جزئيات يورانيوم مخصبة بنسبة 83% في إيران / DW / 28.02.2023". مؤرشف من الأصل في 2023-09-21. اطلع عليه بتاريخ 2023-10-23.
147. ↑  Iran urges NAM to make collective bids to establish global peace. PressTV, August 26, 2012. Retrieved November 20, 2012. نسخة محفوظة 23 أبريل 2016 على موقع واي باك مشين.
148. ↑  Ahmadinejad calls for new world order based on justice. PressTV May 26, 2012. Retrieved November 20, 2012. نسخة محفوظة 03 مارس 2016 على موقع واي باك مشين.
149. ↑  "Key Events in Iran Since 1921". Pbs.org. مؤرشف من الأصل في 2013-10-28. اطلع عليه بتاريخ 2011-06-18.
150. ↑  Charbonneau، Louis (26 أكتوبر 2009). "RPT-EXCLUSIVE-Iran would need 18 months for atom bomb-diplomats". Reuters. مؤرشف من الأصل في 2018-07-03. اطلع عليه بتاريخ 2010-08-01.
151. ↑  المعهد الدولي للدراسات الإستراتيجية Military Balance 2006, Routledge for the IISS, London, 2006, p.187
152. ↑  John Pike. "Niruyeh Moghavemat Basij Mobilisation Resistance Force". Globalsecurity.org. مؤرشف من الأصل في 2019-05-16. اطلع عليه بتاريخ 2011-06-18.
153. ↑  "Iran's defense spending 'a fraction of Persian Gulf neighbors'". Payvand.com. 22 نوفمبر 2006. مؤرشف من الأصل في 2019-04-30. اطلع عليه بتاريخ 2011-06-18.
154. ↑  "Iran's doctrine based on deterrence". IRNA. مؤرشف من الأصل في 2013-10-28. اطلع عليه بتاريخ 2011-06-18.
155. ↑  "Iran Launches Production of Stealth Sub". Fox News. 10 مايو 2005. مؤرشف من الأصل في 2013-03-29. اطلع عليه بتاريخ 2008-02-27.
156. ↑  PressTv: Advanced attack chopper joins Iran fleet Retrieved 24 May 2009 نسخة محفوظة 15 أبريل 2016 على موقع واي باك مشين. [وصلة مكسورة]
157. ↑  "Iran launches advanced Jamaran destroyer". Presstv.com. 19 فبراير 2010. مؤرشف من الأصل في 2016-03-03. اطلع عليه بتاريخ 2010-08-01.
158. ↑  "Iran tests new long-range missile". BBC. 12 نوفمبر 2008. مؤرشف من الأصل في 2018-06-14. اطلع عليه بتاريخ 2008-11-12.
159. ↑  معجم فارسي-عربي. عنايت الله فاتحي نجاد. صفحة: 52
160. ↑  Payvand. "Iran: Focus on reverse migration". مؤرشف من الأصل في 2019-05-19. اطلع عليه بتاريخ 2006-04-17.
161. ↑  "Islamic Azad University" نسخة محفوظة 10 نوفمبر 2007 على موقع واي باك مشين.. Retrieved 28 January 2008. "نسخة مؤرشفة". مؤرشف من الأصل في 2007-11-10. اطلع عليه بتاريخ 2013-02-04.{{استشهاد ويب}}:  صيانة الاستشهاد: BOT: original URL status unknown (link)
162. ↑  Iranian National Portal of Statistics نسخة محفوظة 10 نوفمبر 2007 على موقع واي باك مشين.. Retrieved 27 February 2008. نسخة محفوظة 10 نوفمبر 2007 على موقع واي باك مشين.
163. ↑  Religious Tourism Potentials Rich. Retrieved 28 February 2008. [وصلة مكسورة] نسخة محفوظة 21 يونيو 2009 على موقع واي باك مشين.
164. ↑  "Mashhad, Iran". Sacredsites.com. مؤرشف من الأصل في 2012-07-22. اطلع عليه بتاريخ 2011-06-18.
165. ↑  Iran – Statistical Centre[وصلة مكسورة]. Retrieved 27 February 2008. "نسخة مؤرشفة". مؤرشف من الأصل في 2020-03-13. اطلع عليه بتاريخ 2018-01-08.
166. ↑  Bultannews Website شهرهای ایران هر کدام چقدر جمعیت دارند؟
167. ↑   Yaftenews Website فهرست 100 شهر پرجمعيت ايران
168. ↑  [وصلة مكسورة] نسخة محفوظة 18 يونيو 2009 على موقع واي باك مشين.
169. ↑  "Islamic Republic Of Iran Railways :: راه آهن جمهوري إسلامي إيران". Rai.ir. مؤرشف من الأصل في 2018-06-29. اطلع عليه بتاريخ 2012-02-09.
170. 1 2 3 4 5  "Iran Travel And Tourism Forecast"، Economist Intelligence Unit، 18 أغسطس 2008 {{استشهاد}}: الوسيط |تاريخ الوصول بحاجة لـ |مسار= (مساعدة)
171. ↑  "Press TV". Press TV. 6 ديسمبر 2010. مؤرشف من الأصل في 2018-09-15. اطلع عليه بتاريخ 2012-02-06.
172. ↑  "Iran (Islamic Republic of)". uis.unesco.org. 27 نوفمبر 2016. مؤرشف من الأصل في 2024-01-30. اطلع عليه بتاريخ 2020-07-29.
173. ↑  Peter Krol. "Study in Iran :: Iran Educational System". arabiancampus.com. مؤرشف من الأصل في 2023-11-12. اطلع عليه بتاريخ 2015-10-26.
174. ↑  "WEP-Iran". Wes.org. مؤرشف من الأصل في 2012-02-24. اطلع عليه بتاريخ 2012-02-07.
175. ↑  "Iran (Islamic Republic of)". Ranking Web of Universities. مؤرشف من الأصل في 2024-01-21. اطلع عليه بتاريخ 2017-07-21.
176. ↑  WIPO (30 Dec 2023). Global Innovation Index 2023, 15th Edition (بالإنجليزية). World Intellectual Property Organization. DOI:10.34667/tind.46596. ISBN:9789280534320. Archived from the original on 2024-01-18. Retrieved 2023-10-28. {{استشهاد بكتاب}}: تجاهل المحلل الوسيط |موقع= (help)
177. ↑  "Release of the Global Innovation Index 2020: Who Will Finance Innovation?". wipo.int (بالإنجليزية). Archived from the original on 2024-02-18. Retrieved 2021-09-02.
178. ↑  المنظمة العالمية للملكية الفكرية (2024). "Global Innovation Index 2024. Unlocking the Promise of Social Entrepreneurship". www.wipo.int. Geneva. ص. 18. DOI:10.34667/tind.50062. ISBN:978-92-805-3681-2. مؤرشف من الأصل في 2024-12-10. اطلع عليه بتاريخ 2024-10-22.
179. ↑  المنظمة العالمية للملكية الفكرية (2024). "Global Innovation Index 2024: Unlocking the Promise of Social Entrepreneurship". www.wipo.int (بالإنجليزية). p. 18. DOI:10.34667/tind.50062. ISBN:978-92-805-3681-2. Archived from the original on 2024-12-10. Retrieved 2024-10-06.
180. ↑  CIA.gov نسخة محفوظة 09 مارس 2013 على موقع واي باك مشين. [وصلة مكسورة]
181. ↑  Iran – U.S. Energy Information Administration (EIA) نسخة محفوظة 4 يوليو 2022 على موقع واي باك مشين.
182. ↑  "American Journal of Scientific Research Issue 45 (2012), pp. 76-84" (PDF). مؤرشف من الأصل (PDF) في 2012-11-30. اطلع عليه بتاريخ 2012-02-07.
183. ↑  The EU should be playing Iran and Russia off against each other, by Julian Evans, Eurasian Home, 8 November 2006 نسخة محفوظة 10 مارس 2012 على موقع واي باك مشين.
184. ↑  Kim Murphy – Los Angeles Times (7 يناير 2007). "U.S. targets Iran's vulnerable oil". Heraldextra.com. مؤرشف من الأصل في 2009-05-13. اطلع عليه بتاريخ 2011-06-18.
185. ↑   . "Iran, Besieged by Gasoline Sanctions, Develops GTL to Extract Gasoline from Natural Gas". Oilprice.com. مؤرشف من الأصل في 2019-01-11. اطلع عليه بتاريخ 2012-02-07.{{استشهاد ويب}}:  صيانة الاستشهاد: علامات ترقيم زائدة (link)
186. ↑  الاقتصاد الإيراني..تنمية وانفتاح الطاووس !! نسخة محفوظة 28 مايو 2009 على موقع واي باك مشين. [وصلة مكسورة]
187. ↑  مركز المزماة للدراسات والبحوث (5 مايو 2015). "سوء الأوضاع المعيشية في إيران ترفع معدل الاضطرابات العقلية". مركز المزماة للدراسات والبحوث. مؤرشف من الأصل في 2020-02-14.
188. ↑  صناعة السيارات الإيرانية في المركز الخامس عالميا من حيث الإنتاج العالم نسخة محفوظة 28 يناير 2011 على موقع واي باك مشين.

بِلُغاتٍ أوروپيَّة
1. ↑  "GDP, PPP (current international $) / Data" [en]. قاعدة بيانات البنك الدولي (بالإنجليزية). البنك الدولي. Archived from the original on 2019-05-02. Retrieved 2019-06-08.
2. ↑  "Iran Country Profile". BBC NEWS. مؤرشف من الأصل في 2019-05-26. اطلع عليه بتاريخ 2012-08-08.
3. ↑  ""CESWW" – Definition of Central Eurasia". Cesww.fas.harvard.edu. مؤرشف من الأصل في 2018-09-15. اطلع عليه بتاريخ 2010-08-01.
4. ↑  "Destinations". National Geographic (بالإنجليزية). Archived from the original on 2023-01-16. Retrieved 2023-01-10.
5. ↑  "Iran" (PDF). مؤرشف من الأصل (PDF) في 2015-05-05. اطلع عليه بتاريخ 2011-06-18.
6. ↑  "No Operation". Presstv.com. مؤرشف من الأصل في 2016-04-15. اطلع عليه بتاريخ 2011-09-14.
7. ↑  "Iran to form carpet export consortium". برس تي في. 9 نوفمبر 2008. مؤرشف من الأصل في 2016-04-15. اطلع عليه بتاريخ 2009-03-01.

## وصلات خارجية
- The e-office of the Supreme Leader of Iran
- The President of Iran
- Iran.ir
- Iran  على كتاب حقائق العالم
- إيران - GovPubs, جامعة كولورادو بولدر
- إيران على مشروع الدليل المفتوح
- أطلس ويكيميديا حول Iran